# 이달의 기자상
이달의 기자상은 한국기자협회가 1990년 9월부터 전국 회원을 대상으로 신문·방송·통신에 게재된 기사 중 가장 좋은 기사를 가려내어 월1회 수여하는 상이다.

## 부문
- 취재보도1 부문 (정치·사회)
- 취재보도2 부문 (문화·체육·레저·과학·환경, 국제, 영자신문)
- 경제보도 부문
- 기획보도 신문·통신 부문
- 기획보도 방송 부문
- 지역취재보도 부문
- 지역경제보도 부문
- 지역기획보도 신문·통신 부문
- 지역기획보도 방송부문
- 전문보도부문 : 그래픽뉴스, 사진보도, 해설·논평, 신문편집, 출판제작, 방송영상, 온라인, 만화·만평 부문

## 부문별 수상자
매월 보도된 기사를 대상으로 하여 심사를 하며 다음 달 말에 프레스센터에서 시상식을 개최한다.

### 1990년대

#### 1990년
9월
■취재보도부문
차량연장 택시 무더기 불법조립 운행
(부산일보 정서환, 안병길 기자)
북한체조 이병문씨 남한 두 동생과 통화
(중앙일보 이하경, 최형규, 조용철 기자)

■사진보도부문
급류 건너기
(세계일보 정원일 기자)

■지역언론부문
충주댐 견설 득실
(충청일보 윤찬열 기자)
10월
■취재보도부문
보안사 민간인 사찰 및 범죄와의 전쟁 후속 보도
(동아일보 한진수 기자 외 4인)
내각제 합의각서 사본 보도
(중앙일보 박보균 기자)

■신문편집부문
일요칼럼 나의 길
(동아일보 김화성 기자)

■지역언론부문
대청호 부영양화 바닥까지
(충청일보 김성식 기자)

■사진보도부문
눈물의 작별
(중앙일보 오승환 기자)
11월
■취재보도부문
1. 레지던트 채용 거액 상납 반발 인턴26명 나흘째 출근 거부
(부산일보 이명관 기자)
2. 대전 폭력배, 의원, 판․검사 술자리 합석
(KBS 조봉환 기자 외 3명)
3. 외딴섬 통째로 팔린다
(민주일보 정일근 기자)

■사진보도부문
1. 새처럼 남북을 오가는 그날은 언제
(동아일보 김영만 기자)
■지역언론부문
1. 안면도 핵폐기 처분장 사태
(대전일보 최문갑 기자 외 4명)
12월
■취재보도부문
1. 면폐증 환자 국내 첫 발견
(부산KBS 조한제 기자)

■사진보도부문
1. 전주교도소 탈주범 대청호 자살사건
(대전일보 전재홍 기자)

■지역언론부문
1. 前국회의장 李재형씨 一家山本지장물 移轉안해 물의
(겅기일보 박종희 기자)

■출판제작부문
1. 평양특파원
(중앙일보 이찬삼 기자)

#### 1991년
1월
■취재보도부문
1. 내전 소말리아서 꽃핀 동포애, 남북 공관원 합동 탈출 작전
(중앙일보 김국후 기자)

■방송제작부문
1. 연중기획 환경을 지키자 중쓰레기줄여야 한다
(KBS 류현순, 이홍우 기자)
2월
■취재보도부문
1. 수서 특해분양 政 經 官 개입 의혹
(세계일보 이용식 기자)

■지역언론부문
1. 자가용 타고 영세민 아파트 산다
(중도일보 신동열, 김기선 기자)
3월
■취재보도부문
1. 낙동강 상수원 페놀 오염
(대구KBS 유희림 기자)
1. AIDS 감염 성원 비밀결혼 및 득남사건
(부산매일 김형진 기자)

■지역언론부문
1. 절박한 농촌 주거환경 개선
(청주MBC 이현재 기자)
4월
■신문편집부문
1. 바구니 물가2년새 이렇게 올랐다
(한국일보 길윤석, 최동완 기자)

■지역언론부문
1. 제주 4.3기획 잃어버린 고향
(제주MBC 김건일, 오석훈 기자)
5월
■사진보도부문
1. (민주일보 이용우 기자)

■지역언론부문
1. 대청호 생태계 진단 및 외래어종의 먹이 장면 추적 보도
(충청일보 김성식, 우상대 기자)

■영상보도부문 (영상보도부문 첫 수상작)
1. 공무원 자가운전차량 불법운행
(KBS 임찬식 기자)
6월
■취재보도부문
1. 신도시 아파트 부실시공
(동아일보 김병기 기자)
1. 불량레미콘 신도시 공급 축소 조작
(KBS 이종학, 우혁근 기자)

■방송제작부문
1. 여기는 북극점
(MBC 김인기, 이용우, 이성수 기자)
7월
■취재보도부문
1. 조만식 선생 총살 당했다
(중앙일보 김국후 기자)

■지역언론부문
1. 한려수도룰 지키자
(국제신문 강남훈, 김승호, 이태권 기자)
2. 불량 이스콘 공급
(춘천KBS 조병관, 송학필 기자)
8월

■취재보도부문
1. 李根安 누가 돕나
(동아일보 홍은택, 윤영찬 기자)

■사진보도부문
1. 르포, 쿠데타 3일 천하 최후의 날
(중앙경제 곽태형 기자)

■지역언론부문
1. 아남프라자 아파트 사회지도층에 93세대 특혜분양사건 추적보도
(광주CBS 박준일 기자)
9월

■취재보도부문
1. 노동자 블랙리스트 디스켓 발견
(부산KBS 김용진 기자)

■출판제작부문
1. 실용국어 중심의 바른 우리말
(세계일보 박인준 기자)
10월
■취재보도부문
1. 이대 무용과 입시 부정
(경향신문 권석천 기자)
2. 롯데월드 종합토지세 2,900원
(부산MBC 강중묵 기자)
3. 국교생 방화살인사건-경찰수사 의문점 많다
(중앙일보 고대훈 기자)
11월
■취재보도부문
1. 기획시리즈-이런 제도 과연 필요한가
(조선일보)

■사진보도부문
1. 낙동강 철새 밀렵꾼
(국제신문 김탁돈 기자)
12월

■출판언론부문
1. 金 역사를 위한 육성 증언 1.6․29전야의 고백
(조선일보 월간조선)

■영상보도부문
1. 119구급대, 경찰, 생명외면 관할권 싸움
(KBS 양용철 기자)

#### 1992년
1월
■취재보도부문
1. 국교생 정신대 동원 학적부 발견
(연합통신 김용수 기자)
2. 부산 지하철 지하벽 붕괴사고 은폐
(부산일보 강병균 기자)
3. 가짜주유소 영수증위조사건과 나이트클럽 밀실 퇴폐영업 및 신용카드 불법유통
(MBC 신강균 기자 외 4인)
2월
■취재보도부문
1. 국립과학수사연구소 허위 감정
(MBC 김택곤 기자 외 3명)
2. 金 비호세력 비망록 관련보도
(동아일보 유상삼 기자 외 3명)
3. 월남 참전 용사 고엽제 휴유증
(경향신문 박래용 기자)

■사진보도부문
1. 숨겨진 돈선거
(국민일보 윤여홍 기자)
3월

■취재보도부문
1. (동아일보 최영묵 기자 외 3명)
4월
■취재보도부문
1. 백범 암살범 안두희 증언 관련보도
(동아일보 하준우, 윤영찬 기자)
5월

■취재보도부문
1. 민자당 교육원 매각의혹
(동아일보 김창희, 정성희 기자)
2. 심야 유흥업소 불법과 경찰 수뢰
(MBC 최문순 기자 외 3명)
6월

■취재보도부문
1. 정보사 부지 불하 사건 추적
(조선일보 방준식, 이준, 김홍진 기자)
2. 청계천을 벗긴다
(MBC 임정환, 이호인, 최경진 기자)

■지역언론부문
1. 소양호가 썩어간다
(춘천KBS 김장하, 송학필 기자)
7월

■취재보도부문
1. 주암호 졸속행정이 오염 불러
(광주MBC 성수신, 장시진 기자)

■사진도보부문
1. 동해안 고래떼
(월간중앙 이인선, 안승철 기자)

■지역언론부문
1. 금강 광역상수도 오염 위험
(전북일보 임경탁 기자)
8월
■취재보도부문
1. 공사 입찰비리
(조선일보 김병석, 김기훈 기자)

■방송제작부문
1. 단속 무인 속도측정기 문제점 투성
(MBC 신강균 기자 외 3명)
9월

■취재보도부문
1. 盧대통령의 民自 탈당
(중앙일보 김현일 기자)
2. 양심선언 무차별 구속, 부정고발 봉쇄 우려
(동아일보 최수묵)

■방송제작부문
1. 남해안이 죽어간다
(KBS 박선규)
10일

■취재보도부문
1. 불발로 끝난 휴거-33일간 잠입 취재기
(중앙일보 이규연, 최상연, 김동호 기자)

■방송제작부문
1. 창사기념특집-제주바다 백색공포
(제주MBC 송창우, 고창균 기자)
11월

■취재보도부문
1. 육군에 또 사조직 파문
(중앙일보 김준범 기자)
2. 윤금이씨 피살사건
(국민일보 김경호 기자)

■지역언론부문
1. 공포의 등하교 길
(부산일보 정지태, 이현 기자)
2. 온천개발 이대로 안된다
(충청일보 박춘섭, 김주철, 정규호 기자)
12월
수상작 없음

#### 1993년
1월

■취재보도부문
1. 韓牛로 둔갑한 수입쇠고기
(KBS 박찬욱 기자)
2. 이라크사태 현지보도
(MBC 이진숙 기자)

■편집보도부문
1. 타지크 內戰-韓人들 피난길
(중앙일보 이범락 기자)
2월
■취재보도부문
1. 광운大 입시 부정
(MBC 이연재, 박태경 기자)
2. 팔당 상수원에 石油비축 기지 추진
(문화일보 노영대 기자)

■방송제작부문
1. 어느 중소기업인의 시련
(KBS 이몽룡, 곽재우 기자)

■지역언론부문
1. 대입 학원 불법 온상
(부산매일 김영준, 송성준 기자)

■기획시리즈
1. 과적 차량 발생요인과 근원대책
(충주KBS 유용, 차영수 기자)
3월
■취재보도부문
1. 金泳三대통령 첫 조각 검증
(동아일보 사회부 사건기자팀)
2. 長世東씨 용팔이 사건 지시
(중앙일보 최찬식, 진세근, 남정호 기자)

■기획시리즈
1. 이런규제 고치자
(매일경제신문 취재팀)

■지역언론부문
1. 경찰 학원사찰 여전
(광주CBS 김영태 기자)

■영상보도부문
1. 일요현장-탈법온상 유흥업소
(KBS 김민수 기자)
4월
■취재보도부문
1. 崔 의원 아들 포함, 경원전문대 부정입학
(동아일보 심규선 기자)

■지역기획보도부문
1. 5.18, 4대 해결쟁점
(광주매일 정용화, 김대원 기자)
5월
■취재보도부문
1. 슬롯머신산업계 비호세력 규명
(세계일보 박광주 기자 회 3명)
2. 지하철 부실 공사 고발
(MBC 최문순, 홍우석, 박기태 기자)

■기획보도부문
1. 5․18진상을 케다
(중앙일보 5․18특별취재반)

■사진보도부문
1. 엄마 무서워요
(동아일보 김철한 기자)
6월

■취재보도부문
1. 의약품납품 사례비 비리 고발
(부산KBS 김용진 기자)

■출판제작부문
1. 강기훈 유서 대필자 아니다
(경향신문 박구재 기자)
7월

■취재보도부문
1. 정보사 민간인 테러단 운영
(중앙일보 김종혁 기자)

■기획보도부문
1. 농산물검역 문제 있다
(국민일보 김기정 기자)
2. 아시아나 여객기 추락사고
(목포MBC 김선태 기자 외 11명)
3. 집중조명-7편 판사의 길
(MBC 박태경 기자 외 2명)
8월
■취재보도부문
1. 前 세무공무원 이석호 국유지 잠식사건의 전모
(광주CBS 박용수 기자)

■지역보도부문
1.8․15특집 고아마루의 비명
(제주MBC 김영덕 기자)
9월

■취재보도부문
1. 외규장각 도서 반환
(한국일보 서사봉 기자)
2. 재산공개과정에서 드러난 고위공직자 비리 추적
(CBS특별취재반 김경한 기자 외 8명)
10월

■취재보도부문
1. 검찰 새 安家 확보 폭로
(KBS 유희림, 정승희 기자)
2. 인삼 불법 유통 판매 및 경작증명서 허위 발급
(대전MBC 고영성 기자)

■기획보도부문
1. 내 인권 내가 지키자
(세계일보 법조팀 이선호 기자 외 5명)

■지역기획보도부문
1. 마산만 긴급진단-회생인가 절망인가
(마산MBC 전기득 기자)

■사진보도부문
1. 서해훼리호 사고현장 및 사체인양
(공동수상) (동아일보 석동률 기자)
(세계일보 김형우 기자)
11월

■취재보도부문
1. 002 국제전화 도청 의혹
(안동KBS 우동혁, 하석봉 기자)

■기획보도부문
1. 농촌총각 울리는 중국교포 위장결혼
(서울신문 김병헌 기자 외 7명)

■지역취재보도부문
1. 탄광촌 지반침하에 의한
(전남일보 천갑수, 정대하, 유성운 기자)
2. 허위진단서에 의한 개인택시 불법 양도 양수
(인천일보 김왕표 기자 등 경찰팀)
12월

■취재보도부문
1. 670만달러 국제 무기도입 사기사건
(조선일보 유용원 기자 외 5명)

■기획보도부문
1. 이것이 경쟁력이다
(KBS 이몽룡 기자 외 3명)

■지역취재보도부문
1. 세계희귀조 호사비오리 66년 만에 촬영
(춘천MBC 전영재, 차주표 기자)

#### 1994년
1월
■취재보도부문
1. 金 씨 미에 망명신청
(한국일보 정병진, 정진석 기자)
2. 저질 멸치선물 에산낭비
(SBS 박상규 기자)

■기획보도부문
1. 선진개혁교육-내일을 여는 현지 취재
(중앙일보 김석현 기자 외 8명)
2. 팔레스타인, 차치국 창설지대를 가다-아라파트 PLO의장 인터뷰
(KBS 장경수, 김춘엽 기자)

■방송영상부문
1. 겨울 백두산
(KBS 박원기, 민상기, 송학필 기자)
2월
■취재보도부문
1. 국회 노동위 돈봉투 사건
(문화일보 이용식 기자 외 3명)
2. 배명국의원, 박재규구속 공작사건 폭로
(중앙일보 이하경, 정태수, 이훈범 기자)

■사진보도부문
1. 장관이 있을 때-장관이 갔을 때
(조선일보 김진평 기자)
3월
■취재보도부문
1. 상문고 내식 조작, 떡값 모금 유용 등 사학비리
(중앙일보 김석현 기자 외 3명)

■기획보도부문
1. 먹을 것과 자유를 향한 대탈출
(KBS 이동식, 박선규, 백승민 기자)
2. 3․1절 특별 기획-돌아와야 할 국보
(SBS 주동원, 김영창 기자)
4월
■취재보도부문
1. 외환은행, 한국통신(주) 입찰 조작
(경향신문 박대호 기자)
2. 조계종 총무원 폭력배동원 최초 확인
(KBS 배종호, 박영환 기자)

■사진보도부문
1. 이회창 총리 사임
(중앙일보 오동명 기자)
5월
■취재보도부문
1. 희롱인가 교습이인가
(KBS 민병욱, 김용기 기자)
2. 나가도 망언 단독보도
(경향신문 황우연 기자)

■지역기획보도부문
1. 동학농민혁명 100주년의 의미
(전북일보 김은정 기자 외 3명)

■사진보도부문
1. 한약상 박순태씨 부부 피살사건
(문화일보 정하종 기자)
6월
■취재보도부문
1. 북한국적50대 여인 “내가 설 땅은 어디인가”
(문화일보 박학용, 이상원 기자)
2. 뇌염백신 흰쥐괄리 허점
(KBS 배종호, 이규종 기자)

■지역기획보도부문
1. 보도연맹을 기억하십니까
(청주CBS 박상용 기자)
2. 5․18공소시효 만료 1년
(광주매일 이영규 기자)
7월
■취재보도부문
1. 고상문씨 북정치범 수용소 감금
(MBC 윤도환, 김대환 기자)
2. 김일성 북한 주석 사망
(KBS 김준철 기자)
3. 美 대사관 비자 발급 관련 문제점
(경향신문 김판수 기자)

■지역기획부문
1. 남해고속도로
(창원KBS 김대희 기자)
8월

■취재보도부문
1. KAL기 폭발사고
(제주KBS 보도국)

■지역취재보도부문
1. 대천어린이 피살사건
(대전MBC 보도국 정운기 기자)
9월

■취재보도부문
1. 개통 앞둔 분당선 곳곳 천장 새 물바다
(문화일보 사회2부 이상원 기자)
2. 인천 북구청 세금 착복
(조선일보 사회부 이충일 기자 등)
10월

■취재보도부문
1. 인천스롯머신 업소 상납비리
(SBS 사회부 심석태 기자)
2. 아시안게임 금메달 송성일 선수 위암수술
(스포츠서울 김태충 기자)

■사진보도부문
1. 불타는 충주호 유람선
(충청일보 사진부 우상대 기자)
11월

■취재보도부문
1. 부천시 세금횡령사건
(MBC 사회2부 황용구 기자 외 4명)
2. 부천시 세금횡령사건 실상 및 수사 관련보도
(경향신문 박문규 기자 등 특별취재반)

■지역취재보도부문
1. 한보철강 위장 임금 동결선언 폭로
(부산매일 사회부 김대오 기자)
12월

■취재보도부문
1. 굴업도 핵 폐기물 처분장 및 지역 여론 보도
(경인일보 사회2부 김은환 부장 외 4명)
2. 北․美 조정사 급명간 송환
(한국일보 정진석 기자)

■기획보도부문
1. 李昌의 투옥 중 수기 발견
(동아일보 배안준, 이동관 기자)

#### 1995년
1월

■취재보도부문
1. 복사위조 수표 대량 유통
(SBS 사회부 최희준, 한일상 기자)
2. 안산 운전면허장 금품수수 비리
(KBS 최재현, 장세권 기자)

■기획보도부문
1. 한국 전쟁비화 시리즈
(연합통신 선재규 기자)
2월
■취재보도부문
1.부산북부서 강주영양 유괴살해 고문조작 수사 추적보도
(부산매일 사회부 김형진 기자 외 2명)

■지역취재보도부문
1. 집달관 사문원 입찰 보증금 횡령사건
(경인일보 사회부 허종식 기자 외 3명)
2. 경기도 4대 선거 출마예상자 동향 파악
(중부일보 사회부 이상호 기자)
3. 도의회 불법 변태 인출 파동
(전북일보 정치부 이대성, 이성원 기자)
3월
■취재보도부문
1. 경찰 승진시험 정답 유출 사건
(동아일보 사회1부 문철 기자)
2. 지하철 5, 8호선 부실시공 원인분석
(조선일보 사회부 이충일 기자)

■지역취재부문
1. 중구청 주민 위장 전입
(부산일보 사회부 이병철 기자)

■사진전문보도부문
1. 들려나가는 민주의원
(세계일보 사회부 조일수 기자)

■방송영상전문보도
1. 충격, 도심빌딩서 대낮 가스 유출
(KBS 이규종 기자)
4월

■취재보도부문
1. 5․18당시 계엄군 헬기난사증언
(국민일보 사회부 김강준 기자 외 5명)
2. 추한 한국인 저자 진상규명
(SBS 동경특파원 박수택 기자)

■지역취재보도부문
1. 단국대 대학원 박사과정 입시부정
(경인일보 사회부 박현수 기자)
2. 부산토개공 아파트 부실시공 추척보도
(부산매일 사회부 박재광 기자 외 2명)

■사진전문보도부문
1. 대구 지하철 도시가스 폭발, 필사의 구출
(시사저널 사진부 나명석 기자)
5월
■취재보도부문
1. 이형구 전 노동부장관 수뢰 구속
(동아일보 사회부 양기대 기자)

■지역취재보도부문
1. 중국산 불량 양파 종자 실태
(전남일보 강세구, 최종경 기자)

■기획보도부문(방송)
1. 최초공개-광개토대왕릉, 내부와 고구려 유적 훼손 실태
(KBS 안형환, 이규종 기자)
6월

■취재보도부문
1. 불량 가스통 대량 유통
(MBC 사회부 윤도환 기자 외 2명)

■지역취재보도부문
1. 부산진구청, 지방선거 관권개입 의혹
(부산일보 사회부 정상섭 기자)
2. UR.WTO 보고서-세계 농촌을 가다
(전남일보 임영섭 기자 외 4명)
7월
■취재보도부문
1. 원자력연구소 이병령 그룹장 해임 및 한전․미 CE사 양해각서 파문
(문화일보 정치부 이병용, 한종호 기자)
2. 민자당 여의도 연구소 보고서
(한국일보 정치부 이영성 기자)
8월

■취재보도부문
1. 12.12가 녹음 됐다/증권투자 동료의 증권작전 살인사건
(서울신문 박홍기 기자 외 8명)

■지역취재보도부문
1. 교육위원 선출과정의 금덩이 파문
(경기일보 심재호 기자 외 8명)
9월

■취재보도부문
1. 일제잔재, 서울시 상징
(KBS 박태서, 김용기 기자)

■지역취재보도부문
1. LG전자부품 신종 직업병
(부산일보 사회부 정상섭 기자)

■지역기획보도부문
1. 잃어버린 탐라 천년
(제주MBC 강영필, 김찬석 기자)

■사진보도부문
1. 돌고래도 살 수 없다
(경남매일 사진부 김구연 기자)
2. UFO한국출연
(문화일보 사진부 김선규 기자)
10월

■취재보도부문
1. 노태우 전 대통령 비자금 파문
(동아일보 정치부 윤영찬 기자)
2. 노씨동생 강남에 1백억대 빌딩외 3건
(중앙일보 특별취재반)
3. 노태우 전 대통령 5․18충격발언
(동아일보 NEWS+부 조용준 기자)
4. 노태우 은닉 부동산 3건 첫 발견
(경향신문 은닉부동산 취재팀)
11월
■취재보도부문
1. 에토망언
(동아일보 배인준, 이동관 기자)

■지역기획보도부문
1. 인천시 시영아파트 분양가 과다 선정
(인천일보 사회부 김왕표, 이훈기 기자)

■사진보도부문
1. 아들의 이불보따리
(세계일보 이범석 기자)
2. 노씨의 추락
(연합통신 사진부 박창기 기자 외 3명)
12월
■지역취재보도부문
1. 증언을 통해본 5․18보도
(전남일보 김민영, 이건상 기자)
2. 동국제강 인천제강소 특정산업폐기물 불법매립
(인천일보 사회부 권혁철 기자 외 3명)

■기회보도부문
1. 광주로 간 군인들
(중앙일보 사회부 김태진 기자 외 5명)

#### 1996년
1월
■취재보도
1. 백혈병 사투 입양아 미 공사생도
(한국일보 사회부 권혁범 기자)
2. 인문고입 남녀 불공평 심하다
(중앙일보 사회부 권영민, 김남중 기자)
3. 개정, 소득세 문제있다
(매일경제 경제부 문재완 기자)

■사진보도
1. 창밖의 세상이 궁금했다
(중앙일보 사진부 김경빈 기자)

■방송영상보도
1. 기러기의 눈물
(부산방송 보도국 조만석 기자)

■지역취재보도
1. 월북어선 707 대영호의 진실
(제주MBC 오창수, 강석태 기자)
2월

■취재보도
1. 전두환 전 대통령 5공산당 창당기도 및 정치인 언론 상대 980억 살포
(동아일보 사회1부 양기대외 4명)
2. 태아 성감별과 여야 선별 낙태
(SBS 임광기,이병태,김흥식 기자)
3. 국제 청부살인극 및 신변보호 요청묵살
(경향신문 사회부 강민석 기자)
4. 김형덕 출국기도 적발
(국민일보 사회부 전석운 기자)
3월

■취재보도
1. 장씨 동거녀 계좌뭉치돈 수시입금 확인
(경향신문 법조팀 정동식 외4)

■기획보도
1. 은행신탁 이대론 안된다
(서울경제 김준수, 권홍우, 안의식 기자)
4월
■취재보도
1. 시화담수호 3억톤 폐수방류
(SBS 고철종, 노인식 기자)
2. 광명시 폐광지역 주민 카드뮴 중독실태
(경향신문 사회부 김판수 기자)

■지역취재보도
1. 애끓는 모정, 진실을 밝힌다.
(경인일보 박승용, 황선교, 노영란 기자)
2. 4.11 총선 지역별 입체분석
(강원도민일보 김종만 기자)
5월
■지역취재보도
1. 부천지역유지, 세무공무원 결탁세도
(경인일보 정치부 김형운, 윤재준, 이귀덕 기자)
2. 부산해운대 택지 분양 비리
(부산MBC 보도국 권재근, 강중묵 기자)
6월

■취재보도
1. 병든 소 식탁 오르다
(중앙일보 사회1부 김기찬 기자 외3)

■지역취재보도
1. 황령산 온천 개발 비리
(부산일보 사회부 이병철 기자)
2. 농어촌 지금, 제대로 안쓰인다
(국제신문 사회부 강병국 기자 외6)
3. 전남 신안 바다모래 120억원 상당 불법 유통 사건
(CBS광주 박준일, 김삼헌 기자)
7월
■취재보도
1. 주부윤락단 충격
(문화일보 사회부 천영식 기자)
2. 여중생 학교 출산 "충격"
(국민일보 사회부 김의구, 조수진 기자)
3. 성혜림 亡命設 사실 아니다
(중앙일보 국제부 김석환 기자)

■기획보도
1. 15대 국회의 과제, 예산심의부터 개혁하자
(중앙일보 정치부 김현종, 이정민,박승희 기자)

■지역기획보도
1. 천연기념물 242호 (딱다구리 생태 보고서)
(MBC 춘천 보도국 전영재,정규준 기자)
8월
■취재보도
1. '80대 노인 고려장' 및 열악한 노인복지 사정
(경향신문 사회부 조호연, 이준호 기자)
2. 서울시 교육감 선거 금품살포 수사
(문화일보 사회1부 황열헌 기자 외3)
3. 강삼재 총장 극비 조사
(조선일보 사회부 이창원 기자)
4. 미군 지도 및 MS사 CD롬의 한국 왜곡 사실에 관한 보도
(한국일보 윤석민, 윤태형, 박일근 기자)

■기획보도
1. 시리즈 '한국의 경제부총리'
(세계일보 경제부 주태산 기자)
2. 15대의원 재산공개 의혹투성이
(중앙일보 사회부 이창무 기자 외11)
3. 음주문화, 이대로는 안된다
(SBS 보도국 박수택 기자 외40)
■지역취재보도
1. 페스카마호 선상 살인사건의 실체
(부산방송 보도국 최형식 기자)

■전문보도(논평)
1. 한총련사태 중립보도 노력
(문화일보 경찰팀)
9월

■취재보도
1. 강릉 무장간첩 침투 보도
(경향신문 김홍성 외5)
2. "고속철도 교량공사 중단" 관련보도
(매일경제 경제부 김세형, 서인석 기자)
3. 심야 전철안 '소매치기 르뽀'
(MBC 정연국,김경배 기자)
4. "국정감사" 이대론 안된다
(중앙일보 정치부 김종혁, 정선구, 김현기 기자)
5. "백산의 동지들"(다시 쓰는 인물독립운동사)
(부산일보 조영동 기자 외5)

■사진보도
1. 생포간첩 이광수 전면사진
(동아일보 사회2부 경인숙 기자)
10월
■취재보도
1. 북한국적 홍승복 할머니 이야기
(동아일보 사회2부 박정규, 하태원 기자)
2. 시판분유 발암물질(DBP)검출보도
(SBS 보도국 심석태,김승필 기자)
3. 외교관이 피살됐다
(KBS 보도국 조재익, 박동혁 기자)

■지역취재보도
1. 교통영향평가 흑막
(부산일보 사회부 윤현주, 이준영, 이현 기자)

■기획보도
1. 지리산 반달곰 멸종위기
(문화일보 사진부 박상문 기자 외3)
■사진보도
1. 서울종묘 너구리 서식현장
(한국일보 편집위원 권주훈 기자)
11월
■취재보도
1. PC통신 낙전 연간 1천 3백억원
(문화일보 과학부 김태한 기자)
2. 신한국당 김명윤의원 일가의 그린벨트내 온천개발 특혜의혹
(CBS 보도국 이기범, 도성해 기자)
3. 유흥업소 경찰, 구청에 월 8백 만원 상납
(연합통신 사회부 노효동 기자)

■지역취재보도
1. 춤추는 향락투기
(경상일보 사회부 이태철 기자 외3)

■기획보도
1. 표류하는 국책사업
(중앙일보 김종혁 기자 외5)
12월
■취재보도
1. 김경호씨 일가 등 17명 집단 탈북
(동아일보 국제부 정동우 기자)
2. 교육부 고3 내신자료 오류 많다
(세계일보 사회부 한용걸, 박일규 기자)

■기획보도
1. 고3 직업교육 파행
(부산매일 사회부 김현태, 이석만 기자)
2. 북, 누더기 열차 등 두만강 르포
(경향신문 김판수, 김세구 기자)

■전문보도(해설논평)
1. 만화로 보는 날치기 정국
(문화일보 화백장봉군)

#### 1997년
1월
■취재보도
1. 한보그룹 정태수 총회장 단독인터뷰
(SBS 유영규, 정영희 기자)

■지역취재보도
1. 용접노동자 망간중독 및 파킨슨씨병 발병
(부산일보 사회부 김기진 기자)

■기획보도
1. 수사악습 밤샘조사 없애라
(세계일보 사회부 정호원, 함영훈, 조진태, 조남규, 박희준, 김도경, 조철현 기자)
2월
■취재보도
1. 박태준씨 한보관련 단독 인터뷰 "정부 책임 있다"
(경향신문 경제부 허원순 기자)
2. 북한 노동당 황장엽 비서 가족사진 첫 입수
(내외경제신문 김성홍, 황해창 기자)
3. "간첩, 간첩 안했다" 목격자 진술 뒤집어
(중앙일보 사회부 김기찬,심재우 기자)
3월
■취재보도
1. 고구려 장천고분 벽화 도굴
(동아일보 사회1부 이병기 기자)

■지역취재보도
1. 포프라마치 부패사슬 추적보도
(부산매일 사회부 정인식 기자 외3)
2. 기강헤이 민생경찰
(KBS전주 보도국 윤양균 기자)

■지역기획보도
1. 갯벌을 살리자
(경인일보 김형운 기자 외4)
4월

■취재보도
1. 최고 한글소설 '설공찬전'발견
(중앙일보 문화부 김창호 차장)
2. 검찰수사 축소 지시 메모
(SBS 사회부 김선길 기자)
3. 박태중 대선직 후 132억원 인출, 61억 입금 확인
(CBS 사회부 법조팀 권주만 기자 외4)
5월
■취재보도
1. 36년 만에 햇빛, 고종 황실 도서관
(국민일보 문화부 손수호 기자)
2. 현철씨 대선 잔여금 300억 은닉
(경향신문 사회부 박래용, 박재현 기자)

■기획보도
1. 흔들리는 대북 정책
(문화일보 정치부 이용식 기자 외4)
2. 김현철씨 비리 수사과정에서 이성호씨 추적기사
(동아일보 사회1부 양기대 기자 외7)

■지역기획보도
1. 금강의 생태...발원지에서 하구까지 종합학술 조사
(충청일보 김성식, 우상대 기자)
6월
■취재보도
1. 전남대 이종권씨 폭행 치사사건
(동아일보 사회2부 김권, 정승호 기자)
■기획사진보도부문
1. 목숨건 도강 10분
(문화일보 동아태연구소 최충웅, 사진부 김선규, 정치부 이승재기자)
7월
■취재보도부문
1. 인터넷 신무역 라운드
(매일경제 김종현 차장외 2명)
2. 지진 진앙지 은폐 의혹
(한국일보 선년규 기자)
3. 비밀카메라 추적 보도
(동아일보 사회1부 이현두 기자외 3명)

■지역취재보도부문
1. 미국산 오렌지 해충 우글거린다
(국제신문 최원열 차장)
8월
■취재보도
1. 삼성, 기아인수작전 극비추진
(동아일보 경제부 이영이 기자)
2. '훈' 할머니 혈육 찾았다
(경남매일 정종민 기자 외3)
3. 현대차 '아반떼','티뷰혼'에 결함
(연합통신 박순기, 선연재 기자)
4. 주 이집트 북한대사 부부잠적, 해외망명 가능성
(연합통신 외신국 카이로특파원 정광훈 기자)

■편집부문
1. 문민각료 114명 이 얼굴들을 다 아십니까?
(한국일보 편집부 정영오 기자)
9월
■지역취재보도
1. 심야의 무법자
(KBS울산 보도국 박순서, 박해룡 기자)

■기획보도
1. 훈할머니 보도와 군대위안부 실태 및 군대위안부 할머니 돕기운동
(한국일보 이장춘 기자 외7)
2. 동남아 통화위기
(한국경제 홍찬선,정태웅,박재림 기자)

■지역기획보도
1. 선사문화의 원류를 찾아
(제주MBC 보도국 강병효,김찬석 기자)

■편집부문
1. 나리양 유괴사건 사회면 편집
(조선일보 편집부 한정일 기자)
10월
■취재보도
1. 은감원DJ 친인척 계좌조사
(동아일보 사회부 박정훈 기자)

■지역취재보도
1. 을숙도 갈대밭 훼손
(부산일보 사회부 박찬주 기자)
2. 애꿎은 시민 살인범으로 몰려
(광주일보 사회부 박찬주, 임재식 기자)

■지역기획보도
1. 파괴되는 생태계, 해안을 살리자
(제주MBC 송문희,김봉훈 기자)
11월
■지역취재보도
1. 수도권 쓰레기매립지 주민대책위원회 비리사건
(경인일보 인천본사 장철순 기자 외3)
2. 포르말린 두부 고발
(대구MBC 보도국 오태동,김휘주 기자)
3. 라인빌리지 주택건축 사업의 무등산 환경파괴와 불법허가 사건
(CBS광주 조기선 기자)

■사진보도
1. 03마스코트 사건
(문화일보 사진부 정하종 기자)
12월
■취재보도
1. 검사낀 사회지도층 인사 거액도박
(KBS제주 보도국 김익태, 김철호 기자)

■지역취재보도
1.응답 없는 113전화
(전주MBC 보도국 이종휴, 김종섭 기자)

#### 1998년
1월
■지역취재보도
1. 공항 착륙료 원화징수 연간 1천억 날려 - 95년 환율적용
(국제신문 사회부 강춘진 기자)
2. 조직폭력배 난동 뒤에 숨은 경찰
(대전MBC 보도국 고영성, 김두영 기자)
3. 광주지방법원 급행료 비리 여전하다
(CBS 광주 보도국 김영태 기자)
4. 공공청사 일제 호화욕조
(KBS 부산 보도국 박순서, 배도업 기자)
2월
■취재보도
1. 의정부 판사들 금품수수 비리
(동아일보 사회부 양기대, 이수형, 조원표 기자)
2. SK증권 보람은 상대 3천 억원 소송, 동남아 통화위기 관련 이행금지 가처분...
(한국경제 사회1부 김인식 기자)
3. 서울대 치대 교수 임용 비리
(SBS 사회부 권태훈 기자)

■지역취재
1. "국내 조류독감 검역망 구멍" 추적보도
(부산매일 사회부 최상원 기자)
3월
■취재보도
1. 영아매매 사실과 앵벌이 강요 실태 확인 보도
(동아일보 사회부 이원홍 기자 외3)
2. 국회의원 의원회관 고액 고스톱 사건
(경향신문 정치부 이병광,양권근,강형구 기자)
3. 특수공작원 박채석씨 증언 - 흑금성 북풍공작 전모 밝히다
(시사저널 정치부 김당 기자)

■지역기획보도
1. 제주4.3 50주년 특별기획 "한의 세월 반세기 - 북촌 사람들 "
(제주MBC 보도국 김건일, 김찬석 기자)

■전문보도(사진)
1. 새벽 4시 서울역의 노숙자들
(조선일보 사진부 채승우 기자)
4월
■취재보도
1.한솔상무 자살기도
(한국일보 사회부 김상철, 박정철, 박일근 기자)
2. 고위공직자 재산 형성과정에서 불법 투기 의혹
(CBS 사회부 최승진 기자 외7)

■지역취재보도
1. 농안기금 밑 빠진 독에 물 붓기
(광주MBC 보도국 김낙곤 기자)

■기획보도
1. 서울대 특차도입 교육개혁 역행 논란 파문
(경향신문 사회부 조호연 기자 외2)
5월
■취재보도
1. 촌지․체벌 여교사
(문화일보 사회부 최범 기자 외3)
2. 한국금융의 기형아 - 어음제도
(서울경제 중소기업팀)

■지역취재보도
1. 행정기관 개인 정보유출 등 관건개입
(부산KBS 보도국 안종홍 기자 외3)

■기획보도
1. 실직 노숙자 24시
(동아일보 사회부 선대인 기자)
2. 기동취재 2000 - 황영조 투기의혹
(SBS 기동취재팀 김우식 기자)
3. 기동취재 2000 - 해괴한 금괴무역
(SBS 기동취재팀 김선길 기자)

■사진보도
1. 지하철 7호선 침수
(중앙일보 사진부 심인섭 기자)
6월
■취재보도
1. KBS 1TV 일요스페셜 - 자연다큐멘터리 수달은 조작이었다.
(동아일보 문화부 김희경, 김갑식 기자)
2. 한국 꿈의 16강 골문은 바늘구멍
(동아일보 체육부 김화성 기자)
3. 컵라면 용기서 환경호르몬 검출
(문화일보 사회1부 박경일, 백상진 기자)

■지역취재
1. 전남 나주시장 공천대가 4억 수수 파문
(무등일보 정치부 이광이, 현병렬 기자)

■기획보도
1. 박종철군 고문경관 경찰 유관단체 불법근무
(CBS 법조팀 경찰팀 권영철 외12)

■사진보도
1. 비오는 날의 실직자
(중앙일보 사진부 김진석 기자)
7월
■취재보도
1. 안기부 정치개입 문건폭로, 파문 확산
(문화일보 정치부 민병두 기자 외4)
2. 최승희 춤 42년 만에 햇빛
(중앙일보 김석환, 안혜리 기자)

■지역기획보도
1. 댐의 침묵
(춘천MBC 박민기, 정병렬 기자)

■사진보도
1. 개성에서 바라본 북한산
(중앙일보 사진부 김형수 기자)
8월
■취재보도
1. "구급환자가 영안실로 간다"
(대전MBC 보도국 고영성 기자)
2. 서울대 총장 딸도 고액 과외
(경향신문 경찰팀 박래용 기자 외8)
3. 미공개 천연기념물 백룡굴 경찰이 훼손
(문화일보 사진부 김연수 기자)

■기획보도
1. Y2K (2000년 문제)연중 캠페인
(전자신문 기획팀 이창호 기자 외4)
2. 컴퓨터 2000년 문제를 해결한다
(내외경제 권영일 기자 외4)

■지역기획보도
1. "제천 의림지 이대로 안된다"
(중부매일 사회부 정문섭, 서병철 기자)
9월
■취재보도
1. IOC to Send Envoy to Next Week(IOC 내주 북에 특사파견)
(코리아타임스 김형민 기자)
2. '사정' 조사 대상 2백 여명
(국민일보 법조팀 박정태 기자 외5)
3. 국제통화기금(IMF), 아시아 위기대처 실패자인
(서울경제 국제부 이병관 기자 외4)

■지역취재보도
1. 노동위원회와 노무시간 검은 뒷거래
(대구MBC 심병철, 이동삼 기자)
10월
■취재보도
1. 유전자조작 슈퍼니코틴 양담배 국내유통
(문화일보 기획취재팀 김영모, 이정필, 김홍국 기자)
2. 부산 다대·만덕지구 임야 17만평 택지전환 특혜의혹 (일명: 부산판 수서비리)
(중앙일보 기획취재팀 곽재원, 임봉수 기자외 1)
3. 판문점 총격 요청사건 관련보도
(동아일보 정치부 양기대, 사회부 이수형 기자)
■기획보도
1. 기동취재 2000 북한핵 의혹
(SBS 기획취재팀 김선길 기자)
11월
■취재보도
1. 수사기관 불법 감청
(중앙일보 기획취재팀 유규하, 김교준, 이영렬, 유광종, 이원호, 박승희 기자 )
2. 판문점 경비대대 소대장 김훈중위 의문사 진상추적9개월/ 북한포섭 공작에 판문점 안보 구멍
(시사저널 사회팀 정희상 기자)
■지역취재보도
1. "부상 소방관, 치료비 자비로 낸다"
(부산문화방송 보도국 박희문 기자)
■기획보도
1. 시리즈 - 글로벌 스탠더드 시대
(동아일보 경제부 홍권회, 송평인, 박현진, 박래정, 정보산업부 이희성, 사회부 이진영, 문화부 유윤종 기자)
12월
■취재보도
1. 정부 개혁 - 민원행정 관여 논의
(동아일보 경제부 임규진 기자)
2. 국민일보 통합전산망 오류
(영남일보 제1사회부 하만섭 기자)

■기획보도
1. 소 브루셀라 백신파동
(CBS 경찰팀 도성해 기자 외8)

■전문보도
1. 추락하는 조계사 진압경찰
(연합뉴스 사진부 김재영 기자)

#### 1999년
1월
■취재보도
1.법조 3륜 부패 구조를 폭로한다
(대전MBC 보도국 고영성,서상일,김지훈,안준철,김용준,김훈 기자0

■기획보도
1.식품안전 시리즈 - 유전자 변형식품의 안전성
(연합뉴스 생활경제부 채삼석,최재석,이우탁,인교준,정주호,신지홍,임정섭 기자)
2. 조선왕조실록 CD-ROM 여행
(코리아타임스 문화부 양승진 기자)
3. 이보다 더 아름다운 음악은 없다 - 네 손가락 소녀 피아니스트 이희아양 사연
(동아일보 사회부 선대인 기자)

■지역취재보도
1. 인권유린의 현장...족쇄, 쇠사슬
(국제신문 사회2부 홍국선, 김인수 기자)
2. 경찰 족쇄 사용 인권유린
(신경남일보 사회부 안병명 기자)

■지역기획보도
1. "무너지는 제주동굴 - 지표가 흔들린다"
(KBS제주 보도국 김대홍, 김철호 기자)
2월
■취재보도
1. 기능인력 양성 직업학교 "정부 지원금 절반은 착복"
(중앙일보 기획취재팀 안성규, 정철근, 장혜수 기자)

■기획보도
1. 국민연금 확대, 왜 저항받나
(문화일보 사회부 박경일, 백상진, 유병권 기자)

■지역취재보도
1. 해양부 졸속협상...황금어장 버렸다
(국제신문 경제부 변영상, 김경곤 기자)

■지역기획보도
1. 발굴, 대구․경북 여성운동 100년
(매일신문 생활부 최미화 기자)

■사진보도
1.텅 빈 고기상자
(국제신문 사진부 박수현 기자)
3월

■취재보도
1.자살한 일본 교장 제자들 탑골공원서
(한국일보 주간한국부 남영진 기자)
2. 검찰 '인권유린 백서' 파동
(경향신문 뉴스메이커팀 원희복 기자)

■기획보도
1. 동강 댐 총 점검
(한국일보 동강특별취재팀 이장훈, 박광희, 김호섭, 염영남, 김동국 기자)

■지역기획보도
1.아파트관리 비리 기획보도
(CBS부산 보도국 박창호 기자)

■사진보도
1.'그라운드에는 인격이 없습니다'
(중부일보 사진부 임열수 기자)
4월
■취재보도
1. 고위직인사 집 절도사건
(인천일보 사회부 최창민, 송금호, 제2사회부 정흥모 기자0

■기획보도
1.비틀거리는 7대 사회보험
(중앙일보 사회부 김일,김기평,박태균,오대영,고대훈,정제원 경제부 손병수, 김동호 정치부 최상연 기자)

■지역취재보도
1.부산아메리카 센터 반환
(부산일보 기획여론팀 유만찬, 송혜현 기자)

■지역기획보도
1.4․3인권보고서 '다랑쉬굴의 침묵'
(제주MBC 보도국 김찬석, 송창우 기자)

■사진보도
1.국립 현충원의 오색딱따구리, 청딱따구리
(세계일보 사진부 이종렬 기자)
5월
■취재보도
1.정부, 이건희 회장에 삼성자동차 부채 분담요구
(한국일보 김동영, 유승호 기자)
2. 고급 옷 로비사건
(한겨레 민권사회1부 김규원, 안창현 기자)

■기획보도
1. 부끄럽다 국정교과서
(경향신문 사회부 김중식 기자)

■지역취재보도
1. 5․16도로 확장공사 무엇이 문제인가?
(KBS제주 보도국 김익태, 임동수 기자)
2. 광주 모녀납치 사건
(YTN 네트워크부 김범환, 김경록 기자0

■지역기획보도
1. 시사르포 - 36살 가장의 노후 손익계산서
(대구MBC 보도국 이성훈, 김종준 기자)

■사진보도
1. 집나서는 연정희씨
(한국일보 사진부 원유헌 기자)

■영상보도
1. 산양 무리 집단 서식
(춘천MBC 전영재 기자)
6월
■취재보도
1. 검찰 조폐공사 파업유도
(한겨레 민권사회부 김인현, 강희철, 민권사회2부 하석 기자)
2. 벨기에 이어 프랑스, 네덜란드산 돼지고기도 국내수입 드러나 - 유럽산 8천 여톤
국내유통 충격
(문화일보 경제부 박학용 기자)
3. 손숙장관 러시아 공연 때 전경련서 2만불 받았다
(중앙일보 사회부 최재희 기자)

■지역취재보도
1. 환자상태 몰래 임상실험
(매일신문 사회부 황재성 기자)

■지역기획보도
1. "달구벌과 빛고을"
(대구MBC 보도국 김종현, 마승락 기자)

■사진보도
1. 김영삼 전 대통령 페인트 달걀 봉변 사건
(한국일보 사진부 고영권 기자)
2. 고통 받는 동해물개
(문화일보 사진부 김연수 기자)
7월
■취재보도
1. 신창원 검거 특종보도
(부산방송 사회부 이성림, 최광수, 구형모, 김도윤, 추종탁 기자)
2. 경기은행 퇴출저지 로비사건
(인천일보 사회부 권혁철, 송금호 기자)
3. '참 공무원 길 막는 세상-화성군 부녀복지계장 이장덕씨 비망록' 외 씨랜드 화재 관련
(중앙일보 전국부 정찬민, 사회부 손민호 기자)

■기획보도
1. 제3취재본부 '급발진' - 드러나는 정체
(SBS 보도제작부 고철종, 박진호 기자)
2. 공정과세로 가는 길
(동아일보 사회부 정동우, 정성희, 하종대, 홍성철, 김상훈, 권재현, 선대인, 박윤철, 경제부 신치영 기자)

■지역취재보도
1. 영남대병원 운영비리 확인
(매일신문 사회1부 조항래, 황재성 기자)

■지역기획보도
1. 지면으로 보는 인천경제사
(인천일보 정경부 김홍전 기자)
2. 신음하는 강원산하
(강원일보 특별취재반 최병수, 장기영, 제2사회부배형범, 이경웅, 고달순, 유병욱, 유학렬, 박영창, 조화구, 황만진, 김영석, 사진부 송성진, 김남덕 기자)

■사진보도
1. 필사의 탈출
(강원일보 제2사회부 김창우 기자)
8월
■취재보도
1. 재벌과 은행 서로 짜고 부당 내부거래
(CBS 경제부 윤석재 기자)
2. 대우계열 12개사 워크아웃
(YTN 경제부 박성호, 김장하, 이광엽 기자)
3. '씨랜드 어머니' 훈장 반납
(경향신문 편집부 이진구 기자)

■기획보도
1. YTN 8․15특집 <이대로 죽을 순 없다>
(YTN 취재부 한원상, 정치부 이종수 기자)

■지역취재보도
1. 을지연습장 술판 벌인 경찰
(전주MBC 방송제작국 정진오, 홍창룡 기자)

■지역기획보도
1. 보도특집-자주복을 찾아서
(여수MBC 보도제작국 박광수 기자)
9월

■ 취재보도
1. 대만지진보도
(KBS 조재익 기자외 3명)
2. 김옥두 국민회의 총재비서실장 부인 특혜 보험 모집
(한겨레신문 이창곤 기자외 2명)

■ 기획보도
1. 짓밟히는 필리핀 여성들의 코리안 드림
(CBS 성기명 기자외 2명)

■ 지역취재보도
1. 개인통신 정보 수사기관이 무차별 입수
(강원도민일보 김근성 기자)
2. 삼부파이낸스 양재혁 회장 구속 수사와 파이낸스 사태
(부산CBS 조선영 기자)
3. 광주 월드컵 경기장 입찰 서류 위조 사건
(광주CBS 조기선 기자)
4. 고잔동 유리섬유 불법매립에서 주민 건강피해 인정까지
(인천일보 박정환 이훈기 기자)

■ 지역기획보도
1. KBS 해양탐사 제주해안 253km '인공어초 사업' 부실
(제주KBS 김대홍 이광우 기자)
2 인천 국제공항 건설 현장 노동 인권 실태
(경인일보 이민종 서진호 기자)
10월
■ 취재보도
1. '기름대신 물 주입 - 어이없는 공군기 추락 원인'
(연합뉴스 사회부 맹찬형, 김병수 기자 )
2. '북-중 백두산 일대 국경조약 최초 확인'
(연합뉴스 북한부 정일용 기자 )
3. '기무사 장성 병역비리 연루 의혹'
(SBS 사회부 이기성 기자 )

■ 기획보도
1. '전문직 고소득자 소득신고 실태'
(CBS 사회부 성기명, 김주명, 권혁주, 김대훈, 권민철 기자)

■ 지역취재보도
1. '안산중앙병원 관장약 파동 사건'
(경인일보 사회부 박승용, 왕정식, 이동영, 제2사회부 김요섭 기자)
2. '시사르포 - 국정감사를 감사한다'
(대구MBC 보도제작부 오태동, 카메라 취재팀 장우현 기자)

■ 지역기획보도
1. '자연다큐, 생태보고 쏘가리'
(청주방송 취재팀 홍순목, 영상취재팀 최명현 기자)

■ 전문보도(사진)
1. '인천 인현동 화재 참사'
(인천일보 사진부 김기성 기자)
11월
■ 취재보도
1. '고엽제, 한국에도 뿌렸다'
(SBS 사회부 이상철 기자)
2. '옷 로비 의혹사건 사직동팀 보고서 추적기'
(동아일보 사회부 법조팀 최영훈, 이수형, 정위용, 신석호, 부형권, 김승련 기자)

■ 기획보도
1. 지워지지 않는 상처, 청산되어야 할 고문
(CBS 사회부 김주명, 최승진, 두건률, 안성용, 권민철 기자)

■ 지역취재보도
1. 발암성 환경호르몬 및 신경성 독소 남조류
(부산일보 사회부 유명준, 생활과학부 남태우 기자)

■ 지역기획보도
1. 고성 민통선 지역 해양생태계 학술조사
(강원일보 사진부 김남덕, 문화부 전종률 기자)
2. 인천교육개혁연대와 함께 펼친 연중기획 교육캠페인
(인천일보 사회부 송정로 기자)

■ 전문보도(사진)
1. 쇠목테갈매기
(국제신문 사진부 강덕철 기자)
12월

■ 기획보도
1. '국책 사업장 불량 내화재'
(SBS 보도제작2부 김민표 기자)

■ 지역취재보도
1. '수입쇠고기에서 납산탄 발견'
(KBS부산 보도국 강지아(취재), 김근영(촬영) 기자)
2. '교원공제회 호텔부지 매입과정 세금탈루 의혹'
(CBS광주 보도제작국 박준일 기자)

### 2000년대

#### 2000년
1월
■ 취재보도
1. 백화점-BC카드 신용카드 '수수료 파문'
(연합뉴스 생활경제부 이우탁,임정섭 기자)

■ 기획보도
1. 몽골·유라시아 뉴 밀레니엄 특집 새 천년을 꿈꾸는 땅
(YTN 보도본부 김재동, 김호성, 윤종수, 이종국 기자)
2. '여성화장실 확 바꾸자' 시리즈
(중앙일보 전국부 양영유, 고수석, 김영훈, 성시윤 기자)

■ 지역취재보도
1. 한국전 직후 양민학살 사건 보도
(매일신문 사회부 이종태 기자)
■ 사진보도
1. 의원나리의 주먹질
(세계일보 사진부 신현경 기자)
2월
■ 취재보도
1. 인천신공항 종합정보통신 시스템 비상
(KBS 기동취재부 배종호, 최연송 기자)

■ 기획보도
1. 인터넷특허...한국무방비 선진국 선점경쟁에 대책없이 갈팡질팡
(매일경제 국제부 정호선 기자)
2. 기동취재 2000 '보험, 이대론 안된다'
(SBS 기획취재부 표언구 기자)

■ 지역기획보도
1. 화석은 살아있다
(한라일보 문화부 이윤형 기자)

■ 사진보도
1. '낙천' 분풀이 폭력 - 河총장수난
(한국일보 사진부 손용석 기자)
3월
■ 취재보도
1. 수포성 질병 구제역 파동
(경기일보 제2사회부 고기석, 한상봉 정치부 유재명 사진부 김기수 기자)

■ 기획보도
1. 2천만 공룡수도권시리즈
(중앙일보 전국 김석기,정재헌,정찬민,정영진,전익진,양영유,엄태민,장세정,고수석,김영훈,성시윤,음성직 기자)

■ 지역취재보도
1. 대전시 시민 천문대 천체 망원경 특혜 입찰
(CBS 대전 보도국 김영태 기자)
2. 자살부른 '윤락소녀'낙인
(부산일보 사회부 강윤경 기자)

■ 지역기획보도
1. 제주 유권자 아젠다
(제주일보 4·13 총선특별 취재부)
4월
■ 취재보도
1. 초. 중. 고 사교육비 99년 6조 7000억원 교육부 첫 실태조사
(대한매일 사회부 박홍기 기자)

■ 기획보도
1. 해외 입양인 가족찾기
(국민일보 사회부 조수진 기자)

■ 지역취재보도
1. 영동지역 산불재앙 보도 및 생명의 숲 백두대간 다시 살리자 기획 시리즈
(강원일보 박승호, 김진영, 우승룡, 최병수, 이이표, 이경웅, 박영창, 정익기, 최승현, 고달순 기자)

■ 사진보도
1. 강원 고성 산불 4년만에 재현
(강원일보 사진부 박기용 기자)
5월
■ 취재보도
1. 응급실 사망환자 50%는 "더 살 수 있었다"
(KBS 보도국 김성완, 보도본부 영상취재부 강형식 기자)
2. 풍납토성 발굴현장 무단 훼손 및 풍납토성 특집
(연합뉴스 문화부 김태식 기자)
3. '문민정부 고위인사들, 여 로비스트 린다 김에 이용당했다'
(중앙일보 사회부 이상언, 채병권, 최재희 기자)

■ 기획보도
1. 김정일의 북한...지금 변화중
(중앙일보 통일문화연구소 유영구, 최원기, 정창현, 정치부 이영종 기자)

■ 지역취재보도
1. 미 공군 매향리 오폭과 우라늄탄 사용 논란
(중부일보 정치부 한동훈, 유병모 기자)

■ 사진보도
1. 서울서 첫 모습 드러낸 린다 김
(대한매일 사진팀 도준석 기자)
6월
■ 취재보도
1. '김정일-장쩌민 극비 베이징 회담'
(중앙일보 국제부 유상철 기자)
2. "동아건설, 총선때 10억대 뿌렸다"
(동아일보 기획취재팀 김창희, 이진녕, 하종대, 허문명, 이헌진, 이승헌 기자)

■ 지역취재보도
1. 접착제로 아파트 기초공사
(청주방송 취재부 오영근, 영상취재팀 박희성 기자)

■ 지역기획보도
1. 격동 한 세기 인천 이야기
(경인일보 정경2부 전명찬, 임성훈, 사회2부 장학진, 이영재, 송병원, 차준호, 서진호, 문화부 정영일 기자)

■ 전문보도
1. 어린 암환자들을 어떻게 하나
(동아일보 사진부 이종승 기자)
2. 평양이 열렸다 뜨겁게 손잡았다
(중앙일보 편집부 이상국 기자)
7월
■ 취재보도
1. '포르말린 첫 공식 확인자료, 식약청 은폐'
(KBS 보도국 사회2부 정인성, 최연송 기자)

■ 기획보도
1. "석유시장을 파헤친다 - 담합 원가부풀리기 덤핑등 실태점검"
(동아일보 기획취재팀 김창희, 이진녕, 하종대, 허문명, 이헌진, 이승헌 기자)

■ 지역취재보도
1. 수산물 비싼 이유가 있었다
(중부일보 사회부 노종섭, 이두영 기자)

■ 지역기획보도
1. 끝나지 않은 전쟁, 평화 그리고 대인지뢰
(춘천MBC 보도팀 전영재, 차주표 기자)

■ 사진보도
1. 민주당 美공화당 全大참관 외교부압력행사문건 파장
(한국일보 편집국 사진부 손용석 기자)
8월
■ 취재보도
1. 중국산 냉동 꽃게서 '납(Pb)'발견
(연합뉴스 수도권취재본부 인천팀 김명균, 고웅석, 강종구, 박진형 기자)
2. "대우의 해외 비밀계좌 BFC"
(시사저널 기획특집부 김용기 기자)

■ 기획보도
1. '상하이 용틀임 25시'
(한국경제 베이징특파원 한우덕, 영상정보부 정동헌, 증권1부 하영준, 벤처중기부 차병석, 경제부 박민하 기자)
2. '의료개혁 제대로 하자'시리즈
(중앙일보 정보과학 고종관, 홍혜걸, 편집부 황세희 전문위원, 사회부 박종권, 강찬수, 신성식, 장정훈, 기선민, 기획취재팀 고현곤, 이상렬, 조민근 기자)

■ 지역취재보도
1. 구제역 예방접종 공문서 내역 허위기재
(청주방송 보도국 황현구, 김준수 기자)
2. 환경오염 중병 신음하는 서해안 섬
(인천일보 사회부 박정환 기자)
9월

■ 취재보도
1. '종암서 경찰관 집단 수뢰' 관련보도
(한국일보 편집국 사회부 박정철, 손석민, 박진석 기자)
2. 한빛은행 - 신용보증기금 외압의혹 사건보도
(한겨레 경제부 유상규, 사회1부 정광섭 기자)

■ 기획보도
1. '국민기초생활보장법을 해부한다'
(중앙일보 기획취재팀 고현곤, 이상렬, 김현승, 조민근, 홍주연 기자)

■ 지역취재보도
1. 국민은행 호남본부 21억 현금 도난사건
(광주일보 사회2부 정후식, 사회1부 정성근, 윤현석 기자)

■ 지역기획보도
1. 보도특집 '적조 - 바다의 복수'
(KBS창원 보도국 류해남, 권경환 기자)

■ 사진보도
1. 야당의원의 분노
(연합뉴스 사진부 김병만 기자)
10월
■ 취재보도
1. '동방금고 청와대 직원 연루 명단입수 보도'
(경향신문사 사회부 김종훈, 김민아, 정길근, 손승욱, 정성엽 기자)

■ 기획보도
1. '의원20명 재계·고위관료 등 지도층인사 판교·화성에 땅 수십만평 보유'
(경향신문사 기획취재팀 손동우, 이기수, 김용석, 이준호, 김정섭, 이진구 기자)

■ 지역취재보도
1. 숨겨진 포철납품 권력형 비리
(매일신문사 사회2부 최윤채 기자)

■ 지역기획보도
1. 인현동 화재참사, 그 후 1년...
(경인일보사 사회2부 장학진, 이영재, 이희동, 송병원, 차준호, 서진호, 정진오, 이우성, 정경2부 임성훈, 사진2부 임순석 기자)

■ 전문보도
1. 의료파업, 보건소 장사진 -사진보도
(광주일보사 사진부 나명주 기자)
2. 정현준 게이트, 'P社 주식·현금 금감원에 유입의혹'
(연합인포맥스 금융팀 박기수 기자)
11월
■ 취재보도
1. 열린상호신용금고 대주주 불법대출 사건
(한국경제신문사 편집국 경제부 박수진 기자)

■ 기획보도부문
1. 공적자금 110조원 제대로 썼나
(중앙일보사 경제부 심상복, 정철근, 정재홍, 서경호, 기획취재팀 이상렬, 김현승, 홍주연 기자)

■ 지역취재보도부문
1. 농가부채로 인한 농촌문제와 대책보도
(충청일보사 제2사회부 김주철, 한인섭 기자)

■ 지역기획보도
1. <특집> 판소리 답사
(연합뉴스 호남취재본부 전성옥 기자)

■ 전문보도부문(사진)
1. '성난농심'
(연합뉴스 지방국 충청취재본부 백승렬 기자)
12월
■ 취재보도
1. '재외국민 특례입학 부정 사건'
(KBS 보도국 기동취재부 이창룡, 정제혁, 유원중, 홍성민, 유민철, 이종학, 배종호 기자)
2.'안기부 돈 선거자금 유입' 사건 특종보도 및 속보 기사
(동아일보사 사회부 법조팀 양기대, 이수형, 신석호 기자)

■ 기획보도
1. '컴퓨터 활용보도(CAR)를 통한 검찰 지역편중 인사 실태분석'
(동아일보사 사회부 법조팀 이수형, 신석호, 이명건, 이정은 기자)

■ 지역취재보도
1. '새 주민등록증 중대 결함'-아세톤 한 방울에 쉽게 지워져 위·변조 비상
(부산일보사 제2사회부 김태권, 정치부 권기택 기자)

#### 2001년
1월
■ 취재보도
1. 청부자살
(경향신문사 전국부 김흥성 기자)

■ 기획보도부문
1. '주민등록 무적자 64만명'
(중앙일보사 기획취재팀 민병관, 정경민, 신예리 기자)

■ 지역취재보도부문
1. 간호학원장 뇌물장부 파문
(전남일보사 사회부 배상현 기자)

■ 지역기획보도
1. "안면도 해안사구를 살리자"
(동아일보사 기획취재팀 하종대, 사회부 이기진, 이슈부 정용관 기자)
2월
■ 취재보도
1. 여권의 '언론문건' 단독입수
(시사저널 정치경제부 이숙이 기자)

■ 기획보도
1. 로비와 표절로 얼룩진 교과서
(경향신문사 기획취재팀 손동우, 이기수, 김용석, 이진구, 김정섭 기자)
2. '두뇌한국21' 지원금 멋대로 유용
(중앙일보사 사회부 조민근, 홍주연, 이경희 기자)

■ 지역취재보도
1. '활어 마취제 투여 유통'
(경남일보사 사회부 이홍구 기자)

■ 지역기획보도
1. '자생식물 씨가 마른다'
(한라일보사 편집부 강시영 기자)
2. 우리가 꼭 지켜야 할 충청의 자연문화유산
(대전일보사 문화체육부 김재근, 은현탁, 정치행정부 김준환 기자)
3월
■ 취재보도
1. 김우중 전 대우그룹 회장 및 일가족 재산 추적보도
(경향신문 사회2부 조현철, 지정용, 이호승, 이상호, 박경은 기자)

■ 기획보도부문
1. 3시간만에 빠져나간 1조 5천억원 외자유치
(서울경제 증권부 권홍우, 오현환, 정승량, 김현수, 한동수, 정경부 우승호 기자)

■ 지역취재보도부문
1. 부산태권도협회 비리
(부산일보 사회부 임태섭 기자)

■ 지역기획보도
1. '도내 문예회관 이대로 좋은가'
(중부일보 문화부 전상천, 조영달 기자)
4월
■ 취재보도
1. 죽음의 마을 - 석대 쓰레기 매립장 환경오염보도
(부산일보사 사회부 이병철, 성영아, 손영신 사진부 강원태 기자)
2. 여야3당 정치자금 회계조작실태 추적실사
(세계일보사 특별기획취재팀 배연국, 류순열, 이창훈, 김청중, 김용출, 곽민영 기자)

■ 기획보도부문
1. 현장 리포트 '서울 최대의 달동네 신림동 난곡' 시리즈
(중앙일보 기획취재팀 이규연, 김기찬, 이상복 사진부 박종근 기자)

■ 지역취재보도부문
1. '범어사 유물 천여점 증발'
(부산MBC 사회부 조수완 영상취재부 박광배 기자)

■ 지역기획보도
1. 분수림 벌목 현장을 간다
(강원도민일보사 사회1부 김근성 사진부 최원명 기자)

■ 전문보도(사진)
1. 민주당 사무총장 논산서 계란세례
(연합뉴스 지방국 충청취재본부 백승렬 기자)
5월
■ 취재보도부문
1. 의약분업 및 건강보험 재정감사 결과
(문화일보사 사회1부 박경일 기자 정치부 유병권, 조용우 기자)

■ 기획보도부문
1. '지방을 살리자' 시리즈
(중앙일보 특별취재팀 전국부)
2. 습지와 새
(국제신문 특별취재팀 김해창, 강덕철, 서순룡, 김성효 기자)

■ 지역취재보도부문
1. 미군부대 캠프롱 항공유 유출
(원주 문화방송 방송제작국 보도팀 김동희, 김길중 기자)

■ 사진보도
1. 태산같은 성은의 실족
(문화일보 사진부 김선규 기자)
2. '호사도요' 114년만의 화려한 외출
(문화일보 사진부 김연수 기자)
6월
■ 취재보도부문
1. 사라진 귀순용사 - 신중철 예비역 대령 중국서 잠적
(경향신문사 편집국 뉴스메이커부 차세현 기자)
2. 군수뇌부 영해침범 알고도 골프
(KBS 통일외교 안보팀 최문호 기자)

■ 기획보도부문
1. 반부패가 곧 국가경쟁력
(세계일보사 특별기획취재팀 배연국, 류순열, 이창훈, 김청중, 김용출, 곽민영 기자)
2. 국민보도연맹 대학살
(부산일보 특집부 김기진 기자)

■ 지역취재보도부문
1. 금융기관 직원 지방세 횡령사건
(인천일보 사회부 남창섭 기자)
2. 왕기 어린 곳으로 JP부모 묘소 이장
(대전일보 정치부 정재필, 김시헌 기자)

■ 지역기획보도
1. 생명의 땅, 삼각주
(부산방송 정경사회팀 진재운, 최용부 기자)
7월
■ 취재보도
1. 검찰, 콘도 예약 횡포
(KBS속초방송국 방송부 이경희, 김영선 기자)
2. 미 연방항공청, '한국은 항공안전 낙후국 판정'
(연합뉴스 산업부 유경수 기자)

■ 기획보도
1. 전과자 1200만명시대 : 국민 4명중 1명 전과자, 전과기록 유출실태 추적조사, 헌재도 전과기록 공개 충격 등
(세계일보 특별기획취재팀 류영현, 박희준, 김용출, 박성준, 이천종, 황현택 기자)
2. 13억 이슬람과의 대화
(동아일보 이슬람 특별취재반 방형남, 홍권희, 이진녕, 조헌주, 윤양섭, 이영이, 박제균, 백경학, 정미경, 권기태, 홍성철, 김기현, 신치영, 이종훈, 김성규 기자)

■ 지역취재보도
1.인천공항 출입국 관리사무소 입국 비리 사건
(인천일보 공항취재본부 사회부 인치동, 송금호, 박준철 기자)

■ 지역기획보도
1. 반구대 암각화가 사라진다
(국제신문 사회2부 손균근 기자)
8월
■ 취재보도
1. "1조 쏟은 보령복합화력발전소 고철로"
(문화일보사 사회1부 이진석 기자)

■ 기획보도
1. 현장리포트, 서울 속 옌볜 - '중국동포 타운' 시리즈
(중앙일보사 사회부 이규연, 김진석, 김기찬, 조강수, 강병철 기자)

■ 지역취재보도
1. 빗나간 경찰의리, 음주경찰 은폐용 혈액 바꿔차기
(중부일보사 사회부 장세희, 장석범 기자)
2. 상수원주변 제초제 살포 파문 및 위협받는 상수원 시리즈
(강원일보사 사회부 이이표, 장기영, 최승현, 신형철, 장한형, 백진용, 사진부 이상학 기자)

■ 지역기획보도
1. 녹화외면이 '찜통 부산' 자초했다
(국제신문사 특별취재팀 김재일, 김해창, 구시영 기자)

■ 방송영상부문
1. 울릉도 '용오름' 현상
(대구방송사 동부취재본부 김덕래 기자)
9월
■ 취재보도
1. 이용호 게이트 특종보도
(한국일보 사회부 법조팀 신윤석, 배성규, 손석민, 김영화, 박진석, 고주희 기자)

■ 기획보도
1. 한국인 아닌 한국인 해외입양인
(부산일보 사회부 강승아 기자)
2. 무너지는 의료체계 심층해부
(세계일보 특별기획취재팀 김기홍, 류영현, 박희준, 김용출, 이천종, 박성준, 황현택 기자)

■ 지역취재보도
1. 부산 AG 굴욕적 이면 계약 - 불모성 2천만 달러 예치
(국제신문 체육부 신수건 기자)

■ 지역기획보도
1. 창사특별기획 "21세기 웅비의 메트로폴리스"
(여수MBC 보도부 최우식 기자)

■ 전문보도부문
1. 추수포기 농민시위 - 사진보도
(연합뉴스 지방국 충청취재본부 백승렬 기자)
10월
■ 취재보도
1. 중국, 한국인 사형 관련 일련 보도
(연합뉴스 북경특파원 이상민, 재외동포부 왕길환, 정치부 황재훈, 남북관계부 권경복 기자)

■ 기획보도
1. 우리 쌀을 살리자
(문화일보 특별취재팀 박학용, 최준영, 박영출, 박선호, 박양수, 유희연, 정우천 기자)
2. 대우패망 비사
(한국경제 특별취재팀 정규재, 오형규, 이익원, 최명수, 조일훈, 김용준 기자)

■ 지역취재보도
1. 밀입국 중국인 25명 수장
(여수KBS 방송부 지창환, 서재덕 기자)

■ 지역기획보도
1. 인삼 2부작
(대전MBC 보도국 김지훈, 김용준 기자)
2. 희귀생물, 그 마지막 서식지
(제주MBC 보도국 송문희, 강석태, 강흥주 기자)
11월

■ 취재보도
1. 진승현 게이트 국정원 개입 및 진승현씨 총선자금 제공
(한국일보 사회부 이진동, 최기수, 김기철, 고찬유 기자)
2. 수지킴 사건 7년 추적기
(동아일보 신동아팀 이정훈 기자)

■ 기획보도
1. UR10년 - 우리농업 어디로 가나
(매일신문 사회2부 정인열 기자)

■ 지역취재보도
1. '단국대 천문학적 시세차익 노렸다'
(중부일보 정치부 한동훈, 김종현 기자)
2. 한국교수3명 논문표절로 국제망신
(연합뉴스 지방국 대구경북취재본부 박순기, 이재혁, 김용민 기자)

■ 지역기획보도
1. '르포 섬'
(여수MBC 보도부 박광수 기자)

■ 전문보도부문 - 영자신문 부문
1. 'English errors diminish World Cup stadium's glory'
(코리아헤럴드 문화부 최용식 기자)
12월
■ 취재보도
1. '윤태식게이트 단독보도'
(문화일보 정치부 천영식, 조용우 기자)
2. '신광옥 법무차관 민정수석 때 진승현씨에 1억 받았다'
(중앙일보 사회부 박재현, 정용환 기자)

■ 기획보도
1. "강제노역 - 벌금 247만원과 바꾼 목숨"
(SBS 보도제작2부 유희준, 정명원 기자)

■ 지역취재보도
1. 사실로 드러난 건양대 병원 담합
(CBS대전 보도제작국 정세영 기자)

■ 지역기획보도
1. 철원민북 '농경지 경매' 파문
(강원도민일보 사회1부 이호, 문경세, 사진부 서영 기자)

#### 2002년
1월

■ 취재보도
1. 대통령 처조카 이형택씨 보물발굴사업 이권개입 확인
(SBS 법조팀)

■ 기획보도
1. 한국전쟁 당시 미군의 양민학살 관련보도
(문화일보 기획취재팀 김충남, 오남석 기자)

■ 지역취재보도
1. 부산교도소 조폭 부두목 무기수 에이즈 고의감염 사건
(부산일보 사회부 강병균, 이현우 기자)

■ 전문보도
1. 멧돼지 사람공격 - 방송영상 부문
(마산MBC 영상제작부 한연호 기자)
2월

■ 취재보도
1. 이수동 前아태재단 이사, 이용호 게이트 연루
(SBS 보도본부 사회1팀 김도식, 우상욱 기자)

■ 기획보도
1. '의원 노선 대해부' 시리즈
(중앙일보 정치부 이하경, 나현철, 김정하 기자)
2. 중국 대륙에 떠도는 한국인 2세들
(한겨레 민권사회2부 박창섭 기자)

■ 지역취재보도
1. KF-16전투기 또 추락
(KBS대전 보도국 취재부 유승영 기자)

■ 지역기획보도
1. 제주의 잣성
(제주일보 교육체육부 임성준, 사진부 고기호 기자)

■ 전문보도
1. 오심이 가른 희비
(연합뉴스 사진부 전수영 기자)
3월
■ 취재보도
1. 이수동 전아·태재단 상임이사 국정개입 관련보도
(한국일보 사회부 박진석 기자)

■ 지역취재보도
1. 문희갑 대구시장 불법 비자금의 실체
(대구MBC 취재부 이창선 기자)

■ 지역기획보도
1. '그래도, 부산이 좋다'
(국제신문 기획특집팀 박창희, 사회1부 정상도, 이노성 기자)

■ 전문보도
1. 민주당 권노갑 전 최고위원 자택 야간 대책회의 장면(사진보도)
(조선일보 사진부 정경열 기자)
2. 천장에서 본 농구장(사진보도)
(연합뉴스 지방국 충청취재본부 백승렬 기자)
4월

■ 취재보도
1. 이수동씨 아태재단 직원 등 10여명 '정현준 관련주' 10억대 투자
(문화일보 사회부 법조팀 권선무, 박수균, 유희연 기자)
2. '체육복표 사업자 선정 비리 및 최규선 김홍걸 비리 추적보도'
(동아일보 사회1부 이명건, 박민혁 기자)

■ 기획보도
1. '외국인 노동자' 시리즈
(MBC 사회1부 민경의, 영상취재부 김시현 기자)

■ 지역취재보도
1. "북 금강산댐 이상징후 및 붕괴위험 시리즈"
(강원일보 특별취재반)

■ 지역기획보도
1. '지역인재를 키우자'
(국제신문 기획특집팀 박창희, 손동운, 임은정 기자)

■ 전문보도(사진보도)
1. 중국민항기 추락사고 - 생존자를 찾아라
(경상일보 사진부 김동수 기자)
5월
```
취재보도
```

1. 루비니 백신 버젓이 시중유통
(서울경제 사회부 박상영 기자)
2. 분당 파크뷰 특혜분양 및 최규선 비리 청와대 보고 추적보도
(동아일보 법조팀 이수형, 이명건, 이정은, 길진균 기자)
3. 최규선 최후 진술 테이프 단독 입수
(중앙일보 뉴스위크 한국판 취재팀 임도경 기자)

■ 지역취재보도
1. 민주당 전남도지사 선거대책 회동 및 경찰서장 폭행 파문
(CBS광주 임영호, 권신오, 김형로 기자)
2. 경기대, 권노갑 전 민주당 고문 등 정·관계 인사 줄대기용 교수 임용
(경인일보 사회부 배상록, 우영식, 정양수 기자)

■ 지역기획보도
1. "숨막히는 터널"
(부산MBC 사회부 조수완, 영상취재부 최병한 기자)

■ 사진보도
1. 자유를 향한 진입, 체포 그리고 절규
(연합뉴스 사진부 박일 기자)
6월
■ 취재보도
1. 월드컵 입장권 관리 엉망
(매일경제 월드컵팀 박준모 기자)
2. 공무원 뇌물 꼬리 잡혔다
(경향신문 뉴스메이커부 윤길주, 이혜숙 기자)

■ 기획보도
1. 일본리포트 '흔들리는 늙은 부국'
(중앙일보 경제연구소 김정수, 김수길, 양재찬, 남윤호, 이재광, 신예리 기자)

■ 지역취재보도
1. 에이즈 감염자 관리 미흡, 보완 대책 시급
(경남신문 제2사회부 김상우 기자)
2. 미군 장갑차 여중생 사망사건 심층 취재보도
(경인일보 이상헌 기자)

■ 전문보도(그래픽뉴스 부문)
1. 2002 한·일 월드컵 특집 그래픽 뉴스
(연합뉴스 그래픽뉴스팀 장성구, 반종빈, 전승엽, 송금숙 기자)
7월
■ 취재보도
1. "김영삼 비리정권"-"김대중 개혁정권" 검정교과서 편향 논란
(국민일보 사회부 김수정, 하윤해 기자)
2. 한·중 마늘협상 세이프가드 연장불가 극비 합의
(조선일보 경제부 최원규 기자)

■ 기획보도
1. "청계천에 생명을" 시리즈
(한겨레 민권사회1부 김규원, 김순배, 황준범 기자)

■ 지역취재보도
1. 부산아시아드 주경기장 누더기 지붕막 공사
(부산일보 사회부 변현철 기자)

■ 지역기획보도
1. 여성장애우 인권보고서 - 시각장애우의 '현대판 씨받이'
(전북일보 사회부 이성각, 안태성 기자)
2. 사라지는 희귀식물들
(경인일보 사회부 박승용, 지역사회부 안병욱, 안재웅, 사진부 김종택 기자)

■ 전문보도 (사진보도)
1. 사회의 무관심속 '고독한 투병'
(경향신문 사진부 김정근 기자)
8월

■ 취재보도
1. 김정일 내달 부산방문설 - 고이즈미는 내달 17일 방북
(문화일보 국제부 이병선 기자 )

■ 기획보도
1. "말기암도 고칩니다" - K한의원의 실체
(SBS 보도제작2부 유희준, 이정애 기자 )

■ 지역기획보도
1. '80년간의 전쟁'
(목포MBC 보도부 신광하, 김승호 기자 )
9월
■ 취재보도
1. 김대업 테이프 손댄 흔적 많다
(일요신문 정치부 구자홍 )
2. 권노갑, 국정 이렇게 주물렀다
(중앙일보 뉴스위크 한국판 임도경)

■ 기획보도
1. 팔려오는 여성들, 국제인신매매 그 검은 커넥션
(SBS 보도제작2부 정명원 )
2. 미군과 결혼한 20만 한국 여성들의 미국 이민기
(CBS 사회부 권민철 )
3. 이공계를 살리자
(한국경제 특별취재팀 )

■ 지역취재보도
1. 골재 채취 사업 불법 비리
(KBS대전 보도국 서영준, 김훈식)

■ 지역기획보도
1. 환경리포트 영산강
(무등일보 사회부 여균수)
2. 바다의 경고 적조 연속 기획보도
(KBS 창원 취재부 천현수 조현석 기자)

■ 전문보도
1. 강원도 수해 현장 특종 보도
(강원일보 특별취재반 김남덕, 김영호 기자)

■ 공로상부문
1. 국정교과서 오류 투성이
(한국어문교열기자협회 )
10월

■ 취재보도
1. 북도발징후 보고 묵살의혹/6·13보고서 수정요구 문건 확인
(세계일보 사회부 박병진)
2. SK-JP모건, SK증권 주식 이중거래 파문
(이데일리 산업부 김수헌)

■ 기획보도
1. DJ 노믹스 未完의 개혁/국민의 정부경제 실록
(중앙일보 경제부 김수길외3)

■ 지역취재보도
1. 전남도청 입찰비리
(광주일보 사회부 정후식, 채희종)
2. 고추군납비리
(매일신문 사회2부 김경돈, 권동순, 엄재진)

■ 지역기획보도
1. 학대받는 외국인 여성들
(CBS 광주방송 보도제작국 이승훈)
11월
■ 취재보도부문
1. 비무장지대 (DMZ) 지뢰제거 유엔司 항의로 차질
(연합뉴스 남북관계부 이유, 이성섭, 인교준, 문관현 기자)
2. 수능 작년 만큼 어려웠다
(문화일보 사회1부 박상주, 이인표, 우승현, 심은정 기자)

■ 기획보도부문
1. 지금 내무반에서는 - 폭력에 멍드는 전·의경들
(SBS 보도제작2부 유희준, 이정애 기자)

■ 지역취재보도
1. 속초시 수협 경매 농안기금 비리
(KBS속초 방송부 이경희, 이준하 기자)
2. 200억원대 대학 도서관 공사 입찰비리
(충청일보사 사회부 한인섭 기자)
3. 위기의 팔만대장경
(국제신문 사회2부 정상도 기자)

■ 지역 기획보도
1. "허울 좋은 행정구역"(읍면동 기능전환 실패)
(대전방송 보도국 강진원, 김성수 기자)
2. "낙동강의 분노 막을 수 없나"
(KBS창원 보도국 박재우, 장정호 기자)
12월
■ 취재보도부문
1. "이름만 전하던 최초의 문예지 新靑年 5권 찾았다 / 한국 문학사를 다시 쓴다 후속 시리즈 5회
(중앙일보 문화부 배영대 기자)
2. 인터넷을 이용한 기업공시와 법인 등기부 등본 취재
(서울경제 증권부 우승호 기자)

■ 기획보도부문
1. 노동인권 사각지대 - 어느 공장의 비밀
(SBS 보도제작2CP 이성철, 안정식 기자)

■ 지역취재보도
1. '한라산 생태계 대반란' 시리즈 및 후속보도
(한라일보 경제부 강시영, 사진부 강경민)

#### 2003년
1월
■ 취재보도부문
1. 사면 직선 항소·상고 줄줄이 취소 - 연말특별사면 물밑 흥정의혹
(문화일보 사회1부 법조팀 천영식, 호경업, 권은중, 유희연기자)

■ 기획보도부문
1. "환경 망치는 장항선 사업"
(문화일보 사회1부 박상주, 한평수, 최영창, 정희정 기자)

■ 지역취재보도
1. 단국대 용인 캠퍼스 이전부지 투기의혹
(경인일보 사회부 박승용, 지역사회부 김요섭)

■ 전문보도부문(사진보도)
1. "현대상선 뒤에 청와대"
(세계일보 편집국 사진부 신현경 기자)
2월
■ 취재보도부문
1. "대구지하철 참사 긴급보도 및 녹취록 조작"
(연합뉴스 대구취재본부 문성규, 홍창진, 이덕기, 김용민, 이강일 기자)
2. "K 최태원 회장 계열사 지배권 불법 확대"
(YTN 사회1부 류충섭, 경제부 김영수 기자)
3. "남북 싱가포르 비밀 협상" 요시다 증언
(한국일보 국제부 신윤석 기자)

■ 기획보도 신문·통신부문
1. 유치장·구치소 장애인엔 '짐승우리'
(경향신문 사회부 정유진 기자)

■ 기획보도 방송부문
1. 무선랜, 보완허점
(SBS 사회2부 강선우, 손승욱, 김윤수 기자)

■ 지역취재보도
1. "대구지하철 참사 생생히 기록한 CCTV 화면 단독 보도"
(YTN 사회2부 전주지국 조영권, 여승구기자)
2. '수출용은 다르다'와 후속보도 2회
(마산MBC 보도국 김상헌, 주상동 기자)

■ 지역기획보도 신문·통신부문
1. 대구 지하철 참사 추모면 제작
(매일신문 문화부 김순재, 정인열, 김중기, 박병선, 이재협 기자)
2. 빅 브라더 '교육행정 정보시스템'
(부산일보 사회부 김기진 기자)

■ 지역기획보도 방송부문
1. 행정수도와 백지계획
(TJB대전방송 행정수도특별취재팀 류제일, 이재곤, 심재길, 김성수 기자)

■ 전문보도부문(사진)
1. "불타는 전동차"
(매일신문 사진부 김태형 기자)
3월
■취재보도부문
1. 진대제 정통부 장관 장남의 병역면제, 이중국적과 공정위 조사 방해의혹"
(YTN 경제부 문중선, 류재복, 장민수 기자 )

■기획보도 신문․통신부문
1. 국민연금 대해부 시리즈'
(중앙일보 정책사회부 신성식, 정철근, 하현옥, 경제부 김준현 기자)

■기획보도 방송부문
1. 보도특집 "그들만의 고통", 부제 : 위기의 소방관
(부산MBC 사회부 조수완, 박상규, 영상취재부 최병한, 김홍식 기자)

■지역취재보도
1. 고흥군 허위 수해 복구작업"
(광주일보 사회부 김지을, 유준석, 지광현 기자 )

■지역기획보도 신문․통신부문
1. 공장 난개발 광풍 - 난도질당하는 국토"
(경인일보 사회부 이성호, 사진부 임열수, 지역사회부 배상록, 정치부 정양수 기자)
4월
■취재보도부문
1. 북핵 3자 회담으로 시작"
(동아일보 정치부 이동관, 김차수, 한기흥, 김정훈, 김영식 기자 )
2. SK, 년 수십억 비자금 조성 및 이남기씨등 정․관계로비 연속 특종보도"
(한국일보 사회부 강훈, 노원명, 박진석 기자 )

■지역취재보도
1. 화성 동탄 신도시 시범 단지 사업자 선정 특혜의혹"
(경인일보 정치부 박춘대, 정의종, 이재규 기자 )

■지역기획보도 방송부문
1. 돈으로 얼룩진 학교 "불법 찬조금"
(경기방송 보도부 안자영 기자)

■전문보도부문
1. 이라크 전쟁 그 현장에 가다" (사진보도부문)
(동아일보 사진부 김동주 이훈구, 박영대 기자)
5월
■취재보도부문
1. 미 망명설 북한 길재경 3년전 숨졌다"
(중앙일보 통일문화연구소 정창현 기자 )
2. 노건평씨 부동산 투기의혹 등 대통령주변 부동산 문제"
(동아일보 신동아팀 허만섭 기자 )
3. 나라종금 사건기록 독점입수 통한 검찰의 축소, 은폐 수사입증 및 한광옥씨 혐의 사실 최초 확인등 5회 연속 특종 보도"
(중앙일보 뉴스위크 한국판 취재팀 김은선 기자 )

■기획보도 신문․통신부문
1. 구멍난 e코리아" 기획보도"
( 한국경제 산업부 IT팀 김남국, 박영대 기자 )
2. 지금은 노조시대 시리즈"
(중앙일보 경제연구소/정책기획부/산업부 김정수, 남윤호, 김기찬, 하현옥, 강병철 기자)

■기획보도 방송부문
1. 엡손사 / 버려지는 잉크"
( SBS 사회부 박정무 기자 )

■지역취재보도
1. 나쁜 경찰 - 악질 파파라치"
( 경남신문 사회부 김명현, 이학수, 권경훈, 최선하 기자 )
2. 경기도 교육청 교장승진 등 인사비리 의혹"
(경인일보 정치부 정의종, 왕정식, 이재규, 사회부 이성호 기자 )

■지역기획보도 방송부문
1. 제3지대 이주민촌 -버려진 정책이주촌-"
(부산MBC 사회부 박상규, 영상취재부 박태규 기자)

■전문보도부문
1. 5.18기념행사 - 짓밟힌 대통령 조화" (방송영상부문)
(KBC광주방송 영상취재부 박도민 기자)
2. 시위로 얼룩진 5.18" (사진보도부문)
(연합뉴스전남 호남취재본부 형민우 기자)
6월
■취재보도부문
1. 국정원 간부 사진 공개 파문"
(한국일보 정치부 고주희 기자 )
2. 현대 비자금 150억 박지원씨 수수의혹"
(MBC 사회2부 안형준, 김혜성, 이세옥 기자)

■기획보도 신문․통신부문
1. 가야사 복원 프로젝트"
(국제신문 기획특집팀 박창희, 구시영, 사회2부 강병국, 조해훈, 문화부 서동오, 정치부 박정춘, 편집부 임은정, 사진부 서순룡 기자 )
2. 학벌타파"
(대한매일 사회교육부 박홍기, 김재천 기자)

■기획보도 방송부문
1. 해파리 침공"
(PSB부산방송 보도제작사회팀 진재운, 영상제작팀 하호영 기자)

■지역취재보도
1. 농경지 복구비 수백억원 엉터리 집행"
(KBS강릉 보도부 권혁일, 이준하 기자 )
2. 금정산 쓰레기 대규모 매립"
(국제신문 사회1부 신수건, 권혁범 기자)

■지역기획보도 신문․통신부문
1. 한글발음 이대로 좋은 가"
(중부일보 교열부 이재교, 제2사회부 조용국, 사회부 최경환, 신창균 기자)

■지역기획보도 방송부문
1. 지금 김해평야는"
(부산MBC 사회부 황재실, 영상취재부 김기룡 기자)

■전문보도부문
1. "멸종위기 저어새 새 번식지 확인" (사진보도부문)
(세계일보 사진부 이종렬 기자)
7월

■취재보도 부문
1. 양길승 청와대 제1부속실장 술집호텔서 향응받아 파문
(한국일보 사회1부 이태규 기자)

■지역취재보도 부문
1. 육군인쇄창 부지 ꡒ병풍아파트ꡓ의혹
(부산MBC 사회부 박상규, 영상취재부 이윤성 기자)

■지역기획보도 신문?통신 부문
1. 대구, 10년후를 준비하자
(영남일보 편집위원 채영택, 사회부 남윤호, 정혜진, 윤철희, 박윤규, 경제부 김홍범, 김봉규, 김신곤, 김상진 기자)

■지역기획보도 방송 부문
1. 삼척MBC창사 32주년 보도특집 ꡒ백두대간의 선택, 그 빛과 그늘
(삼척MBC 보도부 최재석 기자)

■전문보도 부문
1 남북오누이 작별 입맞춤 <사진보도부문>
(연합뉴스 사진부 양현택 기자)
8월

■취재보도부문
1. "현대비자금 150억 수십억원 정치권 유입 포착"
(동아일보 사회1부 정위용, 이명건, 이상록, 길진균 기자 )

■기획보도 신문․통신부문
1. "성폭력 이대론 안된다"
(부산일보 생활과학부 임태섭, 김종균, 박소윤, 사회부 박세익 기자 )

■기획보도 방송부문
1. 뉴스추적-"거대한 블랙홀, 중국의 함정"편
(SBS 보도제작2부 신동욱, 하현종 기자 )

■지역취재보도
1. "부산 남구청 공유지 특혜매각 및 관련 공무원 구속"
(국제신문 사회1부 이노성, 박태우 기자)

■지역기획보도 신문․통신부문
1. 문화의 향기 시리즈3 - "흔적"
( 경남신문 문화부 허충호, 김다숙, 이문재, 이종훈 기자 )

■지역기획보도 방송부문
1. "충격보고, 서해 바닷모래"
(목포MBC 보도부 김윤, 영상취재부 김대준 기자)

■전문보도부문
1. "나사풀린 철도" 대구 또 열차 참사 (사진보도부문)
(매일신문 사진부 정운철 기자)
9월

■기획보도 신문․통신부문
1. "행정정보 공개제도 활용보도 및 공개제도 실태 점검"
(세계일보 사회부 경찰팀)

■기획보도 방송부문
1. 연속기획 "복지의 그늘, 미숙아"
(MBC 사회1부 민경의, 김시현 기자 )

■지역취재보도
1. "한화매립지 특혜의혹"
(중부일보 정치부 김평석, 진현권, 사회부 이선호 기자 )

■지역기획보도 신문․통신부문
1. "마산 매립지 또 안전비상"
(경남신문 사회부 정오복, 이학수, 정치부 이정훈 기자 )

■지역기획보도 방송부문
1. "천년주초"
(안동MBC 보도부 이정희, 손인수 기자)

■전문보도부문
1. "추락하는 소방관" (사진보도부문)
(경상일보 사진부 김동수 기자)
2. "난장판 당무회의" (사진보도부문)
(조선일보 사진부 이기원 기자)
10월
■취재보도부문
1. "최도술씨 대선후 10억대 수수"등 2건
(내일신문 기획특집팀 김기수, 범현주 기자 )
2. "노대통령 최측근 전 총무비서관 출국금지 내막"
(일요신문 정치부 구자홍 기자 )
3. "대검 중수부, 기자 통화내역 수시 조회"
(한겨레 사회부 강희철 기자 )
4. "전두환씨 숨긴돈 꼬리 잡혔다"
(한국일보 이태규, 노원명, 김지성 기자 )

■기획보도 신문․통신부문
1. "학벌차별 체험기" 및 후속기사
(동아일보 사회부 이완배, 조인직, 김선우, 전지원, 장강명 기자 )

■기획보도 방송부문
1. "소외된 노동, 그 현장을 가다"
(CBS 경찰팀 정태영, 권민철, 김대훈, 박재석, 최철 기자 )

■지역취재보도
1. "최낙정 해양부장관 교사 비하 발언 물의...경질 불러"
(KBS청주 보도국 지용수, 최승원 기자)
2. 국군의 날 "엉터리 태극기"
(매일신문 사회부 최병고 기자 )

■지역기획보도 신문․통신부문
1. 기획시리즈 "살아있는 축제를 찾아서"
(경인일보 문화부 유재명, 류주선, 사진부 한영호, 임열수 기자 )

■지역기획보도 방송부문
1. "인터넷, 음란공화국"
(PSB부산방송 보도제작팀 진재운, 박영준, 표중규 기자)

■전문보도부문
1. "어색한 헛기침" (사진보도부문)
(한국일보 사진부 이종철 기자)
2. "카지노에 빠진 국회의원" (사진보도부문)
(동아일보 사진부 전영한 기자)
11월
■취재보도부문
1. "中서 체포된 탈북 국군포로 부부 대사관 안일대응 북송될 듯 - 방관 이틀만에 투 먼 수용소로 압송"
(문화일보 국제부 홍순도 기자 )
2. "수능 언어영역 17번 오답시비 특종보도"
(한겨레 사회부 황순구 기자 )
3. "부산, 성인오락실 검, 경 상납비리"
(한겨레 사회부 양상우, 최상원, 길윤형 기자 )

■기획보도 신문․통신부문
1. "한국의 파워엘리트 재산대해부 시리즈"
(세계일보 기획취재팀 류영현, 박희준, 김용출, 이천종, 이강은, 황현택, 나기천, 김창덕기자 )

■기획보도 방송부문
1. "평양에서 고발"
( YTN 사회1부 이재철, 한원상 기자 )

■지역취재보도
1. "새싹들에게 햇볕을"-학교 일조권 찾기
(부산일보 사회부 강윤경, 김마선 기자)
2. "신앙촌 대규모 불법 분묘 이장 사건"
(PSB부산방송 보도제작사회팀 김성기, 영상취재팀 손명환 기자 )

■지역기획보도 신문․통신부문
1. "전통문화가 자본이다"(1부 한옥마을의 세계화, 2부 한옥마을 사람들)
(전북도민일보 사회부 임병식 기자 )

■지역기획보도 방송부문
1. " 보도특집 - 적조, 황토가 대안인가?."
(울산MBC 보도부 박치현, 영상취재부 정석훈 기자)
12월

■취재보도부문
1. "대선자금 수사 관련 '한나라당 LG서 150억원 받았다'외 2건"
(경향신문 사회부 박문규, 김준기, 이해인 기자 )
2. "한나라당 당무감사 결과 자료 단독보도"
(동아일보 정치부 정연욱, 이명건, 박민혁 기자 )

■기획보도 신문․통신부문
1. "중국, 왜 고구려사 노리나"
(동아일보 문화부 김형찬, 이진영 기자 )

■지역취재보도
1. "매춘장부에 단속 공문원까지"
(KBS남원 방송부 배태휴, 신재복 기자)
2. "국립대 편입시험 표절파문"
(뉴시스 호남취재본부 송창헌 기자)
3. "목포시향 비리 커넥션"
(전남매일 사회부 강성수 기자)

■지역기획보도 신문․통신부문
1. "벼랑끝 농어촌, 위기를 기회로"
(전남일보 사회부 김선욱 기자 )
2. "직지 세계화 지역으로부터"
(충청일보사 사회부 김영일, 문종극, 문화체육부 안태희, 사진부 전경삼 기자 )
3. "설치는 투기, 날뛰는 땅값 평택"
(경인일보 정치부 이한중, 왕정식, 지역사회부 김종호, 경제부 박상일 기자 )

■지역기획보도 방송부문
1. "위험천만한 관광버스"
(KBS부산 보도국 김병용, 손준영 기자)

#### 2004년
1월
■취재보도부문
1. "노대통령 사돈 민경찬씨 단독 인터뷰"
(시사저널 사회팀 주진우 기자 )
2. "상암동 아파트 분양 원가확인"
(경향신문 산업부 김종훈 기자 )

■기획보도 신문․통신부문
1. "우리땅 간도되찾기"
(경향신문 뉴스메이커 윤석원, 윤호우, 유병탁, 정재용 기자 )

■지역취재보도
1. "공항 보안망 구멍 뚫렸다"
(제민일보 사회부 현민철 기자)
2. "응급실, 산소없는 산소통"
(PSB부산방송 보도제작사회부 차주혁, 영상제작팀 신동희 기자)

■지역기획보도 신문․통신부문
1. "우리곁의 빈곤, 차상위계층의 실태와 대안"
(부산일보 사회부 안병길, 손영신, 김마선, 박세익 기자 )
2. "국제자유도시 언어경쟁력 - 홍콩, 말레이시아, 싱가포르에서 배운다"
(제주일보 총괄데스크 김범훈, 김대영, 김은철 기자 )

■지역기획보도 방송부문
1. "중병에 걸린 지방공기업, 대수술이 필요하다"
(CBS광주 보도제작국 조기선, 김형로 기자)
2월
■취재보도부문
1. "국립묘지 죽어서도 계급차별"
(연합뉴스 사회부 황대일, 조성현 기자)

■기획보도 신문․통신부문
1. "해외큰손, 그베일을 벗긴다"
(헤럴드경제 정경부 전창협, 강주남, 안효조, 우인호, 홍길용, 박지웅, 권남근, 서은정 기자 )
2. "신용불량자 4백만 이제는 신용이다"
(한국경제 금융팀 임혁, 하영춘, 이성태, 김인식, 최철규, 조재길, 김동욱
정책팀 김용준, 안재석 기자)

■기획보도 방송부문
1, "전씨일가의 비자금을 찾아라 - 살아있는 권력, 전두환"
(MBC 보도제작국 이상호, 노경진 기자)

■지역취재보도
1. "바닷모래 해법, 정부가 나서라"
(인천일보 사회부 박정환, 이주영 기자)

■지역기획보도 신문․통신부문
1. "광주전남문화재 현주소, 보존이대로 좋은가"
(무등일보 사회부 여균수, 정치부 윤한식, 문화부 고선주, 사회부 김재정 기자 )

■지역기획보도 방송부문
1. "지하철에서 사라진 사람들"
(대구MBC 보도제작부 이성훈, 카메라취재팀 마승락 기자)
3월
■취재보도부문
1. "여택수씨 롯데 돈 3억원 우리당 창당자금 의혹"
(문화일보 사회1부 권은중, 김정인 기자)
2. "대한적십자사의 부실한 혈액관리 시리즈"
(동아일보 주간동아팀 최영철 기자)
3. "부실 혈액관리 감사원 감사 결과 등 연속보도"
(YTN 기동취재팀 김승재 기자)

■기획보도 방송부문
1. "고속철 기계결함과 축소검사 지시 의혹"
(CBS 사회부 정태영 기자)

■지역취재보도
1. "창녕 집단 괴질 발생"
(마산MBC 보도국 김세진, 한연호 기자)
2. "친일파 행적 실린 영인본 발굴 - 총독부 선정 353명"
(광남일보 문화부 김옥조 기자)

■지역기획보도 신문․통신부문
1. "나주배 중국재배 실태"
(광주일보 사회2부 최승렬 기자)
2. "수도권 매립지 10년, 비극은 시작됐다"
(인천일보 사진부 안영우, 사회부 박정환, 이은경, 노형래 기자)

■지역기획보도 방송부문
1. "총선 예비후보 TV토론"
(대구MBC 정경부 박영석, 사회부 이창석 기자)

■전문보도부문
1. "조순형 대표직인 서로 다른 추천서"
(연합뉴스 전북지사 홍인철 기자)
4월

■ 취재보도 부문
1. 북한 룡천역 열차 폭발사고 특종보도
(연합뉴스 국제뉴스1부 조성대 기자)
2. 김정일 위원장 중국 방문 특종보도
(KBS 베이징지국 김기춘 기자)

■ 기획보도 신문․통신 부문
1. 탐사보도, 우롱 당하는 국가 형벌권
(세계일보 특별기획취재팀 채희창 기자외 5명)

■ 지역취재보도 부문
1. 먹통 무인카메라 추적보도
(뉴시스 사회2부 이경화, 김종화 기자)
2. 어긋난 코리안 드림
(대전MBC 보도국 문은선, 김준영 기자)

■ 전문보도 부문
1. 백두대간의 고통
(국민일보 사진부 곽경근 기자)
5월
■ 취재보도 부문
○ 주한미군 1만 2천명 감축통보
(SBS 정치부 김우식기자)
○ 대입 수시모집 부정 충격, 학생부 위조 장학생으로 합격
(서울신문 사회교육부 박홍기, 이효용 기자)
■ 기획보도 신문·통신 부문
○ 외국계 펀드 투자 분석
(매일경제 증권부 김은표, 홍종성, 강계만 기자)
○ 탐사기획 기록이 없는 나라
(세계일보 특별취재팀 채희창, 박병진, 주춘렬, 김형구, 이우승 기자)
■ 지역취재보도 부문
○ 노 대통령 고향 김해시의 넋나간 노비어 천가
(부산일보 사회2부 천영철 기자)

■ 기획보도 방송 부문
○ 공유폴더를 지켜라
(대구MBC 보도제작부 이성훈, 영상취재팀 윤종희 기자)
○ 미성년 여자어린이 미끼 함정수사
(CBS경남 보도국 송봉준, 이상현, 곽인숙 기자)
■ 전문보도 부문
○ 물흐르는 청계천
(사진보도부문)
(한국일보 사진부 왕태석 기자)
6월
■ 취재보도 부문
○ 투먼 탈북자 강제 북송
(문화일보 국제부 홍순도 기자)
○ 김선일씨 피랍시점은 5월 31일
(KBS 국제부 이웅수 기자)
○ 국가기관 전산망 뚫렸다
(세계일보 특별취재팀 류순열, 임정재, 조동석 기자)
■ 기획보도 신문·통신 부문
○ 테마기획 연금 빅뱅 1-9편
(이데일리 경제부 박동석, 양효석, 김춘동 기자)
■ 기획보도 방송부문
○ 수돗물 비상
(MBC 2580부 박승진, 이창순 기자)
■ 지역취재보도 부문
○ 경남 고성서 이타이이타이 의심환자 집단 발생, 폐광산 폐수로 반평생을 고통으로 살아
(연합뉴스경남지사 김영만, 이종민 기자)
■ 지역기획보도 신문통신부문부문
○ 아 대가야
(매일신문 특별취재팀 김병구, 안상호, 김인탁 기자)
○ 국민소득 1만 달러시대 '불 꺼지고 물 끊겨 겹고통'
(국제신문 사회1부 정금용, 강필희, 김희국, 박태우, 문철진 기자 )
■ 전문보도 부문
○ 오빠
(한겨레 사진부 이종근 기자)
7월
■ 취재보도 부문
○탈북자 수백명 집단 입국
(경향신문 정치부 김진호, 박영환 기자)
○중구 외교부 홈페이지 고구려 삭제
(동아일보 정치부 부형권 황유성, 김승련, 최호원 기자)
■ 기획보도 방송부문
○ 국부유출 13조원
(SBS 뉴스추적부 김문환, 유희준 기자)
■ 지역취재보도 부문
○건강검진세일중
(대전MBC 보도국 김지훈, 이교선, 조형찬, 장우창 기자)
○ 어처구니없는 용인시 행정
(경인일보 사회부 배상록, 왕정식 기자)
■ 지역기획보도 신문통신부문
○ 미국 기밀문서로 드러난 민간인 학살의 진상
(부산일보 편집부 김기진 기자)
■ 지역기획보도 방송부문
○새로운 도전, 미래의 바다양식
(KBS제주 보도국 조강섭, 조영천 기자)
○DMZ에는 비상구가 없다
(춘천MBC 보도국 전영재, 김동욱 기자)
■ 전문보도 부문
○ 한국서 훈련중인 스텔스 전폭기 (사진보도부문)
(한겨레 사진부 김봉규 기자)
8월
■ 취재보도 부문
○ 총독부 관계자 증언 녹취록 全篇 첫 공개
(연합뉴스 국제뉴스부 이해영, 신지홍 기자)
○ 신기남 열린 우리당 의장 부친은 일본군 헌병 오장
(동아일보 신동아팀 허만섭 기자)
■ 기획보도 신문·통신부문
○ 地安門 또 하나의 중국
(경향신문 경제부 김용석, 유병선, 김인수, 유신모 기자)
■ 기획보도 방송부문
○ 뒷돈으로 얼룩진 KS, ISO 인증검사 등 5건
(KBS 사회2부 박중석, 영상취재부 김대원 기자)
■ 지역취재보도 부문
○ 독립사료(史料), 국가가 불태운다
(대전매일 사회부 서이석 기자)
■ 지역기획보도 신문통신부문
○ 위기의 쌀 변해야 산다
(부산일보 사회2부 김길수, 김태권, 김진성 기자)
○ 소양강댐 흙탕물
(강원일보 사회부 류재일, 사진부 이상학 기자)
■ 지역기획보도 방송부문
○ 8.15보도특집 최초추적 황제는 독살 당했는가!
(부산방송 사회팀 송준우, 정경팀 보도카메라 박동명 기자)
○ 아무도 돌아보지 않는 죽음 - 군대 사망사고
(BBS 춘천지국 장용진 기자)
■ 전문보도 부문
○ 서울 古宮은 새들의 낙원 (사진보도부문)
(국민일보 사진부 곽경근 기자)
9월
■ 취재보도 부문
○ 국정원 경제단 비리 속출
(문화일보 산업부 권선무 기자)
■ 기획보도 신문·통신부문
○ 탈북자 입국시72% 대가 쥤다 및 2004탈북자 실태보고서 시리즈
(세계일보 통일부 남창룡, 김청중, 박호근, 이상민 기자)
○ 동화은행 퇴출 그 후 6년 시리즈
(동아일보 경제부 이병기, 이철용, 조인직, 김상훈 기자)
■ 기획보도 방송부문
○ 피고 대한민국 - 국유지 반환소송의 진실
(SBS 뉴스추적부 유희준, 진송민 기자)
■ 지역취재보도 부문
○ 광주시 교육위원회 담합각서 있었다
(전남일보 사회부 한현묵 기자)
○ 뼈주사, 이대론 안된다
(대전MBC 보도국 김지훈, 이교선, 조형찬, 장우창 기자)
■ 지역기획보도 신문통신부문
○ 돈돈돈... 땅땅땅(투기장으로 전락한 경기도)
(경인일보 사회부 왕정식, 경제부 이재규 기자)
10월
■ 취재보도 부문
○ 고교 등급제 보도
(한겨레 사회부 강성만, 안영춘, 이지은, 이순혁, 김영인, 김남일 기자)
○ 외평기금 1.8조원 행방불명
(이데일리 증권부 강종구, 채권외환팀 최현석 기자)
■ 기획보도 신문·통신부문
○ 서울 및 6대 광역시 3대 강력범죄 GIS 분석 최초보도
(동아일보 사회부 길진균, 조이영, 정세진 기자)
■ 지역취재보도 부문
○ 수영만 매립지 아파트 개발 특혜의혹
(부산일보 사회부 이현우 기자)
■ 전문보도부문
○ 바다의 신비 Fish Eye (사진보도부문)
(국제신문 사진부 박수현 기자)
11월
■ 취재보도 부문
○ 여자쇼트트랙팀 상습구타, 비인간적인 대우 충격
(연합뉴스 스포츠레저부 이동칠 기자)
○ HSBC 제일은행 인수한다
(한국경제 금융부 김인식 기자)
■ 기획보도 신문·통신부문
○ 자영업 비상구가 없다
(동아일보 국제부 홍권희, 조헌주, 금동근, 경제부 이병기, 하임숙, 조인직, 김상훈 기자)
○ 미군기지 환경오염 리포트
(세계일보 특별취재팀 홍성일, 최현태, 김형구, 김종수 기자)
■ 기획보도 방송부문
○ 한국과 미국
(SBS 뉴스추적부 조성원, 진송민 기자)
■ 지역취재보도 부문
○ 수능 9일 앞두고 부정행위 브로커 의혹
(BBS광주 광주지사 심창훈 기자)
■ 지역기획신문·통신부문
○ 뷰티플 뉴 제주
(제주일보 사회부 최일신, 홍원석, 사진부 정이근 기자)
■ 지역기획 방송부문
○ 대안은 농촌에 있다
(춘천MBC 보도국 박대용, 최정현, 정규준 기자)
■ 전문보도부문
○
폭탄주에 취한 행정 감사 (사진보도부문)
(경인일보 지역사회부 최재훈 기자)
12월
■ 기획보도 신문·통신부문
○ 예산 대해부, 나라살림 이대론 안된다
(경향신문 특별취재팀 권석천, 조현철, 정유진 기자)
■ 지역취재보도 부문
○공동택지 외지 투기세력 개입
(중부매일 경제부 이민우 기자)
○ 신생원 비리, 반세기만에 확인
(대전MBC 보도국 김지훈, 이교선, 조형찬, 장우창 기자)
○ 론스타, 화물터미널 부지 용도변경 추진의혹
(부산일보 사회부 최세헌 기자)
○ 밀양집단 성폭행 사건 인권은 없었다
(CBS울산 보도제작국 박준일, 장영기자)
■ 지역기획신문·통신부문
○ 환경 영양평가 이대론 안된다
(부산일보 사회부 변현철, 김진성, 김영한, 방준식, 최혜규 기자)
■ 지역기획 방송부문
○ 섬 3부작
(목포MBC 보도제작국 박영훈, 고재필 기자)

#### 2005년
1월
■ 취재보도부문
○ 이기준 신임 부총리 인사검증보도
(동아일보 사회부 길진균, 손효림, 김재영 기자)
○ 기아자동차 채용비리 사건
(KBS광주 보도팀 이승철, 최정민, 정상갑 기자)
■ 기획보도 신문·통신부문
○ 정치인 고위 공무원 사정 12년 탐사보도
(동아일보 사회부 이수형, 조수진, 조용우, 이상록, 황진영, 전지성, 디지털뉴스팀 권혜진 기자)
■ 기획보도 방송부문
○ 환경운동연합, 기업 관공서 상대 장사
(KBS 취재3팀 이석재, 한상윤 기자)
■ 지역기획보도 방송부문
○ 도로공화국
(대구MBC 보도국 도건협, 이승준 기자)
2월
■ 취재보도부문
○ 일본 시마네현 독도 영유권 TV광고, 다케시마의 날 조례제정 강행 영유권 분쟁
(매일신문 사회2부 김해용 기자)
○ 경기광주 전북고창 땅 매입 때 이헌재 부총리 부인 위장 전입의혹
(한겨레 사회부 박임근, 황상철, 이형섭, 김남일 기자)
■ 기획보도 신문·통신부문
○ 참여정부 핵심공약 177개 추진 상황 평가
(세계일보 경제부 이상혁, 박성준, 이우승, 우한울 기자)
■ 지역취재보도부문
○ 4.15총선 불법도청 파문 및 후속보도
(뉴시스 호남취재본부 구길용, 이재춘, 윤영기, 송창헌, 이형주 기자)
○ U대회광고 로비사건
(대구방송 사건팀 김태우 기자)
■ 지역기획보도 신문·통신부문
○ 보상노린 무허건물 난립-생떼공화국
(경인일보 지역사회부 윤재준, 김진태, 한상근, 강주형, 사회부 왕정식, 사진부 김종택 기자)
■ 지역기획보도 방송부문
○ 신종직업병, 정신질환에 시달리는 노동자들
(CBS광주 보도제작국 이승훈 기자)

■ 전문보도부문
○ 난장판 민노총 대의원대회 (사진보도부문)
(연합뉴스 사진부 이진욱 기자)
3월
■ 취재보도부문
○ 이헌재 경제부총리 부동산 투기의혹 추적보도
(경향신문 경제부 강진구, 정홍민 기자)
○ 부산항운노조 전면수사 착수 및 후속보도
(부산일보 사회부 손영신,김수진, 경제부 강병균, 강승아 기자
○ 법인과 단체의 정치자금 불·편법기부 추적보도
(세계일보 정치부 김용출, 이철호 기자)
■ 기획보도 신문·통신부문
○ 기로에 선 외환관리
(서울경제 경제부 김영기,김민열, 현상경 기자)
■ 지역취재보도부문
○ 어느 청각장애인의 죽음
(경인일보 지역사회부 김진태, 강주형기자)
■ 지역기획보도 신문·통신부문
○ 땅값 부추기는 기획부동산
(경인일보 경제부 이윤희 기자)
■ 전문보도부문
○ 열정·끈기의 1년... 로봇, 악수를 청하다 (사진보도부문)
(한국일보 사진부 왕태석 기자)
4월

■ 취재보도부문
○ 국세청, 론스타 등 외국계펀드 전격 세무조사 착수 및 후속보도
(머니투데이 경제부 채원배, 배성민, 서명훈 기자)
○ 철도청 유전개발 사업의혹
(MBC 사회2부 이해인, 윤효정 기자)
○ 나는 DJ의 딸입니다-진승현 게이트와 특수사업
(SBS 보도제작2부 김명진, 손승욱 기자)
■ 기획보도 신문·통신부문
○ 팔려다니는 북한 문화재
(국민일보 기획취재부 이동훈, 이영미, 서지현 기자)
○ 의원 258명 지난해 정치자금 씀씀이
(중앙일보 탐사기획팀 정선구, 강민석, 김성탁, 정효식, 민동기, 임미진, 신창운 기자)
■ 기획보도 방송부문
○ 고교야구 승부조작 심판양심선언 단독보도
(KBS 취재파일4321 김민철, 신동곤 기자)
■ 지역기획보도 신문·통신부문
○ 지역대학 최우수졸업자 뭐하나
(부산일보 사회부 이상윤, 박진국, 방준식, 박태우, 김경희 기자)
5월
■ 취재보도부문
○ 이상경 헌법재판관 임대소득 탈세
(KBS 탐사보팀 최경영 기자)
○ 한국노총, 발전기금 25억 수수 확인
(YTN 사회1부 이대건 기자)
■ 기획보도 신문·통신부문
○ 황우석 생명과학 혁명 한국의 과제
(경향신문 산업부 이은정 기자)
■ 지역취재보도부문
○ 경찰, 대형 새총으로 조준 공격
(인천일보 정경부 송명희 기자)
■ 지역기획보도 방송부문
○ 녹스는 바다, 최초탐사 바다 구조물 부식 실태 보고서
(부산방송 보도국 박철훈, 신동희 기자)
■ 전문보도부문
○ 수리부엉이의 자식사랑, 번식생태 90일 추적 (사진보도부문)
(문화일보 사진부 김연수 기자)
6월

■ 취재보도부문
○ 고위 경찰 간부비리 커넥션
(경향신문 사회부 김동은, 황인찬 기자)
■ 기획보도 신문·통신부문
○ 고위공직자 낙하산 및 회전문 탐사기획
(경향신문 기획취재부 김윤순, 김종목, 조현철 기자)
■ 지역취재보도부문
○ 佛法 아닌 不法
(부산방송 사회팀 길재섭, 박영준 기자)
○ 동삼동 매립지 해양레저타운 건설 계획 의혹
(부산MBC 보도국 조영익, 이윤성 기자)
■ 지역기획보도 신문통신부문
○ 양산신도시 수해도시 되나
(부산일보 사회2부 김태권, 천영철 기자)
■ 지역기획보도 방송부문
○ 오구라 컬렉션
(대구MBC 보도국 김철우, 한보욱 기자)
7월

■ 취재보도부문
○ 국가기관의 유력 인사 상대 조직적 불법도청공작
(조선일보 사회부 이진동 기자)
■ 기획보도 신문·통신부문
○ 출산율 1.19 쇼크, 작아지는 코리아
(동아일보 교육생활부 김진경, 김희경, 국제부 금동근, 경제부 하임숙, 김창원, 사회부 조이영, 편집부 김준석, 황준하 기자)
■ 기획보도방송부문
○ 최초공개-누가 일제의 훈장을 받았나?
(KBS 탐사보도팀 김용진, 성재호, 영상취재팀 윤희진 기자)
■ 지역취재보도부문
○ 철도공사가 승객을 속였다
(국제신문 사회1부 권혁범 기자)
■ 지역기획보도 신문통신부문
○ 경기북부 미군 철수 특별기획-떠나는 자, 남는 자
(경인일보 취재팀 김환기, 김재영, 오연근, 이성호, 최재훈 기자)
■ 지역기획보도 방송부문
○ 목판지향(木板之香) 죽은 나무에서 세상을 읽다
(안동MBC 보도국 이호영, 황재천 기자)
■ 사진보도부문
○ 노부부가 전하는 사랑의 진풍경
(뉴시스 사진부 정재훈 기자)
8월

■ 기획보도 신문통신부문
○ 돌아오지 못한 원혼들 야스쿠니 조선인 합사자 2만명 신원 최초 공개 (부산일보 탐사보도팀 김기진, 김마선, 김영한 기자)
■ 지역취재보도부문
○ 신부전증 환자 C형 간염, 간염 무방비
(KBS대전 보도팀 홍정표, 심각현 기자)
■ 지역기획보도 신문통신부문
○ 안중근의사 여동생 안성녀 여사 행적발굴 및 독립유공자 및 후손 생활실태 조사
(국제신문 사회1부 광역이슈팀 신수건, 이노성, 배성재 기자)
■ 지역기획보도 방송부문
○ 잊혀진 姓, King
(부산방송 사회팀 진재운, 정경팀 전용우, 영상제작팀 최진혁 기자)
■ 사진보도부문
○ 로드킬…고속도로가 야생동물의 무덤으로
(한국일보 사진부 박서강 기자)
9월

■ 취재보도부문
○ 내신 조작에 병든 교실 등 5건
(KBS 시사보도팀 박중석, 영상편집제작팀 권혁헌 기자)
○ 이해찬 총리, 대부도 땅 놀리고 있다
(국민일보 정치부 손병호 기자)
○ 김윤규씨 감사보고서 단독보도
(동아일보 경제부 박중현, 최영해, 주성원 기자)
■ 기획보도방송부문
○ 과산화수소... 위험한 살인 주사
(SBS 사회부 박정무 기자)
■ 지역취재보도부문
○ 연구용 핵시설 부실운영-대덕연구단지의 핵 불안
(대전방송 강진원, 안재석 기자)
■ 지역기획보도 신문통신부문
○ 마법의 특구, 골프장
(경인일보 사회부 왕정식, 지역사회부 이강범, 이진우, 사진부 한영호 기자)
○ 학교급식 질 이렇게 달랐다-운영형태별, 급지별 최초계량화 비교분석
(부산일보 사회부 이상윤, 박진국, 박태우, 김경희, 최혜규 기자)
■ 지역기획보도 방송부문
○ 비빔의 맛, 융합의 코드
(전주방송 보도팀 이정헌, 정윤성, 정희도 기자)
10월

■ 취재보도부문
○ 김종빈 검찰총장 전격 사퇴 최초보도
(CBS 정치부 박종률 기자)
■ 기획보도신문통신부문
○ 탐사기획 위기의 기능한국 시리즈
(중앙일보 탐사기획팀 정선구, 양영유, 정호식, 민동기, 임미진, 박수련 기자)
■ 기획보도방송부문
○ 고위공직자 재산 검증 시리즈
(KBS 탐사보도팀 최경영, 최문호, 이영섭, 이승익, 윤희진, 한상윤 기자)
■ 지역취재보도부문
○ 갑을 방적 우즈벡 법인 강탈 파문
(경인일보 정치부 정의종, 사회부 이성호 기자)
■ 지역기획보도 신문통신부문
○ 전남해안 6천Km 생태보고
(전남일보 제2사회부 강덕균, 김용재, 사진부 김양배 기자)
■ 지역기획보도 방송부문
○ 100일간의 임상기록 코의 경고
(강원민방 보도국 이상준, 신현걸 기자)
■ 전문보도부문
○ 미셸 위의 프로데뷔전 실격 순간
(사진보도부문)
(연합뉴스 사진부 배재만 기자)
11월

■ 취재보도부문
○ 내신조작 연루 학생 서울대 합격 논란
(CBS 사회부 최경배 기자)
■ 기획보도신문통신부문
○ 루게릭 눈으로 쓰다
(중앙일보 탐사기획팀 이규연, 박종근, 장동환, 임미진, 민동기, 박수련 기자)
○ 서울사람들 이렇게 움직인다
(매일경제 사회부 김기철 기자)
■ 기획보도방송부문
○ 망언家의 실체 제1편: 아소탄광, 한국인 희생자 6명 확인, 제2편: 아소시멘트에서도 한국인 희생, 제3편: 안면도 산림, 일제시대 때 사라졌다
(YTN 영상취재팀 한원상 기자)
■ 지역취재보도부문
○ 광주지검 순천지청 횡포고발(공익수련원 소유, 경영업자 지자체에 떠넘겨)
(CBS전남 보도제작국 김효영 기자)
■ 지역기획보도 방송부문
○ 세계가 선택한 정밀 농업
(목포MBC 보도부 최진수, 정상철 기자)
■ 전문보도부문
○ 나이키 미사일 추진제 폭발 (사진보도부문)
(동아일보 사진부 전영한 기자)
12월
■ 취재보도부문
○ 인권위 국가인권정책 기본계획 권고안 마련
(동아일보 사회부 이재명 기자)
■ 기획보도신문통신부문
○ 중국시장을 여는 사람들
(세계일보 국제부 강호원 기자)
■ 지역취재보도부문
○ 신생아 불법 매매 최초보도
(강원민방 보도국 김완기, 김근성, 조현식, 이재민, 권순환 이영석 기자)
■ 전문보도부문
○ 폭설로 마비된 호남고속도로 (사진보도부문)
(연합뉴스 광주전남지사 형민우 기자)

#### 2006년
1월
■ 취재보도부문
○ 내가 당원이라고? 열린우리당 당원조작 실태 최초보도
(MBC 2580부 박범수, 허행진 기자)
○ 한국 미국과 스크린쿼터 축소 합의
(CBS 국제부 김진오 기자)
■ 기획보도신문통신부문
○ 지방선거 총선보다 중요하다
(중앙일보 정치부 전영기, 전진배, 이가영, 미디어기획팀 이재훈, 정책사회부 양영유, 경제부 김창규 기자)
○ 함께 넘자 양극화
(한겨레 사회부 이창곤, 김양중, 박주희 기자)
■ 지역취재보도부문
○ 건양대학교 황당한 의료사고 - 위암환자 감상선 제거, 갑상선환자 위 절제
(대전일보 사회부 송연순, 우정식 기자)
2월
△ 취재보도부문
- 두산비자금 執猶로 법원 신뢰 훼손 - 동아일보 사회부 이수형 기자, 조용우, 정효진 기자
- 구치소 교도관 여성재소자 상습 성추행추적 폭로 - 한겨레 국내뉴스부문 24팀 김기성, 유신재 기자
△ 기획보도 신문통신부문
- 사형수 63인 리포트 - 국민일보 탐사기획팀 김의구, 임항, 이광호, 이용훈, 권기석, 문수정 기자
- 6대도시 화재신고-출동-진화시간 GIS이용 첫 분석 - 동아일보 사회부 정원수, 이재명, 동정민, 장원재, 윤완준, 강미례 기자, 디지털뉴스팀 권혜진 기자
△ 지역취재보도부문
- 유기주석 중독 국내 첫 발견 - KBS울산 취재팀
△ 지역기획 방송부문
- 사회단체 보조금 실상은 이렇다 - 부산방송 사회부 윤혜림, 홍혁진 기자
△ 전문보도부문
- 물통 싣고 달리는 대전지하철(사진보도부문) - 한국일보 사진부 손용석 기자
3월
취재보도부문
이명박 시장 ‘황제 테니스’ 논란 - YTN 기동취재부 김승재 기자
이해찬 총리 골프파문 - 부산일보 손영신, 전창훈 기자
기획보도신문통신부문
논문, 고도성장의 그늘 - 중앙일보 특별취재팀 허귀식, 천인성, 박수련, 변선구, 임미진 기자
기획보도방송부문
KBS스페셜 ‘외환은행 매각의 비밀’ - KBS 탐사보도팀 최문호, 이영섭, 이경구, 윤희진 기자
지역기획방송부문
특집 HD다큐 “길” 2부작 - 광주MBC 보도국 김낙곤, 박재욱 기자
4월

■ 취재보도부문
△ 수협 학교급식 및 군납 관련 보도(한겨레 24시팀 전종휘, 임인택 기자)
△ 불량 방독면 41만개, 정부가 은폐
(KBS 탐사보도팀 임장원·한승복 기자, 영상취재팀 윤기현·오범석 기자)
■ 기획보도 신문통신부문
△ 불법 다단계 제이유 네트워크 추적 보도(내일신문 기획특집팀 김은광 기자)
■ 지역기획보도 신문통신부문
△ 부·울·경 후원금 네트워크
(부산일보 탐사도보팀 김진수·이병철·임태섭·오금아·강태봉·김길수 기자)
■ 지역기획보도 방송부문
△ 장애아 내쫓는 장애아 보육지원
(PSB 부산방송 보도정보팀 표중규·최진혁 기자)
5월
■ 취재보도부문
△ 70억짜리 복원문화재가 관사?(KBS 사회팀 강민수 기자)
△ 지충호 사건, 정확하고 치밀한 보도
(한겨레 국내 24시팀 김영환·전진식, 법조팀 고나무 기자)
■ 기획보도 신문통신부문
△ 19개 대학 예·결산 대해부(경향신문 사회부 조현철 기자)
■ 지역취재보도부문
△ 무릎꿇은 교권(CJB청주방송 보도국 조용광·송신의 기자)
■ 지역기획보도 신문·통신부문
△ 3선 시장·군수 재산, 11년간 어떻게 변했나
(강원일보 탐사보도팀 유병욱·최영재·이창환 기자)
△ 가정의달 기획(뉴아웃사이더)
(대구일보 사회종합팀 유선태·황재경·노인호·최용식·임보연 기자)
■ 전문보도부문
△ 잉어의 꿈(사진) - (동아일보 사진부 박영대 기자)
6월
■ 취재보도부문
△ 미국 요구에 건강보험 희생 우려 등(한겨레 사회정책팀 이창곤 차장)
■ 기획보도 신문통신부문
△ 노근리, 진상규명을 위한 탐사보도(경향신문 사회부 김유진·이고은·이호준 기자)
■ 지역취재보도부문
△ 초등학교 여교사 학생체벌 말썽(연합뉴스 전북 홍인철 기자)
△ 고교민주화운동 퇴학생들, 15년만의 명예회복(경남도민일보 시민사회부 김성찬 기자)
△ 명성왕후 '임오군란 피난일기' 발견 최초 보도(충청투데이 사회부 전진식 기자)
■ 지역기획보도 신문·통신부문
△ 5분이 목숨을 살린다 - 부산응급의료시스템 대해부
(국제신문 기획탐사팀 박창희 팀장·이경식·김선호 기자,사회1부 이노성,사진부 박수현 기자)
■ 지역기획보도 방송부문
△ <6.15 특집 발굴 기획> 국회 간첩단 사건의 진실과 코펜하겐의 홀로 아리랑
(광주MBC 보도국 이재원·정용욱·강성우 기자)
■ 영자신문부문
△ 용산외국인학교 운영자 선정으로 포린커뮤니티 갈등(코리아타임스 정치부 윤원섭 기자)
+
■ 사진보도부문
△ 해동청 보라매 국내번식 첫 확인(문화일보 김연수 사진부장)
7월
■ 취재보도부문
△ 김병준 교육부총리 논문 표절 의혹 및 BK21 연구실적 중복기재 단독 보도
(국민일보 사회부 하윤해, 우성규 기자)
△ 한나라당 경기도당 '수해 골프'(경인일보 정치부 정의종 기자, 사진부 김종택 기자)
△ '미군기지 4곳 추가인수 숨겼다' 등 한·미 반환기지 환경협상관련 단독보도 4건
(한겨레 사회정책팀 김정수 차장, 24시팀 유신재 기자)
■ 기획보도 신문통신부문
△ 유기농 대해부
(매일경제 유통경제부 채경옥·김지영 차장, 김지미·심시보·이호승·정승환 기자)
■ 기획보도 방송부문
△ 법은 평등한가?(KBS 탐사보도팀 최경영·성재호 기자, 영상취재팀 이중우·오범석 기자)
■ 지역기획보도 신문·통신부문
△ 구멍뚫린 팔당댐 국유지 관리: 30여년간 방치된 국가 땅
(경기일보 탐사보도팀 전상천·이명관 기자, 제2사회부 강영호 기자, 사진부 김시범 기자)
■ 지역기획보도 방송부문
△ HD특별기획 2부작 '섬'(부제: 긴급진단 "초고층 주택")
(부산MBC 보도제작부 조수완·사회부 박상규·영상취재부 이윤성·김효섭 기자)
8월
■ 취재보도부문
△ 불 못 끄는 소화기(SBS 전국부 하대석 기자)
△ '바다이야기' 사건 특종보도(5건)
(경향신문 정치부 김종목, 경제부 정유진, 산업부 최우규, 문화부 김중식, 사회부 이호준·임지선 기자)
△ 아시아나 항공기 사고 원인 추적 보도(한겨레 국내 24시팀 김규원·이재명·임인택 기자)
■ 기획보도 신문통신부문
△ 도박공화국 집중추적 보도(한겨레 국내 24시팀 양상우 팀장·이형섭·유신재·임인택·전진식 기자)
■ 기획보도 방송부문
△ 분유에서 금속성 이물질 검출 등 3편(9시 뉴스), '생애 첫 음식, 분유에 관한 보고서'(KBS 스페셜)
(KBS 탐사보도팀 김명섭 기자, 영상취재팀 윤기현·홍병국 기자)
■ 지역취재보도부문
△ 부실 총판 어패류 종묘 방류사업(KBS강릉 보도부 권혁일 기자·김용모 기자)
■ 지역기획보도 신문·통신부문
△ '도심속 외딴섬' 영구임대아파트 심층 취재·보도(충청투데이 사회부 전진식·사진부 전우용 기자)
■ 지역기획보도 방송부문
△ 연속기획 "접도지역 이대로 좋은가?"(JTV전주방송 보도국 이승환·이동녕 기자)
9월
■ 취재보도부문
△이용훈 대법원장 발언 및 공판중심주의 논란(한국일보 사회부 최영윤·김지성·박상진 기자)
△현장추적 ‘위험천만 수입타이어’(KBS 8시 뉴스 기획보도 파트 이석재 기자)
■ 기획보도 신문통신부문
△2006년, 대한민국 공기업(중앙일보 탐사기획부문 강민석·김은하·강승민 기자)
■ 지역취재보도부문
△중국산 쌀 국산둔갑 현장 밀착취재(무등일보 사회부 양기생 차장·유지호·선정태·사진부 임정옥 기자)
■ 지역기획보도 신문·통신 부문
△부산 일자리 대해부(국제신문 기획탐사팀 성현철·이노성·권혁범 기자)
■ 지역기획보도 방송부문
△광양만권 생태도시를 꿈꾼다 1,2부[KBS순천(광주) 방송부 정병준·서재덕 기자)]
△산호의 경고 - 바다숲이 사라진다(제주MBC 기획보도부 오승철·영상취재부 강흥주 기자)
■ 전문보도부문
△주한 미국대사 부인 출입국관리법 위반(영자)(코리아타임스 정치부 박성우·윤원섭 기자)
10월
■ 취재보도부문
△ '마시멜로 이야기' 파문 및 대리번역 실태 추적보도(KBS 문화복지팀 유원중·이철호, 영상취재팀 정명구 기자)
■ 기획보도 신문통신부문
△ 한일전문가 수해현장 입체진단(한겨레 지역편집장석 오윤주·국내편집장석 김기성·임인택·사진편집장석 이종근 기자)
△ 탐사보도 '정부 싱크탱크 대해부'(세계일보 특별기획취재팀 채희창 팀장·김형구·우한울·나기천 기자)
■ 기획보도 방송부문
△ 평당 천 8백만원, 고분양가의 진실은?(SBS 보도제작2부 김용철 차장대우· 윤창현 기자)
■ 지역취재보도부문
△ "80억으로 껍데기만 사" 해경의 이상한 해상구조기 구매(춘천CBS 보도국 박 현·김중호 기자)
■ 지역기획보도 신문·통신부문
△ '이름뿐인' 사회복지법인 상록원 - 현직 대통령 등 정치권 인사 등기이사로 활동(경기일보 탐사보도팀 전상천·이명관·제2사회부 강인묵·염계택·이정탁·우승오·사진부 김시범 기자)
■ 지역기획보도 방송부문
△ 안동 월영교, 명물이 애물단지로(안동MBC 보도부 정동원·임유주 기자)
11월
■ 취재보도부문
△ 공정위 조사직원, 현대차로부터 금품수수 단독보도(KBS 경제과학팀 박중석 기자·영상취재팀 조영천 기자)
△ 5.16이 혁명? 뉴라이트 교과서 입수 및 분석(CBS 사회부 육덕수 기자)
△ 제이유그룹 정관계 로비의혹 및 로비리스트 특종보도, 9개월 탐사보도(시사저널 취재부 정희상 전문기자, 사회팀 신호철 기자)
■ 기획보도 신문통신부문
△ 대입 논술, 신화 그리고 진실은(1부 상·중·하)(중앙일보 정책사회부 양영유 차장·강홍준·김은하·박수련 기자)
■ 기획보도 방송부문
△ 시사기획<쌈>, "파워엘리트 그들의 병역을 말하다"(KBS 탐사보도팀 이경희·임장원·한승복, 영상취재팀 윤기현·이중우·오범석·홍병국 기자)
△ 시사기획<쌈>, 제1편 '한미 FTA 정부는 진실을 말하고 있는가"(KBS 시사보도팀 박종훈·영상취재팀 이상훈 기자)
■ 지역취재보도부문
△ 경북도, 시외버스업체에 수백억대 '묻지마 퍼붓기'(매일신문 사회2부 최정암 차장·정욱진 기자)
△ 56년전 인천지역 민간인 학살의 진실을 찾아(경인일보 인천본사 사회부 김종호 부국장, 사진부 임순석 차장, 인천본사 사회부 임성훈·송병원 차장·김장훈·정경부 목동훈·김창훈 기자)
■ 지역기획보도 신문·통신부문
△ 냉전의 흉터, 철책선 걷어내자(경인일보 사회부 왕정식·김도현 기자, 지역사회부 박현수·이종태·김요섭·사진부 한영호 기자)
■ 지역기획보도 방송부문
△ 여수MBC HD 특별기획 다큐멘터리 '바다미생물'(여수MBC 보도국 박민주·이복현 기자)
12월
■ 취재보도부문
△ 평택 ‘美 기지이전’ 5년 연기될 듯 (연합뉴스 전국부 김광호, 이우성 기자)
△ 이필상 고려대 총장 논문 표절 의혹 단독보도 (국민일보 하윤해, 백민정, 김원철 기자)
△ 정치인.사정 권력기관 유착비리 ‘김흥주 게이트’ 탐사 추적보도(조선일보 사회부 이진동, 김진 기자, 경제부 정철환 기자)
■ 기획보도 신문통신부문
△ 진보개혁의 위기-길 잃은 한국 (경향신문 문화부 손제민 기자외 17명)
△ 김기태 기자 ‘달동네에서 한달’ 시리즈 (한겨레신문 국내뉴스 24시팀 김기태 기자)
△ 탐사기획 ‘주민등록에서 사라진 사람들’ (세계일보 특별기획취재팀 채희창, 김형구, 우한울, 나기천 기자)
■ 지역취재보도부문
△ 송유관, 그들만의 몫인가?(경인일보 인천본사 사회부 송병원 기자, 정경부 김창훈 기자)
△ 복마전 선문화타운 (부산일보 사회부 이상민, 박진국, 이현정 기자)
△ SK뷰아파트 불법매립 추적보도 (JTV전주방송 정윤성, 정희도 기자)
■ 지역기획 신문통신부문
△ 해양경제 규모를 두 배로 (국제신문 편집국 조진만 기자)
■ 지역기획 방송부문
△ 특별기획, 현장기록 - 사라지는 역사, ‘터’ (KBS순천 보도국 지창환, 김종윤, 이인수 기자)
△ 송년특집 “하천은 숨쉬고 싶다” (대구MBC 보도국 심병철, 장성태 기자)
■ 전문보도부문
△ 노대통령 민주평통 격정발언과 그 후(연합뉴스 사진부 박창기 기자)
△ ‘열정+헌신’ 사진으로 보는 태극전사들의 몸 (동아일보 사진부 강병기, 스포츠레저부 이헌재 기자)

#### 2007년
1월
△ 취재보도부문
․ 롯데월드 건물 안전 심각한 위험 - YTN 사회1부 장민수, 유충섭, 김재형, 권준기 기자
․ 대법원장 세무신고 누락 및 계약서 파기 - SBS 사회부 법조팀 허윤석, 김정인, 김수형 기자
․ 납북어부 최욱일씨 31년 만의 탈북 단독보도 - 조선일보 전국뉴스부 안준호 기자
․ 대한민국 미술대전 및 미술계 비리의혹 추적보도 - KBS 문화복지팀 김건우, 이철호 기자, 영상편집제작팀 이석래, 이호 기자
△ 기획보도 신문통신부문
․ 법따로 현실따로 시리즈 - 서울신문 기획탐사부 이창구, 강혜승, 유지혜, 박지윤 기자
․ 공적개발원조(ODA) 시리즈 ‘일어선 한국, 돌려줄 차례다’ - 경향신문 국제부 조찬제 차장, 유신모, 임영주, 전병역 기자
△ 기획보도 방송부문
․ 시사기획 ‘쌈’ 김앤장을 말한다 1, 2편 - KBS 탐사보도팀 최문호, 이영섭, 이중우, 오범석 기자
△ 지역취재보도부문
․ 뉴코아 아울렛 “암구호 방송은 거짓말” - 인천일보 사회부 이승호 기자
△ 지역기획보도 신문통신부문
․ 신음하는 주거복지 - 부산일보 사회부 박진국, 김종열, 김경희, 이현정, 이대성 기자
2월
△ 취재보도부문
- 검찰, 거짓증언 강요 녹취록 파문 - KBS 사회팀 강민수, 이효용 기자

△ 기획보도 신문통신부문
- 한국 대외협상력 리포트 - 세계일보 특별기획취재2팀 주춘렬 팀장, 김귀수, 박은주, 김창덕 기자

△ 기획보도 방송부문
- 뉴스추적 413회 ‘전직교수 김명호, 그는 왜 法을 쐈나? - SBS 보도제작2부 김용철 차장대우, 윤창현 기자

△ 지역취재보도부문
- 바다도 종자전쟁 초비상 및 후속보도 - 국제신문 해양수산팀 이노성 기자

△ 전문보도 사진부문
- ‘로드킬’ 견공들의 항의 - 매일신문 사진부 박노익 부장대우
3월
제199회 이달의 기자상 수상작

◇취재보도부문
△"주둔비 부족하다"는 주한미군, 금융권에 8000억 예치운용
잠자는 한국 방위비분담금...날린 이자만 1000억
동아일보 신동아팀 황일도 기자
◇기획보도 신문통신부문
△ 2008학년도 대학입시안 심층분석 및 검증
경향신문 사회부 최민영· 선근형· 이호준 기자
◇기획보도 방송부문
△ 유통 ‘공룡’의 그늘, 대형마트 불공정 횡포와 조직적 은폐 연속 기획보도
KBS 경제과학팀 박중석· 김정환· 영상취재팀 김철호· 이상돈 기자
◇지역취재보도부문
△ 부산시교육청 주요 대학 진학률 발표 엉터리
부산일보 탐사보도팀 이병철· 임태섭· 사회부 김종균 기자
△ 고성지역 아파트 금품 로비 사건 특종보도
GTB강원민방 보도국 이이표· 조현식· 김도환· 이재민· 이광수 기자
4월
■ 취재보도부문
△ 김승연 한화그룹 회장 보복폭행 보도
연합뉴스 사회부 사건팀
■ 기획보도 신문통신부문
△ ‘E-권력’ 포털 대해부
서울신문 기획탐사부 이창구 기자
■ 기획보도 방송부문
△ 80조 보험시장 유혹의 덫
KBS 시사보도팀 박종훈· 신동곤 기자
■ 지역취재보도부문
△ 부산교도소에 갇힌 수감자들의 인권
국제신문 사회1부 조미령· 안진우 기자
■ 지역기획보도 방송부문
△ 창사48주년 특집4부작 “삶, 죽음, 그리고 사망이후보고서”
부산MBC 사회부 조수완 기자· 영상취재부 장기홍 차장
■ 전문보도부문
△ “반 FTA” 분신(사진)
한겨레 사진부 이종근 기자
5월
■ 취재보도부문
△ 공공기관 감사 21명 혁신 세미나 하러 남미 이과수폭포 간다
중앙일보 경제부 정경민· 김준현· 박혜민· 윤창희 기자
■ 기획보도 방송부문
△ 공무원 해외연수 실태 보고 : 그들은 지금?
KBS 시사보도팀 이충형· 영상편집제작팀 이 호 기자
■ 지역취재보도부문
△ 난개발 부추기는 개발행위허가제 - 동탄2 신도시예정지 난개발 고발 등
경인일보 지역사회부 김진태 차장· 송명훈 · 사회부 조영상·사진부 임열수 기자
△ ‘형님’이 접수한 자치단체
전북CBS 보도국 이균형 차장
■ 지역기획보도 신문․통신부문
△ 恨 많은 음지인생, 기지촌 할머니들의 고단한 삶
경인일보 사회부 왕정식 차장, 지역사회부 최재훈· 최해민 기자
6월
■ 취재보도부문
△ 한겨레 경제부 안선희· 정혁준 기자
「‘대부업 무이자 광고 천국 ··· 정부는 뒷짐’등 대부업체 문제 집중보도 및 후속보도」
△ 국민일보 사회부 사건팀 남도영· 지호일· 이경선· 우성규· 노용택· 백민정· 김원철 기자
「‘이명박 부인 2곳 위장전입’과 ‘이명박씨 부인 주소 이전 15곳 현장점검’」
■ 기획보도 신문통신부문
△ 경향신문 정치부 김종목· 손제민· 장관순 기자「민주화 20년, 지식인의 죽음」
■ 지역취재보도부문
△ 부산일보 사회부 이현우· 이현정 기자「귀신 곡할 현금인출 사건」
■ 지역기획보도 신문․통신부문
△ 한라일보 정치부 강시영 차장, 사진부 강경민 기자
「‘제주를 세계자연유산으로’ 3년의 기록」
■ 지역기획보도 방송부문
△ KBS창원 보도팀 안양봉 · 조현석 기자「“어찌할거나! 벼랑 끝 황혼자살”」
■ 사진보도부문
△ 연합뉴스 사진부 서명곤 기자「캄보디아 항공기 추락 사고」
7월
■ 취재보도부문
△ 연합뉴스 문화부 정천기 차장, 사회부 임화섭·임은진 기자, 연합뉴스광주전남 형민우 기자
「신정아씨 학력위조 사건 보도」
△ MBC 사건팀 김재영· 조승원 기자 「서울시 공무원 불법 부동산 특강」
■ 지역취재보도부문
△ 경인일보 지역사회부 오용화 부장· 송명훈 기자, 사회부 조영상· 추성남 기자
「수 년만에 행려환자 가족을 찾은 기막힌 사연 단독 보도 및 부실한 행려환자 관리 실태 고발」
■ 지역기획보도 신문․통신부문
△ 경인일보 경제부 윤인수 부장· 김성규 차장· 이윤희· 김무세 기자
「우리나라 지적제도 전반에 대한 문제점 지적과 이에 대한 대안 제시(지적 원점 독립 캠페인 : 지적이 국력이다)」
■ 지역기획보도 방송부문
△ 울산MBC 보도제작부 박치현 부장· 카메라취재부 오석규 부국장 「특별기획 다큐멘터리 압록강 3부작」
△ 부산MBC 사회부 박상규· 민성빈 기자, 영상취재부 김홍식· 김효섭 기자
「‘석면쇼크: 암 발병률 11배’」
■ 사진보도부문
△ 연합뉴스 사진부 최재구 기자 「정형근 의원 계란세례」
8월

■ 취재보도부문
△ 조선일보 사회부 이진동 차장대우, 박란희· 장상진· 김 진· 김경은· 김우성 기자
「신정아씨 권력비호 의혹 추적 보도」
△ 동아일보 정치부 조수진 기자
「수뢰구속 정상곤 국세청 국장 - H 건설사 사주, 정윤재 전 비서관이 만남 주선 의혹」
■ 기획보도 신문통신부문
△ 세계일보 특별기획취재팀 김동진· 우한울· 박은주· 백소용 기자
「신약 임상시험의 숨겨진 진실」
■ 기획보도 방송부문
△ KBS 시사보도팀 정재용 기자
「시사기획 쌈 “죄송합니다 운동부입니다 Ⅰ,Ⅱ”」
■ 지역기획보도 방송부문
△ KBS순천(광주) 방송부 임병수· 서재덕 기자
「여수참사, 200일의 기록」
9월
■ 기획보도 신문통신부문
△ 세계일보 경제팀 주춘렬 차장대우·김용출· 우상규 기자
「탐사보도 ‘정보공개 10년 대해부’」
■ 기획보도 방송부문
△ KBS 탐사보도팀 최문호·이영섭·김덕원, 영상취재팀 조현관· 김대원 기자
「IMF 10년 특집기획 ‘최초공개 부실채권 국제매각의 진실’」
■ 지역취재보도부문
△ YTN 사회2부 김범환· 김경록 차장대우
「욕정에 눈 먼 70대의 공포의 해상 연쇄살인」
■ 지역기획보도 신문․통신부문
△ 무등일보 사회부 윤한식· 차장, 정치부 강동준 차장, 사회부 유지호· 구용희· 선정태· 사진부 임정옥 기자
「더워지는 한반도, 기상재앙 대비하자」
■ 지역기획보도 방송부문
△ 대구MBC 보도국 심병철· 마승락 차장대우 「대구MBC 창사 44주년 특별기획 <흙> 2부작」
■ 사진보도부문
△ 연합뉴스 제주 김호천 기자 「흙탕물에 빠진 차 버리고 탈출」
10월
■ 취재보도부문
△ 한겨레 사회부문 이 완· 노현웅 기자
「연세대 총장 부인 편입학 청탁 금품수수 의혹 보도」
△ CBS 사회부 권혁주· 이완복 차장, 부산CBS 박상희 기자
「“전군표 국세청장에게 6천만원 줬다“ 진술 파문」
■ 기획보도 신문통신부문
△ 한겨레 사회정책팀 양상우 팀장· 정세라· 황보연 기자
「차별없는 노동, 차별없는 사회」
△ 세계일보 특별기획취재팀 채희창 팀장· 김동진· 박은주· 유덕영· 김창길 기자
「탐사기획 ‘영혼이 흔들리는 아이들’」
■ 지역기획 방송부문
△ 포항MBC 보도부 장성훈 기자
「쇳가루 35년 진실은?(1부), 못 믿을 환경영향조사(2부)」
■ 사진보도부문
△ 뉴시스 사진영상국 권주훈 위원
「막힌 입」
11월
■ 기획보도 신문부문
△ 경향신문 국제부 김정선· 박지희· 최희진· 김유진 기자
「사회적 기업이 희망이다」
■ 기획보도 방송부문
△ SBS 보도제작2부 윤창현· 하대석 기자
「뉴스추적 443회 ‘부서지는 인공뼈, 그 실체는?’」
△ KBS 탐사보도팀 최경영· 김민철· 이병도, 영상취재팀 고성준· 김대원 기자
「대선후보 정치후원금 분석 연속보도 및 시사기획 쌈 ‘대선후보를 말하다 無信不立’」
■ 지역취재보도부문
△ 부산일보 사회부 이현정 기자
「이기대 동생말, 석면을 걷어내자」
△ 대전일보 경제부 김형석·노형일, 사회부 송충원, 정치부 한종구 기자
「‘죽음의 공장’ 한국타이어 근로자 연쇄사망 보도」
■ 지역기획보도 신문․통신부문
△ 전북도민일보 문화교육부 한성천 부장, 제2사회부 방선동 부장, 사진부 신상기 차장, 문화교육부 김효정· 편집부 최영주 기자
「부안유천도요, 상감청자 중흥 다시 연다(4부작)」
■ 지역기획보도 방송부문
△ 광주CBS 보도제작국 조기선 차장, 이승훈 기자
「슬럼화의 수렁에 빠진 영구임대아파트, 대책마련이 시급하다.」
△ 부산MBC 보도국 조재형· 김효섭 기자
「‘엉터리 공항 소음대책사업’」
■ 사진보도부문
△ 영남일보 사진팀 박진관 차장대우
「비운(悲運)의 괭이갈매기」
△ 헤럴드경제 사진부 안 훈 기자
「이명박 대선 후보, 이회창 전 총재 자택 전격방문」
12월
■ 취재보도부문
△ KBS 경제과학팀 이은정· 영상취재팀 이중우 기자
「수능 물리 2 ‘오답’ 놀란 및 정답 수정 관련보도」
■ 기획보도 신문통신부문
△ 경향신문 특별취재팀 김종목, 강병한, 김보미, 오동근, 유정인, 유희진 기자
「 대선 긴급제안 - 88만원 세대를 구출하라」
■ 지역취재보도부문
△ KBS대전 보도팀 이용순· 최선중· 홍정표· 이정은· 박지은· 심각현· 김태석· 황정환 기자
「사상 최악의 대재앙 10여 시간만에 상륙」
■ 지역기획보도 신문․통신부문
△ 부산일보 인물독자팀 백현충 차장
「접속 지구촌 e-메일 인터뷰」
△ 경인일보 사회부(인천) 정진오 기자 등 15명
「인천인물 100인」
■ 사진보도부문
△ 대전일보 사진부 장길문· 신호철· 빈운용 기자
「‘검은 재앙’ 서해안 기름유출 사고」

#### 2008년
1월
■ 취재보도 부문
△ 경향신문 이재국, 최재영 차장, 김광호 기자
「인수위, 언론사 간부 성향조사 등」
△ KBS 보도본부 최서희, 노윤정, 황현택, 김덕원, 김민철 기자
「에버랜드, 삼성家 미술품 비밀 창고 의혹 보도 등 삼성특검 관련 연속 단독 보도」
■ 기획보도 신문.통신 부문
△ 이데일리 박동석 부장, 문영재, 하수정 기자
「공무원연금 깨야 산다」
△ 세계일보 특별기획취재팀 채희창 팀장, 김동진, 박은주, 유덕영, 이종덕 기자
「탐사보도 ‘2008 反도핑 리포트’」
■ 지역취재보도부문
△ KBS 부산방송총국 박영하, 한석규 기자
「못 믿을 한우 등급 판정서」
△ 충청투데이 사회부 유효상, 한남희, 이성우, 전홍표, 이미선 기자
「‘허베이스피리트 유조선 정박위치 안 지켰다 최초 보도」
■ 사진보도부문
△ 한국일보 사진부 왕태석 기자
「“생계막막” 태안 주민 집회중 분신」
■ 영자보도부문
△ 코리아타임스 정치부 윤원섭, 사회부 강신후 기자
「Envoys Criticize Teaching-Visa Rule」
2월
■ 취재보도 부문
△ CBS 정치부 윤석제 차장, 김정훈, 안성용, 장윤미 기자
「이명박 초대내각 재산 검증」
△ KBS 탐사보도팀 김용진, 김태형, 최경영, 성재호, 박중석, 이병도, 정수영, 고성준, 조현관, 김대원 기자
「새정부 고위공직자 검증 연속 보도」
■ 기획보도 신문부문
△ 경향신문 사회부 최민영, 김준일, 임지선, 정환보 기자, 전국부 한 대광, 백승목, 배명재, 권기정, 박용근, 윤희일, 유성보 기자
「등록금 1,000만원 시대」
■ 기획보도 방송부문
△ KBS 시사보도팀 정재용, 김준우 기자
「2008 스포츠와 성폭력에 대한 인권 보고서」
■ 지역취재보도부문
△ 광주MBC 보도국 박용필, 이정현 기자
「시각장애인 음성유도기 성능 결함 탐사보도」
△ 경인일보 편집국 김종호 부국장, 정치부 정의종, 송병원, 목동훈, 김명래, 사회부 정진오 기자
「인수위원회 장어 향응 파문」
■ 지역기획보도 방송부문
△ 제주MBC 기획보도부 오승철 기자, 영상취재부 강흥주 기자
「미래의 자원, 해조(海藻)」
△ KNN 보도정보팀 차주혁, 전재현 기자
「긴급진단, 세금먹는 교통시설물」
3월
■ 취재보도 부문
△ 내일신문 행정팀 전호성 기자
「국가무선 통합망(TRS 사업) 문제점 보도」
△ SBS 사회2부 조성현, 한정원, 김형주, 이한석, 최우철, 정경윤 기자
「‘잔혹한 납치시도’외 2건」
■ 기획보도 신문부문
△ 조선일보 인터넷뉴스부 박종인, 이학준 기자
「천국의 국경을 넘다」
■ 지역취재보도부문
△ 경인일보 정치부 전상천, 양은선 기자
「“도청과 통화하면 녹취당한다”」
■ 지역기획보도 방송부문
△ 대전CBS 보도제작국 신석우, 정세영 기자
「그들도 우리이웃...철거민」
4월
■ 취재보도 부문
△ 한겨레신문 24시팀 최현준, 하어영, 길윤형 기자
「박미석 청와대 수석, 자경확인서 조작 제출」
■ 기획보도 신문부문
△ 국민일보 사회부 이도경, 김아진 기자
「무용계의 말도 안되는 논문들」
△ 중앙일보 중앙SUNDAY 특별취재팀 나현철, 강주안, 고성표, 이종찬, 선승혜, 이현택, 정선언 기자
「외교한다고 南美 간 의원들 ‘마추픽추’ 관광은 필수 코스」
■ 기획보도 방송부문
△ KBS 시사보도팀 나신하 기자, 영상편집제작팀 신동곤 기자
「시사기획 쌈 ‘교회, 정치에 길을 묻다’」
■ 지역취재보도부문
△ 부산MBC 보도국 박상규, 조영익, 김효섭 기자
「‘어청수 경찰청장 동생, 性賣買 호텔 운영’」
△ 부산일보 사회부 김백상 기자
「동아대 총장 비리 단독보도와 감사결과 보도」
■ 지역기획보도 방송부문
△ KBC 광주방송 보도국 천명범, 박도민 기자
「나비․곤충 세상을 깨우다」
■ 전문보도 부문
△ 뉴시스 사진영상국 이동훈 기자
「‘돈 공천 의혹’ 양정례, 뒷구멍 소환」
△ 연합뉴스 그래픽뉴스팀 전승엽, 김토일, 박영석 기자
「한국 최초 우주인 관련 그래픽뉴스 특집」
5월
■ 취재보도 부문
△ 문화일보 사회부 윤두현 기자
「교과부 간부들 모교에 ‘나랏돈 퍼주기’」
△ 경향신문 경제부 강진구, 오관철 기자
「한미쇠고기 협상 관련 보도」
■ 기획보도 신문부문
△ 서울신문 사회부 정은주 기자, 기획탐사부 오이석 기자
「태안 피해 보상 제대로 받자」
■ 지역취재보도부문
△ 삼척MBC 보도부 최재석, 김창조 기자
「잡석이 석탄으로 둔갑」
△ 대구일보 사회부 우성덕 기자
「대규모 못자리 피해 단독보도와 피해원인 추적」
■ 지역기획보도 신문부문
△ 매일신문 사회부 임상준, 최두성 기자
「다민족 다문화 시리즈」
6월
■ 취재보도 부문
△ 국민일보 쿠키미디어 방송팀 김지방 기자
「경찰, 여성 시위자 전투화로 밟아 파문 확산」
△ KBS 사회팀 우한울, 김상민 기자
「미쇠고기 도축장 특별점검 축소 발표 및 부실점검 실태 고발」
■ 기획보도 신문부문
△ 세계일보 특별기획취재팀 채희창, 이상혁, 김태훈, 양원보, 김창길 기자
「탐사기획 ‘정신장애인 인권 리포트’」
■ 지역취재보도부문
△ KNN 보도정보팀 박성훈, 정성욱 기자
「불법 판치는 의료생협」
■ 지역기획보도 신문부문
△ 충북일보 정치경제부 장인수, 인진연 기자
「세계 최고(最古) 소로시 볍씨 잊혀지나」
■ 지역기획보도 방송부문
△ KNN 보도정보팀 추종탁, 신동희 기자
「HD다큐멘터리 3부작 고인돌루트」
■ 전문 보도부문
△ 국민일보 사진부 구성찬 기자
「인간의 침략, 부서지는 백로들의 보금자리」
7월
■ 취재보도 부문
△ KBS 워싱턴지국 윤제춘, 이현주, 정인석, 성인현 기자
「美」, 독도 표기 변경 관련 연속 보도
■ 기획보도 신문·통신 부문
△ 서울경제신문 금융부 우승호, 김영필 기자
「‘묻지마 보험료’ 천국 기획시리즈」
■ 기획보도 방송부문
△ KBS 탐사보도팀 김용진, 김웅규, 김명섭, 최경영, 박중석, 김민철, 이병도, 정수영, 박석호 기자, 영상취재팀 조현관 기자
「MB 인사실태보고 연속 보도」
△ KBS 문화복지팀 유원중, 유광석, 김건우, 최영윤 기자, 영상취재팀 왕인흡 기자
「연속기획 ‘빛바랜 BK21'」
△ MBC 기획취재팀 김수정 기자
「‘두 얼굴의 변호사들’ 등 변호사 시리즈 연속기획 」
■ 지역 취재보도부문
△ KBS부산 보도팀 박영하, 권태일 기자
「장애아 거부하는 예술중학교」
8월

■ 취재보도 부문
△ 경향신문 미디어팀 김정섭 기자, 정치부 이고은 기자
「청와대 ‘KBS 사장 인선 비밀 대책회의’」
△ 중앙일보 대외협력팀 유권하 기자
「레나테 홍 할머니, 생이별 47년만에 평양에서 남편 홍옥근씨 극적 상봉」
△ 한겨레신문 24시팀 노현웅 기자, 문화부 김일주 기자
「군 대학교재·베스트셀러도 “불온서적”」
■ 기획보도 신문·통신 부문
△ 경향신문 문화부 손제민, 정치부 선근형, 사회부 이로사 기자
「정부수립 60년, 국가를 묻는다」
△ 국민일보 사회부 법조팀 송세영, 이제훈, 문수정, 강준구, 김경택 기자
「벌금 90만원의 비밀-정치인 재판결과 대해부」
■ 지역 기획보도 방송부문
△ 전북CBS 보도국 김용완, 이균형 기자
「AI 기획리포트 “잔인했던 봄, 그리고 앵무새의 경고”」
△ KNN 보도정보팀 박성훈, 성현숙 기자, 영상취재팀 박영준 기자
「낙동강 불법매립 탐사보도」
9월

■ 취재보도 부문
△ 동아일보 정치부 조수진 기자, 사회부 김기현 기자
「200억대 총수 돈 관리 대기업 직원, 몰래 사채로 운용」
■ 기획보도 신문·통신 부문
△ 경향신문 특별취재팀 정제혁, 장은교, 송윤경 기자(이상 사회부), 이호준 기자(정치부), 배명재, 김한태, 윤희일, 최인진, 최승현(이상 전국부)
「한국인 절반 이렇게 산다-비정규직 800만 시대」
■ 지역 취재보도 부문
△ 전주방송 특별취재팀 성지호, 이상윤, 이승환, 권대성, 하원호 기자
「전주시 유수율 제고사업 입찰의혹 집중 취재」
■ 지역 기획보도 신문·통신 부문
△ 무등일보 정치부 김종석, 유지호 기자, 사회부 강동준 기자, 경제부 양기생 기자, 사진부 윤재영 기자
「막오른 식량전쟁, 위기의 농업 대안 찾자」
■ 지역 기획보도 방송부문
△ 제주MBC 보도국 문홍종, 송원일 기자
「창사특집 HD다큐멘터리 “어메니티, 미래를 설계하라”」
10월
■ 취재보도 부문
△ 국민일보 정치부 노용택, 사회부 김원철, 박지훈 기자
「쌀 소득보전 직불금 불법 수령 사태」
△ 뉴시스 사회부 표주연, 이현주 기자
「공정택 교육감, 학원쪽에서 7억원 이상의 선거자금 빌려」
△ KBS 국제팀 정인성 특파원
「중국 유학생 실태 관련 연속보도」
■ 기획보도 신문·통신 부문
△ 국민일보 사회부 임 항, 정재호 기자, 탐사보도팀 최현수, 김남중, 우성규, 이도경 기자, 인물팀 유병석 기자
「특별기획 ‘기후변화 조용한 재앙’」
■ 지역 취재보도 부문
△ 경인일보 사회부 최해민, 갈태웅 기자, 경제부 문성호 기자, 사진부 임열수 기자
「혈세지원 하이브리드카, 중고차시장 매물로 직행」
■ 지역 기획보도 방송부문
△ 부산MBC 보도국 박상규 기자, 영상취재팀 박태규 기자
「솔깃한 유혹 ‘땡처리아파트’」
△ KBS순천 방송부 지창환, 유지향, 김종윤 기자
「여순사건 60년 특별기획, ‘잃어버린 기억’」
11월
■ 취재보도 부문
△ 동아일보 사회부 정원수, 윤희각, 전지성, 최우열 기자
「박연차 태광실업 회장 및 노건평씨 관련 의혹 등 ‘친노게이트 추적보도’」
△ 한겨레신문사 한겨레21부 이순혁 기자
「여군 군악대장 무죄 확정」
■ 기획보도 신문·통신 부문
△ 동아일보 정치부 신석호 기자, 사회부 이명건 기자, 국제부 이정은 기자
「무기수의 “진범조작” 사건 진실 추적」
■ 기획보도 방송 부문
△ KBS 시사보도팀 홍사훈 기자, 영상취재부 최연송 기자
「시사기획 쌈 ‘탄소의 덫’」
△ KBS 탐사보도팀 윤석구, 이진성 기자, 영상취재부 김대원 기자
「건설현장의 가려진 진실 ‘하루에 2명, 예고된 죽음’」
■ 지역 기획보도 신문.통신 부문
△ 광주일보 사회부 채희종 기자, 정치부 윤영기 기자, 사진부 나명주 기자, 경제부 최경호 기자, 편집부 김대성 기자, 사회1부 안현주 기자, 문화생활부 이은미 기자
「고마워요 당신의 땀방울」
■ 지역 기획보도 방송부문
△ 울산MBC 보도국 박치현 기자, 영상취재팀 김현중 기자
「특별기획 “한반도의 댐 보고서”」
△ 광주CBS 보도제작국 조기선, 김은태 기자
「위기의 친환경 농업, 인증제도 개혁이 시급하다」
12월
■ 취재보도 부문
△ 한겨레신문 교육팀 김소연 기자
「교과부 제작 영상물 4.19를 ‘데모’로 폄하」
■ 기획보도 신문·통신 부문
△ 세계일보 특별기획취재팀 염호상, 박성준, 조민중, 양원보 기자
「탐사기획 ‘헌법 30조를 아십니까’」
△ 서울신문 사회부 이경주, 장형우 기자
「노숙자와 함께 쓴 2008 노숙자 리포트」
■ 지역 취재보도 부문
△ 대구MBC 사회부 박재형, 방송본부 김경완, 윤종희 기자
「무너지는 버스 준공영제, 혈세 1700억 샌다」
△ KBS부산 보도팀 노준철, 권태일 기자
「교육청 2백억 엉터리 방송사업」
■ 지역 기획보도 방송 부문
△ KBS춘천 보도국 송승룡, 최중호 기자
「특별기획 - ‘검은 폐’를 가진 사람들」
△ 대전MBC 취재부 최기웅 기자, 카메라취재부 여상훈 기자
「특집다큐멘터리 2부작 ‘끝나지 않은 재앙’」
■ 전문보도 부문
△ 연합뉴스 사진부 김주성 기자
「무법(無法)의 전당」

#### 2009년
1월
■ 취재보도 부문
△ 헤럴드경제 라이프스타일부 이영란 기자
「한상률 국세청장 ‘그림로비’ 의혹」
■ 지역취재보도 부문
△ 대구MBC 특별취재팀 김환열, 이태우, 서성원, 조재한, 윤태호, 도성진, 권윤수, 박재형, 김은혜, 마승락, 장성태, 윤종희, 이동삼, 이승준 기자
「낙동강 1,4-다이옥산 검출 특종 및 연속보도」
△ 대전방송 보도국 노동현, 김건교, 강진원, 김세범, 이은석, 윤상훈, 성낙중 기자
「석면광산 폐질환 공포, 공식 확인」
■ 전문보도 부문
△ 코리아타임스 사회부 강신후 기자
「입양되는 한국아이들, 거짓말 하는 미군학교」
△ CBS 사진팀 한재호 기자
「불길에 휩싸인 철거민」
2월

■ 취재보도 부문
△ MBC 사회2부 법조팀 김연국, 박충희, 김재영, 강민구, 박영회, 이정은 기자
「촛불사건 몰아주기 배당 및 이메일 사태」

■ 지역취재보도 부문
△ 마산MBC 보도제작국 이상훈, 주상동 기자
「검사기관도 속이는 원산지 둔갑 시리즈」
△ 경남CBS 보도제작국 김효영, 송봉준, 이상현, 최호영 기자
「창녕 화왕산 참사 현장기록」

■ 전문보도 부문
△ 경남도민일보 사진부 김구연 기자
「화왕산 억새 태우기 참사현장 기록」
3월
■ 취재보도 부문
△ KBS 사회팀 이정민, 임종빈, 조세준, 서재희, 김기흥, 송명훈, 우한울 기자
「故 장자연 친필 문건 단독 입수 및 속보, 기획보도」
△ 한겨레신문 기획취재팀 권은중 기자, 여론미디어팀 이문영 기자, 정치부 황준범 기자, 24시팀 송경화 기자
「청와대 직원 성매매 혐의 입건 “기강 잡아라” 음주 자제령」

■ 기획보도 방송부문
△ SBS 보도제작국 최호원, 장세만, 배문산 기자
「뉴스추적 504회 ‘북에서 날아온 소송장’」
■ 지역 취재보도부문
△ 경인일보 지역사회부 박현수 기자
「경인운하로 인한 주변 농경지 염분 피해 우려 등」
△ 대구MBC 뉴스취재팀 박재형, 도성진 기자, 영상팀 이동삼 기자
「국립과학수사연구소 감정오류, 인권을 말한다」

■ 전문보도 부문
△ 한국일보 사진부 박서강 기자
「나뒹구는 추억, 버려진 문화재, 간이역」
4월
■ 취재보도 부문
△ 서울경제신문 경제부 우승호 기자
「모든 연체율, 약정이자 1.3배로 제한」
■ 기획보도 방송부문
△ KBS 탐사보도팀 김태형, 정수영, 정정훈, 신기호, 안정환, 강승혁 기자
「시사기획 쌈 ‘황금알 민자사업 1, 2부」
■ 지역 취재보도부문
△ 전남CBS 보도제작국 박형주 기자
「감시되지 않는 살인가스 COE」
■ 지역 기획보도 신문.통신 부문
△ 매일신문 사회1부 김재경 기자, 정치부 서상현 기자, 사진부 이채근 기자
「대구 도심재창조 시리즈」
■ 지역 기획보도 방송 부문
△ KBS순천 방송부 정길훈, 서재덕 기자
「한센병 백년 특집 다큐멘터리 <100年의 참회록>」
5월
■ 기획보도 신문부문
△ 국민일보 문화부 전정희 기자
「그림으로 보는 문화지리학 ‘공간+너머’」
■ 기획보도 방송부문
△ SBS 보도제작2부 김범주, 박세용 기자
「뉴스추적 <그들은 왜 죽어갔나, 보령 암마을의 비밀>」
■ 지역 취재보도부문
△ 안동MBC 보도제작국 홍석준 기자, 영상부 원종락 기자
「녹색 짓밟는 녹색에너지」
■ 지역 기획보도 신문 부문
△ 경인일보 지역사회부 이상헌, 이종태, 최재훈, 추성남 기자, 사회부 왕정식 기자
「철거냐 존치냐 기로에 선 대전차 방호벽」
6월
■ 기획보도 신문부문
△ 한겨레신문 사회부 권오성, 김민경 기자
「해부, 16개 광역자치단체장 업무추진비」
■ 지역 취재보도부문
△ GTB강원민방 보도국 조기현, 최백진 기자
「부도덕한 신부」
■ 지역 기획보도 신문 부문
△ 중도일보 편집국 맹창호, 금상진 기자
「특별기획, 임시정부 수립 90주년 승리의 길을 가다」
■ 전문보도부문
△ 경인일보 지역사회부 최재훈 기자
「주한미군의 효순.미선양 추모식」
7월
■ 취재보도부문
△ 한겨레신문 경제부분 김경락 기자, 사회부문 석진환 기자
「‘동아일보 사주, 주식 불공정거래 수사’ 등 연속 보도」
△ 한겨레신문 사회부 법조팀 김남일, 송경화 기자
「천성관 검찰총장 후보자 스폰서 의혹 단독보도 등」
△ CBS 정치부 안성용, 박지환 기자, 사회부 곽인숙, 강현석, 윤지나, 박종관 기자
「천성관 검찰총장 후보자 의혹 관련 연속 단독보도」
■ 기획보도 신문부문
△ 서울신문 사회부 김승훈, 박성국 기자
「중고차시장 대해부」
■ 지역 기획보도 신문 부문
△ 전남일보 정치부 지역팀 김만선, 한현묵, 김민경, 오해준 기자, 편집부 박재성 기자
「전남지역 대해부 ‘로컬와이드’」
■ 지역 기획보도 방송 부문
△ 울산MBC 보도부 홍상순 기자, 영상부 최창원 기자
「갈색도자기 옹기」
■ 전문보도부문
△ 국제신문 사진부 박수현 기자
「사투벌인 구조」
8월
■ 취재보도부문
△ 한국일보 정책사회부 진성훈 기자
「李 국방, 靑에 예산삭감 항의서한 파문 연속보도」
■ 기획보도 신문부문
△ 경향신문 산업부 정유미 기자, 문화1부 김종목 기자, 문화2부 백승찬 기자, 사회부 선근형 기자, 미디어팀 이호준 기자, 국제부 이청솔 기자
「‘한국, 소통합시다’ 기획시리즈 보도」
■ 기획보도 방송부문
△ SBS 보도제작국 유영수, 정영태 기자
「뉴스추적 ‘천재 바이올리니스트 유진박의 진실’」
■ 지역 취재보도부문
△ 경인일보 지역사회부 김진태 기자, 사회부 최해민 기자, 사진부 전두현 기자
「‘골프장 지으려 저수지 용도폐지했나’ 외」
△ KCTV제주방송 보도국 오유진, 현광훈 기자
「양배추 상여금 ‘돈잔치’」
■ 지역 기획보도 방송부문
△ 광주CBS 보도제작국 이승훈, 조기선 기자
「‘제2의 코시안’ 다문화가정 입양자녀 리포트」
9월
■ 취재보도부문
△ SBS 사회2부 사건팀 김수영, 하대석, 정유미, 최고운, 최우철, 이영주 기자
「어깨탈구 병역비리 수사 단독 보도 및 연속 기획」
■ 기획보도 신문부문
△ 경향신문 정치부 홍진수, 장관순, 송윤경 기자, 경제부 서의동 기자, 국제부 조찬제 기자, 문화부 김재중 기자, 사회부 이로사, 유희진 기자
「연중기획 ‘기로에 선 신자유주의’」
■ 기획보도 방송부문
△ KBS 탐사보도팀 윤석구, 금철영 기자, 영상취재국 강승혁 기자
「최초공개 외환위기 비밀문서 」
△ KBS 탐사보도팀 박진영 기자, 영상취재국 김태산 기자
「전자발찌 1년-내 아이는 안전한가?」
■ 지역 취재보도부문
△ 경인일보 사회부 송수은 기자
「‘학생들의 건강을 담보로 잡은 교육계」
△ 대구MBC 뉴스취재팀 서성원, 윤태호, 도성진, 박재형 기자, 영상팀 장우현, 한보욱, 이동삼, 이승준 기자
「신종플루 거점병원 내 최초감염 및 후속 보도」
■ 지역 기획보도 방송부문
△ 부산MBC 사회부 박상규 기자, 영상취재부 이윤성 기자
「창사 50주년 특별기획 ‘미세먼지의 비밀’」
10월
■ 취재보도부문
△ 한국일보 사회부 법조팀 박진석, 이영창, 김정우, 권지윤 기자
「효성 첩보보고서 단독입수 등 효성 축소수사 의혹 연속 특종 보도」
△ 한겨레신문 여론미디어팀 이문영 기자
「청와대 행정관 통신3사 기금 압박 보도」
■ 기획보도 신문부문
△ 서울신문 사회부 탐사보도팀 최용규, 김승훈 기자
「외국인 폭력조직 대해부」
■ 지역 취재보도부문
△ 대구MBC 뉴스취재팀 도성진 기자, 영상팀 윤종희 기자
「연고보다 돈, 그들만의 빛바랜 축제」
■ 지역 기획보도 방송부문
△ 부산MBC 보도제작팀 남휘력 기자, 영상취재팀 김홍식 기자
「부마민주항쟁 30주년특집 ‘우리는 애국가를 불렀다’」
■ 전문보도부문
△ 코리아타임스 사회부 강신후 기자
「‘세금 한 푼 안낸 토플 주관사’ 단독 및 연속보도」
11월
■ 취재보도부문
△ CBS 법조팀 이완복, 조근호, 조기호, 강현석 기자
「청와대 최고위층, 국세청 안 국장 사직서 종용 연속보도」
■ 기획보도 신문부문
△ 한국일보 사회부 문준모, 박민식 기자
「멋쩍은 북촌 한옥마을」
■ 기획보도 방송 부문
△ MBC 보도제작3부 김병헌, 백승우 기자
「어느 재벌가의 투자법」
■ 지역 취재보도부문
△ TJB대전방송 보도팀 노동현, 김경한 기자
「검거 실적 위해 없는 죄 만드는 경찰」
△ KBS전주 보도국 오중호, 신재복 기자
「여교사 집단 보험사기 사건의 재구성 2」
■ 지역 기획보도 방송부문
△ KBS부산 보도국 안종홍, 배병오, 한석규, 허선귀, 류석민 기자
「KBS특별기획 3부작 ‘나무’」
■ 전문보도부문
△ 국제신문 사진부 박수현 기자
「지금 부산 바다속에서는」
12월
■ 기획보도 신문 부문
△ 한겨레신문사 한겨레21 안수찬, 전종휘, 임인택, 임지선 기자
「노동 OTL 연재기획」
■ 기획보도 방송 부문
△ MBC 보도제작3부 김경호 기자
「누구를 위한 보금자리?」
■ 지역 취재보도부문
△ 대구MBC 뉴스취재팀 도성진 기자, 영상팀 윤종희 기자
「수 천 번 불법 매립, 은밀한 공생관계」
■ 지역 기획보도 방송부문
△ 부산MBC 보도국 조재형, 이두원, 윤파란, 박태규, 우현주 기자
「닻올린 낙동강 살리기 사업」

### 2010년대

#### 2010년
1월
■ 취재보도부문
△ 동아일보 사회부 신민기 기자
「SAT 문제유출 사건 단독 보도」
■ 경제보도부문
△ 경향신문 권순철 기자
「금감원은 KB에서 무엇을 뒤졌나」
■ 기획보도 신문통신부문
△ 세계일보 장영태, 박석규, 박찬준, 문준식, 박연직, 신진호, 김형구, 김준모, 김보은 기자
「多文化 한가족 시대」
■ 기획보도 방송부문
△ MBC 사회1부 백승규 기자
「1등급만 뽑은 연고대 입학사정관제」
■ 지역 기획보도 신문.통신부문
△ 부산일보 사회부 이병철, 김진성, 박세익 기자
「히얄리아 새 그림을 그리자-거버넌스와 공공저널리즘의 결합」
■ 지역 기획보도 방송부문
△ 대전MBC 방송본부 김지훈, 이교선, 고병권, 임소정, 김준영 기자
「특별기획 다큐뉴스 50부작 ‘하늘동네 이야기’」
2월
■ 취재보도부문
△ KBS 문화과학팀 최영윤 기자
「자율형 사립고 편법입학 연속보도」
■ 기획보도 신문.통신부문
△ 중앙일보 탐사기획팀 김시래, 진세근, 이승녕, 김준술, 고성표, 권근영 기자
「대학 등록금, 그 불편한 진실」
■ 기획보도 방송부문
△ MBC 보도제작3부 유충환 기자
「‘10원 전쟁’의 내막」
■ 지역 취재보도부문
△ 대전CBS 보도제작국 신석우, 정세영 기자
「학교폭력 이젠 바로잡자」
■ 지역 기획보도 신문.통신부문
△ 전북도민일보 기획특집부 하대성, 우기홍, 양준천, 권동원 기자
「로드다큐 <길>」
3월
■ 취재보도부문
△ YTN 정치부 김문경 기자
「해군 초계함 천안함 침몰 사건」
△ 동아일보 신동아팀 한상진 기자
「김우룡과 MBC, 8개월 전쟁」

■ 지역 취재보도부문
△ 경인일보 사회부 김혜민 기자
「게임중독 딸 굶겨 죽인 부모, PC방서 가상의 딸 키웠다」
△ 대구방송 정치경제부 박철희 기자, 사회부 서은진 기자, 영상취재팀 김태영 기자
「수은 돔배기 파동」

■ 전문보도부문
△ 코리아타임스 사회부 강신후 기자
「미 입학 사정관제 한국 편법에 뚫렸다」
4월
■ 취재보도부문
△ CBS 사회부 최선욱, 최인수, 박슬기 기자
「현직 군수, 국회의원에 2억원 전달하다 체포」
■ 기획보도 신문부문
△ 세계일보 특별기획취재팀 염호상, 안용성, 엄형준, 조민중 기자
「내부기관 장애인 실태 보고서」
△ 한겨레신문 한겨레21 안수찬, 임지선 기자
「탐사기획 ‘영구 빈곤 보고서’」
■ 기획보도 방송부문
△ KBS 탐사보도팀 김태형, 박중석, 김정환, 고성준, 장세권 기자
「학자와 논문 2부작」
■ 지역 취재보도부문
△ 부산일보 교육팀 강승아, 박태우 기자
「교사 단식 및 학교 급식비 지원 시스템 문제점 보도」
■ 지역 기획보도 신문부문
△ 경인일보 사회부 김대현, 최해민, 김혜민 기자, 정치부 김태성 기자
「대학 캠퍼스 경기도 러시, 약인가 독인가?」
■ 전문보도부문
△ 한겨레신문 사진부 김봉규 기자
「이명박 대통령과 김영남 북한최고인민위원회 위원장」
△ CBS 노컷뉴스 구용회, 윤창원 기자
「김태영 국방장관에 전달된 VIP 메모」
5월
■ 취재보도부문
△ 연합뉴스 국제뉴스3부 조성대, 박종국, 인교준, 홍제성 기자
「北 여객열차 단둥도착...특별열차인 듯」
△ KBS 국제팀 원종진 상하이특파원
「김정일 위원장 건강 이상 징후 단독 포착」
■ 기획보도 신문부문
△ 경향신문 사회부 최민영, 김기범 기자, 정치부 이주영 기자, 전국부 임아영 기자
「특별기획 ‘어디 사세요? - 주거의 사회학’」
■ 지역 취재보도부문
△ 제주MBC 보도팀 조인호 기자, 영상팀 강흥주 기자
「현명관 제주도지사 후보 동생 돈봉투 사건 특종 보도」
△ 광주일보 사회부 김호, 양수현 기자
「대학 시간강사 유서 남기고 자살」
6월
■ 취재보도부문
△ 경향신문 사회부 조현철, 송진식, 정환보, 황경상 기자
「국무총리실 민간인 불법사찰 진상규명과 배후세력 추적 보도」
△ 한국일보 사회부 고찬유, 허정헌, 이성기, 남상욱, 강지원, 김현우, 김혜영 기자
「‘제2조두순 (김수철) 사건 연속 특종 보도」
■ 경제보도부문
△ 이데일리 산업1부 전설리 기자, 금융부 좌동욱, 정영효 기자
「금호-비컨 이면계약 드러났다...시장기만 의혹」
■ 기획보도 방송부문
△ MBC 보도제작3부 김경호 기자
「이유있는 질식사」
△ CBS 사회부 김정남, 김효은, 이대희, 최인수 기자
「환경미화원 인권보고서 <쥐들과 함께 살고 화장실서 밥 먹는 그녀들>」
■ 지역 기획보도 신문부문
△ 국제신문 사회1부 배재한, 조민희, 정홍주 기자
「산복도로리포트; 부산원도심 재창조」
■ 지역 기획보도 방송부문
△ 광주MBC 보도제작국 김철원, 박재욱 기자
「영산강살리기 사업, 이대로 좋은가」
■ 전문보도 그래픽부문
△ 중앙일보 그래픽 차준홍, 장주영 기자
「한국전쟁 60주년 기획그래픽 ‘인천상륙작전’」
7월

■ 취재보도부문
△ 중앙일보 사회부 심서현 기자
「강용석 의원, 국회 대학생 토론대회 뒤풀이서 성희롱 발언 파문」
■ 경제보도부문
△ 매일경제신문 중소기업부 백순기, 노 현, 서진우, 이상덕, 강다영 기자
「헛도는 대·중소기업 상생…납품단가 부당인하」
■ 기획보도 신문통신부문
△ 국민일보 특집기획부 김호경, 권기석, 우성규 기자
「잊혀진 만행, 일본 전범기업을 추적한다」
■ 지역취재보도부문
△ 대전MBC 보도국 조형찬, 고병권, 임소정, 김 훈 기자
「태안 군용보트 전복사고 베일을 벗기다」
■ 지역 기획보도 신문통신부문
△ 울산신문 사회부 최재필, 윤수은 기자
「수질오염 사각 동천강 대해부」
8월
■ 취재보도부문
△ 경향신문 산업부 박재현 기자
「신재민, 17차례 부동산 매매」
△ 서울신문 사회부 강병철, 임주형, 정은주 기자
「비리 검사·판사 8명 복권 광복절특사 명단 숨겼다」
△ SBS 사회2부 이한석, 이종훈, 정형택 기자
「600년 전통 국새사기 사건」

■ 지역취재보도부문
△ 매일신문 사회1부 임상준 기자
「악취나는 대구 정화조 업계」

■ 지역 기획보도 신문통신부문
△ 부산일보 사회부 임태섭, 성화선 기자
「성범죄자 우범자, 우범지역 분석 보고서」

■ 전문보도부문
△ 연합뉴스 사진부 성연재 기자
「90도 허리굽힌 두 ‘왕의 남자들’」
9월
■ 취재보도부문
△ YTN 정치부 함형건 기자
「‘갈지자 주행’ 해군 최신예 고속함 문제 단독보도」
△ SBS 정치부 김지성 기자, 사회1부 김범주 기자
「<유명환 장관 딸 특채> 특종 보도」
■ 기획보도 신문통신부문
△ 한겨레신문사 한겨레21 임인택, 하어영 기자
「장애인 킨제이 보고서」
■ 지역취재보도부문
△ 뉴시스 광주전남본부 류형근 기자
「고교 축구 주말리그제 승부 조작 파문」
■ 지역 기획보도 신문통신부문
△ 한라일보 문화부 강시영 기자, 사진부 강경민 기자
「제주를 세계지질공원으로 / 6년의 기록」
■ 전문보도부문
△ 대전일보 사진부 장길문 기자 (사진부문)
「도심속 멸종위기종을 찾아서」
△ 코리아타임스 사회부 강신후 기자 (영자신문부문)
「‘횡령수단으로 쓰인 외국인학교’」
10월
■ 취재보도부문
△ SBS 사회2부 법조팀 우상욱, 손승욱, 김정인, 김요한, 정혜진, 한승환 기자
「그랜저 받고 수사 청탁 의혹」
△ 연합뉴스 사회부 한상용, 이지헌 기자
「공동모금회 잇단 비리...줄줄 샌 국민 성금」
■ 경제보도부문
△ 이데일리 금융부 이진우 기자
「편의점 현금영수증에서 수백억 혈세 줄줄 샌다」
△ 전자신문 IT서비스팀 김인순 기자
「중국, 이번에는 ‘한글공정’ 나서나」
■ 기획보도 신문통신부문
△ 경향신문사 경제부 서의동, 권재현, 김지환 기자, 정치부 전병역 기자
「고용난민시대 - 일자리 없나요?」
■ 지역취재보도부문
△ 부산CBS 보도제작국 강동수, 김혜경 기자
「‘해운대 백만 인파의 진실’ 연속보도」
△ 창원MBC 보도국 정영민, 장성욱 기자
「낙동강 폐기물 불법 매립 단독 기획보도」
■ 지역 기획보도 신문통신부문
△ 부산일보 사회부 임태섭, 김진성, 윤여진, 황석하, 성화선 기자
「신빈민촌 희망찾기 - 마을별 기초생활수급자 최초 분석」
■ 기획보도 방송부문
△ 대전MBC 보도국 이교선, 김 훈 기자
「백제 - 설화에 묻히다 등 3부작」
11월
■ 취재보도부문
△ MBC 보도제작2부 김재용 기자, 시사영상부 김태효 기자
「믿기지 않는 구타 사건」
△ 서울신문 사회부 김승훈, 강병철 기자
「총리실 공직윤리지원관실 점검1팀 원충연 전 사무관의 ‘포켓수첩’ 단독보도」
■ 경제보도부문
△ 이데일리 마켓뉴스부 신성우, 오상용, 박수익, 김재은 기자
「佛은행에 현대상선 1.2조 예금? 출처 관심」

■ 지역취재보도부문
△ GTB강원민방 보도국 조기현, 유세진 기자
「동해안 최북단어장 갯녹음 최초 보도」
△ 매일신문 경제부 임상준 기자, 사회1부 노경석 기자
「대구 도시고속도로 교통지옥 문제」

■ 전문보도부문
△ 한겨레신문 사진부 박종식 기자
「아스팔트에 꽂힌 1m짜리 포탄」
12월
■ 취재보도부문
△ KBS 보도국 사회2부 이철호, 최형원 기자
「건설현장 식당운영권 - 함바게이트 최초 및 연속보도」

■ 기획보도 신문부문
△ 조선일보 국제부 정병선 기자
「얼음 녹은 북극 ‘자원 新대륙’을 잡아라」

■ 기획보도 방송부문
△ KBS 탐사제작부 최서희, 유혁근 기자
「낮은 세상과 공감하다」

■ 지역 취재보도부문
△ 충청타임스 사회부 한인섭 기자
「‘도지사 독선·가짜학위 임명’ 개선시킨 동구권 음악학위 추적 보도」

■ 지역 기획보도 신문부문
△ 제민일보 교육체육부 장공남 기자
「제주의 또 다른 기억 유배문화, 그것의 산업적 가치」

■ 전문보도부문
△ 동아일보 사진부 박영철 기자
「서해 불법조업 중국어선 - 일렬로 묶은 채 단속저항」

#### 2011년
1월
■ 취재보도부문
△ 서울신문 사회부 김승훈, 강병철 기자
「‘민간인 사찰, 민정수석실 보고 확인’ 단독 보도」
△ SBS 사회2부 임찬종, 박상진, 김도균 기자
「강희락 前 청장 출국금지」
■ 기획보도 방송부문
△ SBS 보도제작부 김정윤 기자
「 충격실태 - 국가시험이 샌다」
■ 지역 취재보도부문
△ 경인일보 제2사회부 이재규 기자, 사회부 민정주 기자
「서울외곽순환고속도로 화재의 원인과 불법점유 집중보도」
■ 전문보도부문
△ 연합뉴스 광주전남취재본부 장덕종 기자
「5·18묘지 상석 밟는 안상수 대표」
2월
■ 취재보도부문
△ KBS 정치외교부 최문종, 송현정, 서지영 기자, 보도영상국 김태현 기자
「김정일 차남 김정철, 극비 싱가포르 외유 세계 최초 보도」
△ 한국일보 사회부 고찬유, 남상욱 기자
「만삭의 의사 부인 사망 사건 최초 및 연속 특종」
■ 기획보도 신문부문
△ 중앙일보 탐사기획부 진세근, 이승녕, 고성표, 권근영, 남형석 기자
「세금감시 잘해야 일류시민이다」
△ 아주경제 건설부동산부 김영배, 정수영, 권영은, 유희석, 박성대 기자
「국토대해부 - 과개발에 신음하는 한반도」
■ 지역 취재보도부문
△ 뉴시스광주 전국부 맹대환 기자
「광주지법 수석부장판사 법정관리 비위 파문」
■ 지역 기획보도 신문부문
△ 전남일보 사회부 김성수, 장우석 기자
「1100억 혈세 투입 광주시내버스 준공영제 긴급진단」
3월
■ 취재보도부문
△ SBS 정치부 권영인, 이한석 기자
「인도네시아 특사단 숙소 침입사건 보도」

■ 경제보도부문
△ 한겨레신문 경제부 정은주 기자
「‘한-EU FTA 번역 오류’ 연속보도」
△ SBS 경제부 권애리 기자
「기아차 카니발 에어백 허위광고·부당계약」
■ 지역 취재보도부문
△ TJB대전방송 보도팀 노동현, 이한주, 김세범, 신동환, 황윤성 기자
「집단폭행 사망 중학생 유가족 두 번 울린 경찰과 119」
■ 전문보도부문
△ 연합뉴스 하사헌, 배재만, 진성철 기자
「북한 주민 ‘50일 만에 송환’ 되던 날」
4월
■ 취재보도부문
△ 한겨레신문 한겨레21 하어영, 김기태 기자
「돈을 갖고 튀어라 - 영업정지 전날 밤 100명 VIP에 100억 몰래 빼준 부산저축은행」
△ 스포츠서울 연예부 남혜연, 박효실, 김상호 기자
「톱스타 서태지, 배우 이지아 이혼 소송 충격」

■ 기획보도 방송부문
△ MBC 보도제작2부 김재용 기자
「시사매거진 2580 ‘공포의 집합 1~2’ 편」

■ 지역 기획보도 신문.통신부문
△ 경인일보 사회부 박상일, 최해민 기자
「긴급진단 광교신도시 - 명품인가 졸품인가」

■ 전문보도부문
△ 뉴시스 사진부 허경 기자
「호기심 가득한 북한병사」
5월
■ 취재보도부문
△ CBS 보도국 이기범, 권민철, 김세훈 기자
「고엽제 매립 사건 연속 특종 보도」

■ 경제보도부문
△ 매일경제신문 유통경제부 손동우, 채종원 기자, 중소기업부 박준형 기자, 증권부 조시영 기자
「‘대기업 MRO 중소기업 영역 침해’ 연속 보도」

■ 기획보도 신문.통신부문
△ 연합뉴스 사회부 김승욱 기자
「뇌수막염 훈련병 사망 단독보도 및 군 의료체계 지적 기획 보도」
△ 중앙일보 사건사회부 박성우, 송지혜, 이한길, 김혜미, 채윤경 기자
「국민 무시 3색 신호등」

■ 지역 취재보도부문
△ 부산MBC 보도국 조재형, 손영원, 이윤성, 김효섭 기자
「4대江에 버려진 175억 예산」

■ 지역 기획보도 방송부문
△ 대구MBC 보도국 마승락 기자
「HD특별 다큐멘터리 2부작 ‘고려 초조대장경’」
6월
■ 기획보도 신문부문
△ 중앙일보 정책사회부 강홍준, 김성탁, 박수련, 윤석만, 강신후, 김민상, 강정진 기자
「등록금 내릴 수 있다」

■ 지역 취재보도부문
△ GTB강원민방 보도국 이상준, 백행원, 박종현, 유세진 기자
「긴급진단 <경포호, 바다가 되다>」

■ 지역 기획보도 방송부문
△ TJB대전방송 보도팀 김석민, 노동현, 김세범, 김상기, 김경한 기자
「무지개교실, 300일간의 행복실험」

■ 사진보도부문
△ 한국일보 사진부 조영호 기자
「척박한 얼음의 땅 그린란드, 삶은 강렬했다」
△ 국민일보 사진부 서영희 기자
「꿀벌의 힘겨운 날갯짓」
7월
■ 취재보도부문
△ KBS 정치외교부 박태서, 송영석 기자, 문화부 유광석 기자
「‘수험생 둔 학부모가 수능시험 출제’ 연속보도」
△ CBS 보도국 권민철, 김수영, 이지혜 기자
「 ‘서초구, 산림청 산사태 예보 경고 묵살’ 등 연속보도」
■ 경제보도부문
△ 연합뉴스 증권부 윤근영, 강종훈, 곽세연, 이영재, 이유미 기자
「<사외이사 작년 열흘 회의에 급여는 최고 1억> 외 3건」
■ 기획보도 신문통신부문
△ 한겨레신문 한겨레21 고나무 기자
「내부고발자를 고발하는 사회, 공익신고 36건 전수조사」
■ 기획보도 방송부문
△ SBS 보도국 이대욱, 김요한 기자
「돈 되는 치료만 합니다」
■ 지역 취재보도부문
△ 대구일보 사회1팀 배준수 기자
「국우터널 무료화 관련 연속 보도」
△ 경인일보 정치부 조영달, 이경진 기자, 사회부 문성호 기자
「되살아난 고속도로 광고판 및 희한한 잣대」
■ 지역 기획보도 방송부문
△ TBC대구방송 사회부 박철희 기자, 영상취재부 최상보 기자, 정치행정부 이종웅 기자
「백화점 공시지가, 구멍가게 10분의 1」
■ 사진보도부문
△ 연합뉴스 사진부 이상학 기자
「몸살 난 ‘국민영웅’ 김연아」
■ 그래픽보도부문
△ 연합뉴스 그래픽뉴스팀 반종빈 기자, 장예진 인턴기자(특별상)
「2018 평창 동계올림픽 경기장 계획」
8월
■ 취재보도부문
△ SBS 사회2부 손승욱, 김정인, 조기호, 정혜진, 한승환 기자, 정치부 이한석 기자
「검찰, 곽노현 교육감 수사 보도」
■ 경제보도부문
△ 연합뉴스 연합뉴스 경제부 안승섭, 이봉석, 최현석, 홍정규 기자
「일부 시중은행 가계대출 전면중단」
△ 매일경제신문 산업부 김대영, 고재만 기자
「 ‘전경련, 로비 대상 정치인 할당 파문’ 연속보도」
■ 기획보도 방송부문
△ SBS 보도제작부 이병태 기자
「8.15 특집다큐 조선독립의 숨은주역 日本人 독립투사들」
■ 지역 취재보도부문
△ 경인일보 지역사회부 김학석 기자, 사회부 최해민 기자, 시진부 전두현 기자
「‘씨랜드 참사 잊었나’ 또 둥지튼 불법시설」
■ 사진보도부문
△ 영남일보 사진부 박진관 기자
「‘맹꽁이를 구조하라」
9월
■ 취재보도부문
△ 오마이뉴스 정치팀 장윤선, 이주연, 오연호 기자
「안철수 교수 서울시장 출마결심 임박」
△ 시사저널 취재1팀 김지영, 안성모, 김회권, 조해수 기자
「이국철 SLS그룹 회장 “신재민 전 차관에게 수십억 건넸다”」

■ 기획보도 신문부문
△ 세계일보 특별기획취재팀 박희준, 신진호, 조현일, 김채연 기자
「농약치는 염전」

■ 지역 취재보도부문
△ 매일신문 사회부 이창환, 황수영 기자
「대구 동구, 북구 K2 공군기지 소음 피해 배상금 지연이자 수백억원 변호사 독식」
10월
■ 취재보도부문
△ 시사저널 취재1팀 김지영 기자
「단독공개, 퇴임 이후 ‘MB 사저’」

■ 경제보도부문
△ SBS 기획취재팀 조지현 기자
「짝퉁 파는 소셜 커머스」

■ 기획보도 신문부문
△ 서울신문 사회부 백민경, 이영준, 윤샘이나, 김진아 기자
「뉴캅스 - 수사버전을 올려라」

■ 지역 취재보도부문
△ 경기신문 사회2부 최영재 기자 사회부 오영탁 기자
「용인시 용인경전철(주) 비리 의혹」

■ 지역 기획보도 신문부문
△ 전남일보 문화체육부 이건상, 박상지 기자, 사진부 배현태 기자
「영산강고대문화 600년 대탐사 ‘이제는 馬韓이다’」
11월
■ 취재보도부문
△ 한국일보 사회부 김영화, 강철원, 권지윤 기자
「최태원 회장 형제 선물투자 손실 SK그룹 보전 의혹 수사 특종」
△ 경향신문 사회부 정제혁, 이범준, 유정인, 구교형, 조미덥 기자
「‘벤츠검사’ 비리 의혹」
△ 세계일보 국제부 한용걸 기자, 온라인뉴스부 류영현 기자
「MB 美 의회 연설은 ‘로비 업체’ 작품이었다」

■ 지역취재보도부문
△ 중부일보 정치부 김만구, 김연태, 조한재 기자
「구제역 매몰지 돼지사체 비료화 단독 보도」
△ 전주MBC 보도제작국 박찬익 기자
「새만금방조제 유실」

■ 전문보도부문
△ CBS노컷뉴스 사진팀 윤창원 기자
「최루탄 국회」
12월
■ 취재보도부문
△ 한겨레신문 한겨레21 하어영, 김기태 기자
「선관위 디도스 공격 ‘금전거래’ 있었다」

■ 기획보도 신문부문
△ 경향신문 사회부 류인하, 박효재, 배문규, 이재덕, 곽희양, 이혜인 기자
「10대가 아프다」

■ 지역취재보도부문
△ 대구MBC 뉴스취재팀 김은혜, 이태우, 한태연 기자, 영상취재팀 이동삼, 한보욱 기자
「대구 중학생 자살사건 - 4장의 유서로 밝혀진 학교폭력의 실태」
△ CBS전북 보도국 이균형, 임상훈 기자
「현직 군수와 후보들, 브로커에 줄줄이 ‘노예각서’」

■ 지역 기획보도 방송부문
△ TBC대구방송 기획취재부 박철희 기자, 영상취재부 최상보, 이상호 기자
「‘비료, 유해물질 범벅’」

#### 2012년
1월
■ 취재보도부문
△ 한국일보 사회부 김영화, 강철원, 권지윤, 정재호 기자
「김학인 한예진 이사장, 정권실세 금품로비 의혹 연속 특종보도」

■ 경제보도부문
△ 경향신문 정치부 박병률 기자
「공정위, 카드결제사업자 전격조사」

■ 기획보도 신문부문
△ 중앙일보 사회1부 홍권삼, 성시윤, 김성탁, 천인성, 윤석만, 이한길 기자
「멈춰 학교폭력」
△ 한겨레신문 탐사보도팀 안수찬, 유신재, 송경화, 김인현 기자
「탐사기획 ‘2012 트위플 혁명’」

■ 기획보도 방송부문
△ CBS 경제부 권민철, 장규석 기자, 사회부 조태임 기자
「회색근로자 ‘특고’를 아시나요?」

■ 전문보도부문
△ 국민일보 사진부 이동희 기자
「남극대륙을 가다」
2월
■ 취재보도부문
△ 동아일보 국제부 주성하 기자
「중국 탈북자 체포 북송 위기 등 관련 기사」
■ 경제보도부문
△ 매일경제신문 증권부 김기철 기자, 산업부 손재권 기자, 증권부 박용범 기자, 사회부 장재혁 기자
「증시는 지금 작전중」
■ 기획보도 신문부문
△ 연합뉴스 사회부 차지연 기자
「<2012 겨울, 쪽방> 연재기사」
△ 중앙일보 탐사팀 김남중, 최준호, 고성표, 박민제 기자
「MB정부 4년 인사 대해부」
■ 기획보도 방송부문
△ KBS 탐사제작부 이주형, 정윤섭, 이성림 기자
「시사기획 창 <대한민국 부의 보고서, 평창을 점령한 그들>」
■ 지역 취재보도부문
△ 부산일보 멀티미디어부 김백상 기자, 경제부 김수진 기자
「시.보훈단체.업자의 용호만 수의계약 꼼수」
■ 지역 기획보도 신문부문
△ 대전일보 사회부 김대호, 김석모, 김달호 기자
「‘지옥의 알바’ 청소년 택배」
3월
■ 취재보도부문
△ KBS 보도본부 송명훈 기자 등 리셋 KBS뉴스팀
「총리실 불법 사찰 관련 연속 보도」
△ 한겨레신문 한겨레21 조혜정, 김남일, 고나무 기자
「청와대 행정관, 민간인 불법사찰 증거인멸 지시 증언, 재판 기록 단독 보도」
△ 한국일보 산업부 김종한 기자, 부산취재본부 강성명 기자, 문화부 변태섭 기자
「고리원전 1호기 정전사고 연속 특종 보도」

■ 기획보도 신문부문
△ 한겨레신문 경제부 정은주 기자
「FTA, 깨어진 약속」

■ 지역 취재보도부문
△ 경기일보 지역사회부 강인묵 기자, 정치부 김동식 기자, 사회부 이명관 기자
「MB사돈기업의 권력형 골프장 추진 논란」
△ TJB대전방송 보도팀 노동현, 김경한 기자
「4대강 세종보, 치명적 결함 단독보도」
■ 지역 기획보도 신문부문
△ 국제신문 문화부 오상준 기자
「부산은 무엇을 기억하는가」
■ 전문보도 사진부문
△ 한국일보 사진부 조영호 기자
「민간인 사찰의 몸통, 이영호의 수난」
4월
■ 취재보도부문
△ 한겨레신문 사회2부 권혁철, 엄지원, 박기용 기자
「서울지하철 요금 인상 심층 보도」
△ 동아일보 사회부 남경현, 이성호, 신광영 기자
「수원 20대 여성 피살사건 관련 경찰 은폐 및 거짓 해명 연속 보도」
△ 오마이뉴스 출판교육국 이한기 기자외 3명
「‘민간인 불법사찰 증거인멸 은폐 사건’ 특종 보도」
■ 기획보도 신문부문
△ 매일경제신문 사회부 정석우, 임영신, 배미정, 윤재언, 김미연 기자
「대한민국 출근 보고서」
■ 기획보도 방송부문
△ KBS 탐사제작부 이승환 기자, 영상취재부 진만용 기자
「시사기획 창 <대기업과 조세정의>」
■ 지역 취재보도부문
△ 중도일보 지방부 맹창호 기자, 제2사회부 김한준 기자
「공무원 투기장 전락한 충남도 해외식량기지 외」
△ 경기일보 정치부 이호준 기자
「경기도청 ‘대선 전략’ 문건 파문 단독보도」
△ KBS강릉 보도국 박상용, 이준하 기자
「비리총판 기업 유치 1년 추적보도」
■ 지역 기획보도 신문부문
△ 경인일보 정치부 최해민 기자, 문화체육부 이준배 기자, 사회부 김혜민 기자, 경제부 윤수경 기자, 사진부 하태황 기자
「다치면 죽는 대한민국, 제2의 석해균은 없다」
■ 지역 기획보도 방송부문
△ 제주MBC 보도팀 권혁태, 문홍종 기자
「4.3 특별기획, ‘다랑쉬, 침묵의 20년’」
△ 울산MBC 보도제작부 박치현, 김능완 기자
「특별기획 “워터 시크릿-미네랄의 역설”」
5월
■ 취재보도부문
△ 오마이뉴스 기획취재팀 구영식 기자
「‘육사출신 현역대위 상관모욕죄 기소’ 단독보도」
△ CBS 사회부 이대희 기자
「‘현대판 음서제’ 서울 구청 기능직 친인척 채용 비리 연속보도」
■ 경제보도부문
△ SBS 사회2부 정규진 기자
「수수료 실적으로 채용…인턴 울린 증권사」
△ 조선경제i 경제부 전재호 기자, 산업부 김명지 기자
「[독버섯 기획소송] 시리즈」
■ 기획보도 신문부문
△ 한겨레신문 24시팀 이정국, 정환봉 기자
「한겨레 창간 24돌 특집기획 ‘가난한 민주주의’」
△ 중앙일보 탐사팀 김남중, 최준호, 고성표, 박민제 기자
「수원지법 강력범 159명 성장사 추적 리포트」
■ 기획보도 방송부문
△ KBS 탐사제작부 홍사훈 기자, 영상편집부 성인현 기자
「시사기획 창 ‘정의사회 구현’」
■ 지역 취재보도부문
△ 전남일보 편집국 한현묵, 강현석, 최동환, 박정태, 배동민 기자, 사진부 김양배 기자
「광주시 산성수돗물 대란 은폐 연속취재」
△ 경인일보 정치부 김명호, 이현준 기자, 사회문체부 김성호, 홍현기 기자
「북한 GPS 전파교란 공격 피해 단독 연속보도」

■ 지역 기획보도 신문부문
△ 전남일보 사회부 강현석, 최동환, 박정태, 배동민 기자, 사진부 배현태 기자
「5·18특집 - 실종 32년, 우리는 그들을 잊었다」
6월

■ 취재보도부문
△ 중앙일보 사회2부 김기환, 윤설영 기자
「日 우익 정치인 ‘위안부 소녀상’ 말뚝 테러 연속보도」
△ 한겨레 사회부 정환봉, 진명선, 유신재, 정치부 하어영 기자
「‘GPS 간첩사건' 추적보도」
△ 서울신문 사회부 박건형, 윤샘이나, 명희진 기자
「서울대 교수 논문조작 특종 연속보도」
■ 기획보도 방송부문
△ KNN 정경부 진재운 기자
「KNN 글로벌대기획 4부작 “위대한 비행”」
■ 지역 취재보도부문
△ 인천일보 정치부 장지혜 기자
「인천시 교통카드 롯데그룹 특혜 의혹 연속보도」
■ 전문보도 부문
△ 연합뉴스 국제뉴스3부(중국 선양특파원) 신민재 기자
「중국군, 압록강 도하훈련」
7월
■ 취재보도부문
△ 한국일보 사회부 김영화, 강철원, 김혜영 기자
「김희중 청와대 제1부속실장 저축은행 금품수수」
△ CBS 정치부 조은정 기자
「안철수, 최태원 회장 구명운동」
△ 한겨레신문 사회부 유신재, 박현철, 김원철, 윤형중 기자
「김병화 대법관 후보자 검증 추적」
■ 경제보도부문
△ 서울경제신문 경제부 김영필 기자
「한국-대만 투자보장협정 맺는다」
■ 기획보도 신문부문
△ 한겨레신문 한겨레21 김기태, 하어영 기자
「병원OTL - 의료 상업화 보고서」
■ 지역취재보도부문
△ TJB대전방송 보도팀 노동현, 채효진, 황윤성, 김경한 기자
「대기업이 독차지한 급식카드 가맹점」
△ KBC광주방송 보도국 이계혁, 이형길, 김재현, 염필호 기자
「재해율 0%의 진실」
8월
■ 취재보도부문
△ 한국일보 사회부 김영화, 남상욱, 김혜영 기자
「총선 민주당 공천헌금 명목 수십억원 투자금 받아」
△ 한겨레신문 사회2부 박경만 기자
「장준하 선생 두개골서 6Cm 뻥뚫린 구멍…타살의혹 재점화」

■ 기획보도 신문부문
△ 아시아경제신문 정치경제부 이민우 기자
「금배지 쌈짓돈 막장 풍경」

■ 지역취재보도부문
△ KBC광주방송 보도국 백지훈, 이계혁, 이형길, 김학일 기자
「수 천 억원 국비 사업 무용지물」

■ 지역 기획보도 신문부문
△ 부산일보 사회부 이재희, 박세익, 이자영 기자
「수영강을 연어의 모천으로」

■ 전문보도부문
△ 동아일보 사진부 전영한 기자
「도쿄 한일전서 펄럭인 日 군국주의 깃발」
9월
■ 취재보도부문
△ 한겨레신문 사회부 김소연 기자
「‘노조파괴 전문’ 자문회사, 7년간 14개 노조 깼다」
■ 지역취재보도부문
△ 대구MBC 뉴스취재팀 도성진 기자, 영상취재팀 이동삼 기자
「국제대회 경제효과 부풀리기」
△ 뉴시스 광주전남본부 이창우, 맹대환, 구용희, 류형근 기자
「나주 초등학생 납치 성폭행 최초보도」
■ 지역 기획보도 방송부문
△ 울산MBC 보도제작국 박치현, 서하경, 전상범 기자
「탐사기획 “한반도 바다가 변하고 있다」
■ 전문보도부문
△ 뉴시스 광주전남본부 류형근 기자
「안철수 무소속 대선후보 국립 5·18 민주묘지 참배」
10월
■ 취재보도부문
△ 한겨레신문 한겨레21부 고나무 기자
「도둑님들-5공 핵심 비리 땅 전두환 딸에게 증여 단독 확인」
△ 한겨레신문 편집국 최성진 기자
「최필립(정수장학회 이사장)의 비밀회동」

■ 경제보도부문
△ 한국경제신문 정치부 차병석 기자, 경제부 이심기 기자, 산업부 서욱진 기자, 금융부 류시훈 기자
「비사(秘史) MB노믹스 - 이명박정부 경제실록」

■ 기획보도 방송부문
△ KBS 탐사제작부 이석재 기자, 보도영상국 이영재 기자
「급발진...그들은 알고 있다」

■ 지역 취재보도부문
△ KBC광주방송 동부방송본부 박승현, 류지홍, 정규혁, 최복수 기자
「여수시청 공무원 거액 공금횡령」

■ 전문보도부문
△ 한겨레신문 사진부 김태형 기자
「MB큰형 이상은 다스회장 인천공항 입국」
11월
■ 취재보도부문
△ SBS 기획취재팀 김범주, 조기호 기자
「김광준 부장검사 거액 수뢰 및 수사개입」
△ 한겨레신문 사회부 김정필, 김태규 기자 기자
「한상대 총장 최태원 4년 구형 직접 지시」

■ 기획보도 신문부문
△ 국민일보 국제부 박유리 기자
「유혈의 시리아, 자유와 평화를 꿈꾸다」

■ 기획보도 방송부문
△ KBS 탐사제작부 안양봉 기자, 영상편집부 성인현 기자
「<시사기획 창> “조희팔 살아있다”」
12월
■ 취재보도부문
△ KBS 사회2부 심인보 기자, 보도영상국 김태현 기자
「선관위, 새누리당 불법선거 의혹 조사」
■ 지역 경제보도부문
△ 전주MBC 보도제작국 유 룡 기자
「육식의 반란 - 마블링의 음모」
■ 지역 기획보도 신문부문
△ 한라일보 정치부 강시영, 고대로 기자, 사진부 강경민 기자
「제주바당 조간대를 가다」
■ 지역 기획보도 방송부문
△ KBS춘천 보도국 송승룡, 김수용 기자
「0.008%...그들만의 자치」

#### 2013년
|      | 취재보도1 부문 | 취재보도2 부문 | 기획보도 신문.통신 부문                                                                            | 기획보도 방송부문                                                                                                 | 지역 취재보도 부문 | 지역 기획보도 부문 | 전문보도 부문                                                     |                                                    |
| ---- | --- | --- | -------------------------------------------------------------------------------------------------- | --- | --- | --- | ----------------------------------------------------------------- | -------------------------------------------------- |
| 1월  | 「이동흡, 특정업무경비 본인 MMF 계좌 입금 등 연속보도」 (KBS) 「김용준 국무총리 후보자 인사검증」(동아일보) 「‘헌법 위의 이마트’ 연속보도」(오마이뉴스) 「국가정보원 대선 여론조작 사건 보도」(한겨레신문) | 「이동흡, 특정업무경비 본인 MMF 계좌 입금 등 연속보도」 (KBS) 「김용준 국무총리 후보자 인사검증」(동아일보) 「‘헌법 위의 이마트’ 연속보도」(오마이뉴스) 「국가정보원 대선 여론조작 사건 보도」(한겨레신문) | 「“입양특례법 때문에 아기를 버립니다”」 (국민일보)                                                 | | 「어민 두 번 울리는 수산물재해보험」 (KNN) 「‘식품기업 재고처리와 세제 혜택 수단으로 전락한 푸드뱅크 실태」(부산CBS)                                                                                | | 「우주강국 향한 꿈의 궤적」 (광주매일신문)                        |                                                    |
| 2월  | 「영훈국제중 부정입학 연속보도」 (KBS) | 「영훈국제중 부정입학 연속보도」 (KBS) | 「2013 격차사회를 넘어-밀려난 삶들의 공간」 (한겨레신문)                                           | 「<시사기획 창> “탈북자 이은혜”」 (KBS)                                                                           | 「절도범에 의해 다시 한국으로 넘어온 관세음보살좌상」 (충청투데이) 「도난 日 국보급 수백억 원대 불상 2점 ‘위작’ 판정 부산항 무사 통관」(부산일보) 「충남교육청 장학사 인사 비리 연속보도」(대전CBS) | 「“한반도의 고래” 2부작」 (울산MBC) | 「국방장관 후보자 휴대전화 고리에 박정희·육영수 사진」 (연합뉴스) |                                                    |
| 3월  | 한만수 전 공정거래위원장 후보자, 국외에 수십억 비자금 계좌」 (한겨레신문) 「원세훈 전 국정원장 지시말씀 단독보도」(한겨레신문) 「사회 지도층 성접대 의혹 연속보도」(TV조선)                                | 「ISS 보고서 단독보도외 지배구조 관련 연속보도」 (서울경제신문) | 「편의점 불공정 계약문제 연속보도」 (경향신문) 「죄의식 없는 표절 대한민국」(조선일보)             | | 「동해안 경제자유구역 MOU 실적 조작 연속보도」 (KBS춘천) | |                                                                   |                                                    |
| 4월  | 「대기업 임원 승무원 폭행 파문」 (YTN) 「‘경찰 고위층 국정원사건 축소 은폐 지시’ 폭로파문 」(연합뉴스) | 「대기업 임원 승무원 폭행 파문」 (YTN) 「‘경찰 고위층 국정원사건 축소 은폐 지시’ 폭로파문 」(연합뉴스) | | 「‘무죄와 벌’ 기획연재 보도」 (한겨레21) 「1호 사진의 비밀 - 김정은 체제 1년...노동신문 사진 전수조사」(동아일보) | | 「보훈처, 임을 위한 행진곡 퇴출 계획」 (광주일보) 「기아차 직원 세습 채용 합의서 단독 보도」(KBC) 「환경의 역습? 한강·임진강 정체불명 ‘끈벌레’ 대량서식 국내 최초 확인」(중부일보) |                                                                   | 「주머니에 손 넣고...빌 게이츠식 악수」 (국민일보) |
| 5월  | 「국정원 정치공작 문건 연속보도」 (한겨레신문) 「한국행 희망 탈북 청소년 9명 라오스에서 추방 」(YTN) | 「현장21 ‘가짜 베스트셀러’ 등 출판계 사재기 연속보도」 (SBS) | | 「추적 60분 - 19대 국회 땅 보고서」 (KBS) 「의문의 형집행정지」(MBC)                                              | 「용인 CU편의점주 자살 및 CU측 사망진단서 변조」 (경인일보) 「노예 장애인...그 후」(JTV) | |                                                                   |                                                    |
| 6월  | 「‘국정원 SNS’ 박원순 서울시장 비하 글 등 2만 건 포착」(YTN) 「노태우 전 대통령 은닉 비자금 추적」(시사저널) 「황교안 법무부장관 “원세훈 선거법 위반 적용 말라”」(한겨레신문)                              | 「공정거래의 적들 - 20대 그룹 10년 간의 불공정」 (국민일보) | 「권력에 춤추는 통계 연속보도」 (한겨레신문) 「‘삼성전자 A/S의 눈물’ 연속보도」 (오마이뉴스)       | 「연예병사들의 화려한 외출 외」(SBS)                                                                              | 「삼척시의회 지역대형사업 독식 연속보도」 (KBS강릉) 「2천억원짜리 엉터리 하수관로 지하 대해부」(KBS전주) 「OCI(전 동양제철화학) 1700억원 세금사건 연속보도」(경인일보)                              | |                                                                   |                                                    |
| 7월  | 「전두환 전 대통령 압수수색 등 ‘전두환 추징금’ 보도」 (TV조선) 「비밀문건으로 들통난 4대강 ‘대국민 사기극’」(CBS)                                                                                          | 「한국, 미국에 전시작전통제권 전환 재연기 제안」 (연합뉴스) 「이명박 정부의 미군기지 환경주권 포기」(CBS)                                                                                                  | 「‘60년 악습, 깜깜이 예산 편성’ 연속보도」(조선일보)                                               | 「당신의 비밀이 거래되고 있다」SBS)                                                                               | | 「‘사라진 1천500개의 약속’ - 광역의원 공약 이행실태 집중분석」 (경기일보) 「소년범에게 희망을」(부산일보)                                                                          |                                                                   |                                                    |
| 8월  | ‘이석기 의원 참석 비밀회합 녹취록 단독 입수 보도’ (한국일보) | | ‘기업 내 보수격차 대해부 연속보도’(한겨레신문) ‘다원(옛 적준용역) 철거범죄 2차 보고서’(한겨레신문) | | ‘‘엉터리 등기행정’ 수십억 주택채권 날벼락 파문’ (부산일보) ‘농지은행 사기 실태 연속보도’(KBS춘천)                                                                                                   | | ‘4대강 관련 건설사 골프장에서 라운딩 즐긴 MB’ (연합뉴스)          |                                                    |
| 9월  | ‘국정원, 경찰, 여권 3각 커넥션 등 국정원 댓글사건 연속보도’ (한국일보) | ‘송전선 인근 암 보고서 입수… 50대 위암 60대 간암 증가’ (중앙일보) ‘동양 사태 연속보도’(한겨레신문) | ‘집중분석 ‘500대 기업 고용과 노동’ 시리즈’ (경향신문)                                              | | ‘경기도의회 ‘부정 대리투표’… 의결 안건 사상 첫 무효처리’ (중부일보) | ‘범죄 예방의 새로운 대안 ‘셉테드’’ (부산일보) ‘수사기관 개인정보 무단조회 이대로 좋은가’ (광주MBC)                                                                                 |                                                                   |                                                    |
| 10월 | ‘효성그룹 수천억 탈세·국세청 검찰 고발키로’ (한겨레신문) ‘군 사이버사 대선개입 의혹’(한겨레신문) | | ‘보조출연자 쥐어짜는 드라마 왕국’ (한겨레신문)                                                     | ‘시사기획 창 - 후쿠시마의 진실’ (KBS)                                                                             | | ‘건강최악도시 부산, 공공보건의료 바꾸자’ (부산이보) | ‘숭례문 단청 박락’ (경향신문)                                     |                                                    |
| 11월 | ‘‘7452부대’ 국정원 여직원 변호비 대납’ (jTBC) ‘국정원 선거 트윗 110만 건 이상 발견’(SBS) ‘2014학년도 수능시험 세계지리 출제오류’(경향신문) ‘주일대사관서 대일항쟁·징용·학살 명부 무더기 발견’(연합뉴스)    | | ‘그 섬, 파고다’ (아시아경제신문)                                                                   | | ‘공무원들이 안동호 도선 기름 빼돌린다’ (경북매일신문) | | ‘눈물마저 휩쓸린 역경의 땅’ (국민일보)                            |                                                    |
| 12월 | ‘국정원이 사이버사령부에 심리전 지침 내렸다’등(한겨레신문) ‘청와대 행정관, 채동욱 전 검찰총장 혼외의심 아들 정보 유출 개입 보도’(한겨레신문)                                                               | ‘현대문학 유신 언급 작품 연재 거부 연속 보도’ (경향신문) ‘우리 동네 유독물 공장 지도 공개’(YTN) | | ‘고위공직자 재취업 보고서 – 공생의 세계’ (KBS)                                                                    | ‘육식의 반란 2 – 분뇨사슬’ (전주MBC) | | ‘조계종 주지급 승려들의 밤샘 술판’ (한겨레신문)                   |                                                    |

#### 2014년
|      | 취재보도1 부문 | 취재보도2 부문                                                                              | 기획보도 신문.통신 부문 | 기획보도 방송부문                                                                                                   | 지역 취재보도 부문                                                                                                 | 지역 기획보도 부문                                                                                    | 전문보도 부문 |
| ---- | --- | ------------------------------------------------------------------------------------------- | --- | --- | --- | --- | --- |
| 1월  | 「프로포폴 연예인 구속 검사, 성형 의사에 수술비 반환 압력 의혹」(국민일보) | 「日 정부, 앙굴렘 국제 만화제 위안부展 방해」(TV조선)                                       | 「간접고용의 눈물 - 노무사들과 함께 하는 현장보고서」(경향신문)                                                                                         | | 「비리 온상으로 전락한 방과후 학교」(대구MBC) 「유류 수입업계 수천억원 탈세」(경기일보)                            | | |
| 2월  | 「與사무총장 ‘아프리카 노동자 착취’ 논란」(CBS) 「염전노예 사건」(jTBC) 「국산 항공안전장비 총체적 부실」YTN                                                                       |                                                                                             | 「대기업으로 흐르는 나랏돈」(한겨레신문) 「우리가 만드는 기적 4만 7000원」(시사IN)                                                                      | | 「수백억 벌금 미납 대주그룹 회장 해외 호화생활」(연합뉴스)                                                         | | 「내 사랑 스톤 - 컬링 여자대표팀의 올림픽 도전기」(매일경제신문)                                                   |
| 3월  | 「생활고 시달린 세모녀 집세·공과금 남기고 동반자살」(연합뉴스) 「해외카지노 도박 회장님의 5억짜리 황제노역」(한겨레신문)                                                           |                                                                                             | 「놀이가 밥이다」(경향신문) | | 「밭에 태양광 ‘날림 건물’ 보조금 줄줄 샌다」(KBS전주)                                                              | 「흑룡만리 제주밭담」(한라일보)                                                                       | |
| 4월  | 「청와대 행정관은 비리 ‘면책특권’」(세계일보) |                                                                                             | 「한계 넘은 보따리상」(농민일보) 「동아시아 핵발전 현장을 가다」(한겨레신문)                                                                            | 「글자에 갇힌 아이들」(EBS)                                                                                         | | 「시사현장 맥 ‘수 천억원 영산강 뱃길 무용지물’」(KBS광주)                                             | 「하늘 맑다고 미세먼지 안심 마세요!」(한국일보)                                                                    |
| 5월  | 「전쟁지휘부 합참설계도 외부유출」(YTN) 「안대희, 총리 물망 시점에 세월호 3억원 기부」(한겨레신문)                                                                                 |                                                                                             | | 「현장21 ‘각본대로 선발전’」(SBS)                                                                                   | | | |
| 6월  | 「‘문창극 총리 후보자 역사인식 논란’ 등 박근혜 정부 2기 내각 고위 공직후보자 인사검증」(KBS) 「해양수산부의 해운단체 유착비리」(한국일보) 「세월호 침몰사고 관련 연속 보도」(jTBC) | 「양극화 - 문제는 분배다」(경향신문) 「신용등급 조작, 신용 잃은 신용평가사」(한국경제신문)  | 「국어死전, 맥끊긴 민족지혜의 심장」(세계일보) | 「시사기획 창 : 해외부동산 추적보고서」(KBS)                                                                        | 「40년 만에 드러난 연료단지 진폐증」(TBC)                                                                          | | 「생포된 임병장 … 절규하는 아버지」(조선영상비전) 「4월 16일, 세월호 : 죽은 자의 기록 산 자의 증언」(오마이뉴스)   |
| 7월  | 「육군 28사단 윤 일병 폭행 사망 사건」(KBS) 「김형식 서울시 의원, 강서 재력가 청부살인 사건」(한국일보)                                                                            |                                                                                             | 「전과 5범 이상 소년범 1만명」(중앙일보) 「헌법에만 있는 노동 3권 - 벼랑 끝에 몰린 노조(경향신문) 「심층리포트 ‘또 하나의 비극, 하이닉스’」(한겨레신문) | | 「이지훈 제주시장 부동산 특혜의혹」(제민일보)                                                                      | | |
| 8월  | 「제주지검장 음란행위 혐의 현행범 체포」(연합뉴스) | 「주가연계증권(ELS)의 배신」(서울경제신문)                                                  | 「총, 특권, 거짓말: 글로벌 패션의 속살」(한겨레신문) 「위안부 보고서 55」(아시아경제) 「눈 앞에 닥친 원전 폐로」(경향신문)                              | 「수학교육 대해부 - “수학 포기자의 진실”」(EBS)                                                                     | 「사상 최대 규모의 KT&G 면세 담배 밀수 사건」(인천일보) 「광주비엔날레 특별전 ‘세월오월’ 전시 무산 파문」(광주CBS) | | |
| 9월  | 「국가 기능장 부정비리」(jTBC) 「홈플러스, 개인정보 팔아 100억원 폭리」(TV조선) | 「포스코 공장 페놀 유출 1년 … 오염 확산, 주민 중독」(jTBC)                                  | 「대한민국 검시 리포트」(세계일보) | | 「 ‘부산도시가스’ 부풀린 투자비에 부당요금」(부산MBC) 「특전사 가혹 훈련 사망 사고」(KBS청주)                      | 「월성1호기; 가려진 진실」(포항MBC)                                                                   | |
| 10월 | 「통영함 비리 의혹」(국민일보) 「애기봉 등탑 43년 만에 철거」(한국일보) 「전두환 재산 환수 ‘쇼’? … 껍데기 부동산 내놨나」(jTBC)                                                    | 「정부 R&D 10건중 6건 ‘셀프과제’로 나눠먹기」(서울경제신문)                                 | 「‘눈물의 밥상’ & ‘인권밥상 캠페인’」(한겨레신문) | 「느린 학습자를 아십니까 - 경계선 지능 심층취재」(EBS) 「해외부동산 추적보고서 - 회장님의 나라는 어디입니까?」(KBS) | 「 한빛원전 방사능 물질 외부 유출, 은폐 의혹」(광주일보) 「고리원전 CCTV 은폐 의혹」(부산MBC)                      | | 「‘서해의 매향리’ 직도의 불기둥」(사진)(경향신문)                                                                  |
| 11월 | 「서울대 교수 인턴 여학생 성추행 혐의」(한겨레신문 | 「삼성 화학·방산사업 한화에 판다」(한국경제신문) 「예산 돋보기 시리즈 40회 기획」(조선경제) | | | 「비리로 얼룩진 청년창업」(영남일보)                                                                               | 「인권침해·비리백화점, 사회복지법인 향림원」(경기일보) 「시사기획 창 - 중국, 동해를 삼키다」(KBS강릉) | |
| 12월 | ‘비선 실세 국정개입 의혹’(세계일보) ‘비선 실세 국정개입 의혹’(한겨레신문) ‘대한항공 땅콩 회항 사건’(한겨레신문) ‘대한항공 땅콩 회항 사건’(KBS)                                     | ‘국가기밀 원전 설계도 털렸다’(전자신문)                                                     | ‘기부금 제대로 쓰이나’ (한국일보) | | ‘뇌물 누명 대쪽 해경의 억울한 파면’ (부산일보)                                                                     | ‘기적 그 후 40년, 위기의 숲’ (KBS 춘천)                                                               | ‘250개의 책상이 주인을 잃었습니다. 슬픈 2014’(한겨레신문) ‘원전회의록 – 그림으로 읽는 32가지 원전이야기’(경향신문) |

#### 2015년
|     | 취재보도1 부문                                                                                             | 취재보도2 부문                                     | 기획보도 신문.통신 부문              | 기획보도 방송부문      | 지역 취재보도 부문 |
| --- | --- | -------------------------------------------------- | ------------------------------------ | ---------------------- | --- |
| 1월 | ‘거액 금품수수현직판사 사채왕과 유착 커넥션 추적’(한국일보) ‘인천 어린이집 교사의 네 살배기폭행’(연합뉴스) | ‘북한 무장탈영병 중국서 조선족 4명 살해’(동아일보) | ‘MB 31조자원외교 대해부’(한겨레신문) | ‘미니학교의 진실’(EBS) | ‘“뱃속 ‘새별이’ 얼굴도 못보고...”’(충청일보) ‘일제강점 사료방치...재산 환수 구멍’(KBS전주) ‘고등학교 시험과목 바꿔치기파문’(목포MBC) ‘항체형성률 100% 구제역’(KBS청주) |

- 제294회 2015년 2월
  - 취재보도1 부문
    - KBS 정치외교부 윤 진 기자 ‘이완구 총리 후보자, 언론 외압 발언 보도’
    - KBS 시사제작2부 양성모 기자 ‘취재파일K - 폐기물 계란이 과자에 빵에’

  - 경제보도 부문
    - 한겨레신문 토요판팀 윤형중 기자 ‘인천 깡통주택 사기사건’

  - 지역 기획보도 신문·통신부문
    - 경인일보 사회부 김대현, 김범수 기자 ‘정서적 학대 첫 유죄 판결 이후의 보이지 않는 폭력’
- 제295회 2015년 3월
  - 경제보도 부문
    - 한국일보 김용식 고찬유 이훈성 유환구 강아름 김현수 이성택(이상 경제부) 채지은 변태섭 양진하(이상 사회부) 기자의 ‘나라살림, 새 틀을 짜자’
    - 동아일보 소비자경제부 한우신 기자 등의 '대형마트 파격할인의 배신'

  - 기획보도 방송부문: CBS 사회부 최인수 기자 등의 '분단 70년 탈북 20년에 바라보는 따뜻한 남쪽나라'
  - 지역 취재보도 부문: 인천일보 사회부 박범준 기자 등의 '전대미문의 신종 마약 카트 밀수 사건'
  - 지역 기획보도 신문·통신 부문: 국제신문 기획탐사팀 이노성 기자 등의 '열정페이로 버티는 민간 소년범 시설'
  - 전문보도 부문: 연합뉴스 사진부 김주성 기자의 '마크 리퍼트 주한미국대사 피습'(사진), 연합뉴스TV 영상취재부 진교훈 기자의 '마크 리퍼트 주한미국대사 습격 영상'(방송영상)
- 제296회 2015년 4월
  - 취재보도1 부문
    - 경향신문 정책사회부 이기수 기자, 사회부 홍재원, 구교형 기자, 산업부 강병한 기자, 정치부 정환보 기자 ‘‘성완종 최후의 인터뷰’ 및 ‘성완종 리스트’ 파문’
    - 경향신문 사회부 홍재원 기자 ‘박용성 중앙대 이사장 막말 e메일’
    - JTBC 사회2부 특별취재팀 ‘성완종 다이어리’

  - 기획보도 신문·통신 부문
    - 중앙일보 정치부 강민석, 강태화, 현일훈, 이지상, 김경희, 안효성 기자 ‘심층진단 대한민국 국회의원’

  - 기획보도 방송 부문
    - KBS 탐사제작부 이재석 기자, 영상특집부 이상훈 기자 ‘시사기획 창 - 독도 밀약설을 추적하다’

  - 지역 취재보도 부문
    - 경기일보 지역사회부 김 민 기자 ‘영종 난민센터 아동들 다문화 ‘한누리학교’ 간다’
    - 광주일보 사회부 백희준 기자, 사진부 김진수 기자 ‘호남선 KTX 차체 파손 ‘구멍난 안전’’

  - 전문보도 부문
    - 한국일보 멀티미디어부 박서강, 류효진 기자 ‘시각장애인들 길바닥 언어를 잃다’(사진)
    - 오마이뉴스 사진부 권우성, 이종호 기자, 사회부 최경준, 박소희, 유성애 기자, 편집국 고정미 기자 ‘세월호 참사 기억 프로젝트 ‘아이들의 방’’(온라인)
- 제297회 2015년 5월
  - 취재보도1 부문
    - SBS 기획취재부 탐사보도팀 손승욱, 박상진, 최우철, 박원경 기자 ‘국정원의 경력판사 사상검증 의혹’
    - KBS 사회1부 김세정, 윤지연, 박광식, 김덕훈 기자, 영상취재부 박상욱 기자 ‘메르스 환자 격리요구 ‘묵살’... 무너진 초기 방역망’

  - 기획보도 신문·통신 부문
    - 오마이뉴스 사회부 강민수, 박소희 기자 ‘나는 왜 배신자가 되었나’
    - 한겨레신문 탐사기획팀 류이근, 최현준, 하어영 기자, 사회2부 임인택 기자, 경제부 임지선 기자 ‘부끄러운 기록, 아동학대’

  - 기획보도 방송 부문
    - EBS 교육뉴스부 이윤녕, 이수민, 최이현 기자 ‘한글 교육의 불편한 진실’

  - 지역 기획보도 신문.통신 부문
    - 부산일보 사회부 김 진, 이대성, 김백상, 황석하, 장병진 기자 ‘도심을 바꾸자 ‘빅하트 프로젝트’ 시리즈’

  - 지역 기획보도 방송 부문
    - TBC 정치경제부 권준범 기자, 영상취재부 김남용 기자 ‘新 대구경북인, 변화의 바람이 분다’
- 제298회 2015년 6월
  - 취재보도1 부문
    - MBN 사회1부 법조팀 서정표, 이성훈, 전정인, 선한빛, 김근희 기자 <‘경력법관’ 임용 논란>

  - 취재보도2 부문
    - 강원일보 사회부 최기영 기자, 교육체육부 강경모 기자, 정치부 홍현표 기자 <금메달리스트의 쓸쓸한 죽음 ‘덫이 된 금메달’>

  - 기획보도 신문·통신 부문
    - 시사IN 기획특집팀 고제규 기자, 사회팀 신한슬, 김연희, 이상원 기자 <최저임금으로 한 달 살기>

  - 기획보도 방송 부문
    - JTBC 사회2부 강신후, 이호진 기자 <불타는 내화재(耐火材), 불타버린 시민안전>

  - 지역취재보도 부문
    - 제주MBC 정치부 김찬년 기자, 영상부 강석태, 강흥주 기자 <신양항 여객선 좌초… 예견된 사고>
    - 경기일보 지역사회부 최해영 기자, 문화부 류설아 기자, 사회부 안영국, 송우일 기자 <질병관리본부 오판, 강제퇴원 메르스 확산시켰다>

  - 전문보도 부문
    - 더팩트 사진팀 이효균 기자 <이건희 회장 병상투혼 포착 ‘자발 호흡 최초 확인, 사망설은 헛소문’>
- 제299회 2015년 7월
  - 취재보도1 부문
    - 동아일보 사회부 장관석, 조건희, 조동주, 변종국 기자 ‘국회 국토교통위원장 비리의혹 추적’
    - YTN 사회부 배성준, 김주영, 이형원 기자, 영상쥐재부 이승준 기자 ‘인분교수 사건’
    - 한국일보 사회부 김현수, 조원일, 손현성 기자 ‘세월호 비리 연루 재판 중인 운항관리자 정부 무더기 특채 파문’

  - 경제보도 부문
    - 이데일리 사회부동산부 박종오 기자 ‘임대주택 꼼수에 혈세 줄줄 샜다’

  - 기획보도 신문·통신 부문
    - 서울신문 특별기획팀 김상연, 이두걸, 유대근, 송수연 기자 ‘대한민국 노블레스 오블리주’
    - 한겨레신문 국제부 박 현 워싱턴특파원, 길윤형 도쿄특파원 ‘사드 한반도배치 영향 및 성능 논란’

  - 지역 취재보도 부문
    - 부산일보 사회부 박진국, 장병진 기자 ‘부산역 노숙인 선원으로 팔려간다’

  - 지역 기획보도 방송 부문
    - 울산MBC 탐사보도부 설태주, 민희웅 기자 ‘돌직구40 ‘죽지 않고 일하고 싶어요’’
- 제300회 2015년 8월
  - 기획보도 신문·통신 부문\
    - 한국일보 사회부 경찰팀 ‘광복 70년, 독립운동家 70년’
    - 프레시안 기획2팀 허환주 기자 ‘조선소 잔혹사’

  - 기획보도 방송 부문
    - KBS 탐사보도팀 노윤정 기자 외 ‘광복 70년 특집 다큐멘터리-끌려간 소녀들, 버마전선에서 사라지다’

  - 지역 취재보도 부문
    - G1 보도국 홍서표 기자 외 ‘수중방파제 ‘잠제’…부실 시공’
    - 청주CBS 사회부 박현호 기자 외 ‘그들은 왜 119 구급차를 되돌려 보냈나?’
- 제301회 2015년 9월
  - 취재보도1 부문
    - SBS 정치부 김태훈·이경원 기자 ‘“美, 핵심기술 이전 거부”…길 잃은 한국형 전투기’
    - 동아일보 사회부 장관석·신동진·조동주 기자 ‘김무성 새누리당 대표 사위의 마약 투약 사건 수사 및 재판 봐주기 의혹 추적’

  - 취재보도2 부문
    - JTBC 사회2부 손용석·강신후·김진일·정제윤·윤샘이나 기자 ‘순위 조작? ‘음원 사재기’ 실체 추적해보니’

  - 기획보도 신문·통신 부문
    - 중앙일보 내셔널부 최종권·임명수·김호·유명한 기자, 사회부 조혜경 기자 ‘숨어사는 아이2만명’

  - 지역 취재보도 부문
    - TBC 사회부 한현호 기자, 영상취재부 강중구, 김남용 기자 ‘알코올 중독 환자 술판, 방치하는 치료 병원’
    - 연합뉴스 전북취재본부 김진방 기자 ‘서해대학교 이사장 146억원 횡령 비리’

  - 지역 기획보도 신문·통신 부문
    - 부산일보 박진국·김백상·이대진·황석하·장병진 기자 ‘생태하천 20년, 방향 잃은 물길’
- 제302회 2015년 10월
  - 취재보도1 부문
    - '최경환 부총리 중소기업진흥공단 채용청탁 의혹' = 한겨레신문 경제부 김소연 기자, 사회부 이정애·김지훈 기자, 정치부 이승준 기자
    - '재향군인회 ‘돈 선거’ 의혹 및 향군 비리 커넥션 추적' = 시사저널 정치국제팀 이승욱 기자

  - 경제보도 부문
    - '롯데, 삼성 화학사업 3兆원에 모두 인수' = 한국경제신문 산업부 송종현·김현석 기자, 증권부 정영효 기자
    - '기업發 경제위기 시리즈' = 매일경제신문 지식부 노영우 기자, 금융부 박준형·정석우 기자, 산업부 전범주 기자

  - 기획보도 신문·통신 부문
    - '정권의 편향-국정교과서 연속 검증' = 세계일보 정치부 김용출·박영준·이도형·홍주형 기자

  - 지역 취재보도 부문
    - '은폐된 심해 방류관 누수 그리고 부실 복마전' = 부산일보 사회부 김백상 기자

  - 지역 기획보도 방송 부문
    - '죽음의 분진…그 후 2년' = 울산MBC 탐사보도부 설태주 기자
- 303회 2015년 11월
  - 취재보도1 부문
    - '추위에 떠는 YS 영결식 어린이합창단' = CBS 뉴미디어부 강종민 기자

  - 경제보도 부문
    - '시한부 면세사업' = 매일경제신문 유통부 손일선·이새봄·조성호 기자, 경제부 이상덕·장영석 기자
    - '신세계 1천억 원대 차명 주식 = CBS 경제부 곽인숙 기자

  - 기획보도 신문·통신 부문
    - '쌀 생존전략 리포트 - 해외에서 길을 찾다' = 농민신문 농정부 임현우·김상영·최상일 기자, 경제유통부 오영채 기자, 문화부 김봉아 기자
    - '스노든 폭로 2년, 인터넷 감시사회' = 한겨레신문 탐사기획팀 고나무 기자, 사회부 최현준 기자, 경제부 권오성 기자

  - 기획보도 방송 부문
    - '노동위 심층 보고서 누가 심판하는가?' = KBS 탐사보도팀 이재석·정창화 기자, 영상특집부 강희준 기자

  - 지역 취재보도 부문
    - '테스트 타이어 대량 유통' = KBS대전 보도국 성용희·심각현 기자

  - 전문보도 부문 - 사진
    - '경찰 물대포에 맞는 농민 백남기 씨' = 프레시안 편집국 손문상 기자
- 304회 2015년 12월
  - 취재보도1 부문
    - 경향신문  사회부 구교형·선명수·김상범 기자 '강남구청 ‘댓글부대’ 운영 의혹'
    - MBC 경제부 김장훈 기자, 사회2부 홍신영·이준희 기자 '인천 11살 여아 아동학대 사건'
    - YTN 전국부 한동오 기자, 사회부 우철희·강희경 기자, 영상취재1부 이현오 기자 '선생님 빗자루로 때리고 욕설하는 학생 '짓밟힌 교권
    - JTBC 정치부 임진택·이주찬·최종혁 기자 '중공군 유해 송환 조작 의혹'

  - 경제보도 부문
    - 국민일보 경제부 이성규·서윤경·조민영·윤성민 기자 '현실화된 괴물 ISD, 뒷걸음질치는 정부'

  - 기획보도 신문·통신 부문
    - 한겨레신문 한겨레21부 정은주 기자 '세월호 탐사 보도'

  - 지역 취재보도 부문
    - 경남CBS 보도제작국 이상현 기자 '몽고식품 회장의 직원 상습폭행'

  - 지역 기획보도 방송 부문
    - KBS부산 보도제작부 양희진·노준철 기자, 영상취재부 한석규·허선귀 기자 '원전도시(Mega Nuke City)'

#### 2016년
- 305회 2016년 1월
  - 취재보도1부문
    - 「자동차관리법 개정으로 졸지에 폐업한 ‘헤이딜러’」매일경제신문 사회부 황순민 기자
    - 「밀입국․폭발물 의심물체…뻥 뚫린 인천공항 YTN 사회부 강진원 ․ 김평정 ․ 강희경 기자, 편집4부 최원석 기자
    - 「“좌익효수급 ‘일베’ 국정원 직원 3명 더 있다. 檢 은폐 의혹”」CBS 산업부 조은정 기자

  - 취재보도2부문
    - 「전국 유․초중고 석면지도 작성 및 석면 정보 관리 문제점」KBS 데이터저널리즘팀 김태형 ․ 성재호 ․ 김양순 기자

  - 기획보도 신문·통신부문
    - 「‘‘과거사 재심사건’ 책임자 505명을 공개합니다’」한겨레신문 탐사기획팀 고나무 ․ 김경욱 ․ 김민경 기자
    - 「저성장 시대 행복 리포트」 한국일보 행복리포트팀
    - 「위안부 소재 영화 <귀향>의 국민 후원 제작을 위한 연속 보도」한겨레신문 한겨레21부 송호진 기자

  - 지역 취재보도부문
    - 「조달청 관급자재 ‘가격조작’」TBC 사회부 이세영 기자, 영상취재팀 최상보 기자

  - 전문보도부문-온라인
    - 「한중일 청년리포트 : 3개국 38명의 청춘 이야기」한국일보 디지털뉴스부 김경준 ․ 김주영 기자
- 306회 2016년 2월
  - 취재보도1부문
    - 「방석호 아리랑TV 사장 호화출장 및 입찰비리 추적보도」 경향신문 강진구 논설위원 겸 기자

  - 경제보도부문
    - 「‘산업 모세혈관 소공인 살리자’ 시리즈」서울경제신문 성장기업부 강광우·한동훈·박진용·백주연 기자, 사진부 권욱 기자

  - 기획보도 방송부문
    - 「시사기획 창-훈장」KBS 라디오뉴스제작부 최문호 기자, 디지털뉴스부 이병도 기자, 탐사제작부 최광호 기자,  영상취재부 이상훈 기자

  - 지역 취재보도부문
    - 「전파관리소 불법 감청 의혹 광주일보 사회부 김형호 기자
    - 「의사·간호사가 보험금 타려고 ‘나이롱환자’ 노릇..강진의료원 파문」 연합뉴스 광주전남취재본부 전승현 기자

  - 지역 기획보도 방송부문
    - 「꽃분이의 눈물」울산MBC 탐사보도부 설태주 기자, 미디어영상부 전상범 기자
- 307회 2016년 3월
  - 경제보도부문
    - 「“대우조선, 손실 2조 축소”…딜로이트의 실토 ‘파문’」한국경제신문 증권부 이동훈 기자

  - 기획보도 신문·통신부문
    - 「‘부들부들 청년’ 시리즈」경향신문 ‘부들부들 청년’팀

  - 기획보도 방송부문
    - 「개국 5주년 특별기획 다큐멘터리-일본군 위안부」TV조선 일본군 위안부 특별취재팀

  - 지역 취재보도부문
    - 「총기로 살해위협.. 법무부의 은밀한 폭행」CJB청주방송 사회부 황상호 기자, 영상취재팀 김유찬 기자

  - 「평택 ‘원영이 사건’」연합뉴스 경기취재본부 최해민·최종호·이영주·강영훈·류수현 기자
  - 지역 기획보도 방송부문
    - 「해양레저특구의 ‘진실’」부산MBC 인사이드팀 임선응 기자, 영상미술센터 이성욱 기자
- 308회 2016년 4월
  - 취재보도1부문
    - 시사저널 사회탐사팀 안성모·조해수·조유빈 기자 ‘어버이연합 게이트’
    - JTBC 사회2부 강인식·백종훈·강신후·박창규·유선의 기자 ‘전경련, 어버이연합 게이트’

  - 기획보도 신문·통신부문
    - 오마이뉴스 탐사보도팀 구영식·김도균·유성애 기자, 사진팀 이종호 기자, 아트디렉터 고정미 기자 ‘‘19대 정치자금 봉인해제’ 시리즈’
    - 한겨레신문 탐사기획팀 고나무·김경욱·김민경 기자, 문화스포츠부 권승록 기자 ‘의원 298명 후원금 지출 전수조사’

  - 지역 취재보도부문
    - 제주CBS 경찰팀 이인·문준영 기자, CBS 사회부 박지환 기자 ‘정부청사 턴 ‘공시생’ 지역선발시험도 조작, 성적위주 선발이 만든 시험괴물’
    - 경남도민일보 출판미디어국 임종금 기자 ‘비례대표 사전투표 새누리당 몰표 사건 의혹 규명’

  - 특별상
    - 프리랜서 기자 김혜경, Pierre-Emmanuel Deletree(피에르 엠마뉴엘 델레트헤) ‘체르노빌 30년 후쿠시마 5년 현장리포트’(한국일보 보도)
- 309회 2016년 5월
  - 취재보도1부문
    - 「지적장애 13세 ‘하은이’ 성매매 둔갑 판결」 CBS 사회부 김광일 기자
    - 「구의역 사고 배후, ‘메피아’ 계약」 CBS 사회부 김구연·김광일·강혜인·김기용·송영훈 기자
    - 「생리대 살 돈 없어 신발 깔창, 휴지로 버텨내는 소녀들의 눈물」 국민일보 온라인부 박효진 기자

  - 지역 취재보도부문
    - 「사건 짜깁기·조작한 ‘복마전’ 경기도 행정심판」 중부일보 지역사회부 김만구 기자, 정치부 천의현·이복진 기자
- 310회 2016년 6월
  - 취재보도1부문
    - 「남부지검 자살 검사, 부장검사 폭언 및 폭행 의혹」 중앙일보 사회2부 손국희 기자
    - 「국민의당 선거비용 리베이트 수수 의혹」 동아일보 정치부 길진균·차길호·조용우 기자
    - 「서영교 의원 친인척 채용·보좌관 후원금 상납」 TV조선 사회부 하누리 기자

  - 경제보도부문
    - 「홍기택 전 산업은행장 단독 인터뷰-“대우조선 지원, 최경환·안종범·임종룡이 결정”」 경향신문 산업부 박재현 기자

  - 기획보도 신문·통신부문
    - 「불법파견 위장취업 보고서」 오마이뉴스 이슈팀 선대식 기자

  - 지역 취재보도부문
    - 「여교사 성폭행 사건」 목포MBC 보도부 김진선·김양훈·양현승 기자, 영상부 고재필·민정섭 기자
    - 「이천 SK하이닉스 주변 ‘논 황폐화’」 경인일보 사진부 임열수 기자, 정치부 전시언 기자

  - 전문보도부문(온라인)
    - 「5·18 항쟁:전염병처럼 번진 왜곡의 실체」 SBS 뉴미디어편집부 권지윤·박원경 기자

  - 2016년 2분기 자살예방 우수보도상
    - 「국민신문고-자!살자」 YTN 기획제작팀 홍상희 기자
- 311회 2016년 7월
  - 취재보도1부문
    - 「청와대·친박계 새누리당 공천 개입」 TV조선 기획취재부 정동권 기자, 정치부 서주민 기자

  - 취재보도2부문
    - 「공기청정기·에어컨 필터서 살균제 OIT 검출..전량회수 권고」 MBC 사회2부 남재현·곽동건 기자

  - 기획보도 신문·통신부문
    - 「한국의 민주화와 미국-美 정부 기밀해제 문서 단독 입수」 국민일보 정치부 하윤해 기자
    - 「사학비리 연속기획」 한겨레신문 토요판팀 오승훈 기자

  - 지역 취재보도부문
    - 「비소·카드뮴 침출수, 강으로 농경지로 ‘콸콸’」 KBS전주 취재부 박재홍·서승신 기자, 촬영부 강수헌 기자

  - 지역 경제보도부문
    - 「특집 다큐-검은 삼겹살 2부작」 전주MBC 취재부 유룡 기자

  - 지역 기획보도 신문·통신부문
    - 「‘복지 마피아’ 득세」 국제신문 기획탐사팀 김희국·유정환 기자

  - 지역 기획보도 방송부문
    - 「국책사업에만 눈독...환자 진료 거부 ‘파문’」 KBC광주방송 탐사보도팀 정영팔·임동률 기자, 영상취재부 염필호 기자
- 312회 2016년 8월
  - 취재보도1부문
    - 「“영국 주재 북한 외교관, 부인・자녀와 망명”」 중앙일보 편집국 이영종 통일전문기자
    - 「“공항공사 퇴직 낙하산 간부, 노래방서 멍 들도록 성추행…죽고 싶었다”」 경향신문 사회부 김형규·김서영 기자
    - 「이철성 신임 경찰청장 내정자 음주사고 경력」 TV조선 사회부 조덕현·강석·황민지·박성제 기자

  - 경제보도부문
    - 「대우조선 실사보고서 단독 입수 분석」 이데일리 증권시장부 김도년 기자

  - 지역 취재보도부문
    - 「“심장 멎은 택시기사...두고 떠난 승객”」 TJB대전방송 보도국 조혜원·이은석 기자

  - 지역 기획보도 방송부문
    - 「방파제 특혜 의혹」 KNN 사회부 윤혜림 기자, 영상제작팀 국주호 기자

  - 전문보도부
    - 「녹조 토하는 낙동강」(사진) 한겨레신문 사진부 김봉규 기자
    - 「4대강 사업의 민낯」(특별상) 오마이뉴스 10만인클럽 정대희 기자, 사진팀 이희훈 기자, 김종술·이철재·정수근 시민기자
- 313회 2016년 9월
  - 취재보도1부
    - 「이번엔 ‘스폰서 부장검사’...수사검사에 사건무마 청탁」(한겨레신문 사회부 최현준·서영지·김지훈 기자)
    - 「불길 속 이웃 살리고 ‘식물인간’」(채널A 사회부 허욱 기자)
    - 「미르·K스포츠재단 권력형 비리 의혹」(TV조선 특별취재팀)

  - 경제보도부문
    - 「청담동 주식부자의 허상」(서울경제신문 증권부 유주희·지민구 기자)

  - 기획보도 신문·통신부문
    - 「독한 사회–생활화학제품의 역습」(경향신문 정책사회부 김기범 기자, 경제부 이혜인 기자, 사회부 이혜리·이효상 기자)
    - 「국정원 공제회 양우회 대해부」(한겨레신문 경제부 고나무 기자, 사회부 김경욱·김민경 기자)

  - 지역 취재보도부문
    - 「광주사립고 생활기록부 무단 수정 및 성적 조작 의혹」(전남일보 사회부 최동환·조시영·진창일·김정대 기자)
    - 「그래도 되는 죽음은 없다-부산교도소 재소자 사망 사건」(부산일보 사회부 최혜규·장병진·민소영·조소희·김준용 기자)
    - 「전면 재시공...‘부실’ 스크린 도어」(TBC 사회팀)
    - 「한국동서발전 발암물질 유출 수산물 파문」(울산MBC 뉴스취재부 이용주 기자, 탐사보도부 설태주 기자, 미디어영상부 김동석 기자)

  - 지역 기획보도 신문·통신부문
    - 「복지사각 ‘제로맵’」(부산일보 사회부 이자영·이대진·장병진·민소영·안준영 기자)
- 314회 2016년 10월
  - 취재보도1부문
    - 「최순실 독일 유령 법인 설립 및 안종범·차은택의 광고사 강탈 사건」

```
  (경향신문 정치부 정제혁·김한솔 기자, 산업부 송진식 기자, 사회부 구교형 기자, 탐사보도팀 유희곤 기자)
```

- -     - 「최순실 국정개입사건」

```
       JTBC 특별취재팀
```

- -     - 「최순실씨 인사·예산 농단 및 대통령 사생활 관리 영상」

```
       TV조선 특별취재팀
```

- -     - 「최순실 게이트」한겨레신문 정치부 김의겸·하어영 기자, 경제부 류이근 기자, 편집국장석 송호진 기자, 사회부 방준호 기자

  - 지역 취재보도부문
    - 「‘두 얼굴의 LG’ 41억 뒷돈 갑질 10개월의 추적」 MBC충북 보도국 정재영 기자

  - 전문보도부문
    - 「최초공개 최순실」 시사IN 사진팀 조남진 기자
    - 「파도에 휩쓸렸다 극적인 구조」동아일보 사진부 박영철 기자
- 315회 2016년 11월
  - 취재보도1부문
    - 「세월호 VIP 보고서 단독 입수」JTBC 사회2부 이가혁·신진·박현주·최규진 기자
    - 「“부회장 물러나야 CJ 산다”…청와대, 대기업 오너도 교체」 MBN 특별취재팀 정창원·이성수·김경기·서정표·정수정 기자
    - 「박근혜 대통령과 대기업 총수 7명 독대」매일경제신문 사회부 전지성·이현정·조성호·정주원·박종훈 기자
    - 「김기춘·청와대, 언론·사법·문화계 등 통제(김영한 비망록)」TV조선 특별취재팀

  - 경제보도부문
    - 「삼성물산 합병 과정서 외압 및 대가성 의혹」한겨레신문 경제부 이정훈·곽정수·이완 기자, 사회부 최현준 기자

  - 지역 취재보도부문
    - 「‘방역 실패’로 변종 AI 확산」 KBS청주 보도국 이정훈·최영준 기자
    - 「‘낙동강 오·폐수 불법 배출 사건’ 추적」 KBS창원 취재팀 이대완·송현준 기자, 영상취재팀 김한빈·이정태·조형수 기자

  - 지역 기획보도 신문·통신부문
    - 「대하기획 인류무형유산 제주잠(해)녀-제주해녀 미래성장동력으로」제민일보 문화부 고미 기자, 정치부 한권 기자, 편집부 이소진 기자

  - 전문보도부문
    - 「팔짱끼고 웃으며 조사받는 우병우 전 수석」조선영상비전 멀티미디어영상부 고운호 기자
- 316회 2016년 12월
  - 취재보도1부문
    - 「문체부 블랙리스트·관리지침 실물 공개」SBS 최순실 국정농단 특별취재팀 박민하·최우철·박수진 기자
    - 「‘세월호 및 박근혜·최순실 게이트’ 연속보도」한겨레신문 문화스포츠에디터석 강희철 기자, 경제에디터석 류이근 기자, 사회에디터석 방준호 기자, 정치에디터석 하어영 기자
    - 「김영재와 세월호 7시간」JTBC 사회2부 이호진·김지아·박진규·이희정·이한길 기자
    - 「정호성 녹취파일과 유출 기밀문건 추적」동아일보 사회부 장관석·신나리·배석준·김준일 기자

  - 취재보도2부문
    - 「‘블랙리스트 청와대 정무수석실 작성 전달’ 추적」한겨레신문 문화부 노형석 기자
    - 「세월호 선언 등 9473명, 문화계 블랙리스트 확인」한국일보 문화부 조태성 기자

  - 기획보도 신문·통신부문
    - 「세월호 수색 한창때 朴은 미용시술 흔적」한국일보 멀티미디어부 박서강·류효진 기자
    - 「밥상 위의 세계」경향신문 ‘밥상 위의 세계’ 특별취재팀

  - 지역 취재보도부문
    - 「군기해이 軍 폭발사고, 줄줄 새는 국민 세금 막았다」부산일보 지역사회부 권승혁 기자

#### 2017년
- 317회 2017년 1월
  - 취재보도1부문
    - 「김기춘 우파단체 지원 및 국정원 블랙리스트 작성 관여 의혹」 경향신문 사회부 구교형·김경학·윤승민·박광연 기자, 탐사보도팀 유희곤 기자
    - 「차병원, ‘기증 제대혈 불법 투여’」SBS 시민사회부 이세영 기자
    - 「단독 입수 안종범 업무수첩 및 박근혜·최순실 게이트 연속 보도」시사IN 특별취재팀

  - 취재보도2부문
    - 「필리핀 경찰 한인납치 사건」JTBC 국제부 강신후 기자

  - 지역 취재보도부문
    - 「37년 만에 밝혀진 계엄군의 5·18 헬기사격」뉴시스 광주전남본부 사회부 배동민·신대희 기자

  - 지역 기획보도 신문·통신부문
    - 「하나로 원자로 내진설계 대진단」중도일보 경제과학부 최소망 기자
- 318회 2017년 2월
  - 취재보도1부문
    - 「安 선물 덕에 아내한테 점수 땄다…녹취록 공개」SBS 시민사회부 김정우 기자
    - 「김정남 암살 최초 보도 및 후속 보도」TV조선 정치부 엄성섭·김남성·백대우·이채현 기자, 사회부 최우정 기자
    - 「“최순실 모친, 삼성동 대통령 자택 계약” 증언」JTBC 사회2부 이상엽 기자

  - 기획보도 신문·통신부문
    - 「게임산업 노동자 잔혹사」경향신문 산업부 이효상 기자

  - 지역 취재보도부문
    - 「아스콘 공장發 건강·주거권 경보」경인일보 사회부 김순기·황준성·전시언 기자, 사진부 임열수 기자
    - 「문화재 망친 엉터리 복원공사」대구MBC 뉴스취재부 도성진 기자, 영상취재부 김경완 기자

  - 지역 기획보도 방송부문
    - 「잠입취재 정신병원에서 무슨일이」TBC 영상취재팀 김남용 기자, 보도팀 한현호 기자

- 319회 2017년 3월
  - 취재보도1부문
    - 「대법원의 사법개혁 저지의혹」경향신문 사회부 이범준·이혜리·곽희양 기자

  - 기획보도 신문·통신부문
    - 「비싼 돈 내고 전공도 못 듣는 ‘학문의 錢당’-대학은 돈의 전당」 한국일보 기획취재부 박상준 기자

  - 기획보도 방송부문
    - 「연속기획 구의역 사고 이후 추적」CBS 사회부 강혜인 기자

  - 지역 취재보도부문
    - 「속초세관 보세창고 비리」G1강원민방 속초지국 조기현·원종찬 기자, 영동본부 최경식·홍성백 기자
    - 「두 장짜리 보고서가 밝혀낸 ‘한 여고생의 죽음’」KBS전주 취재부 서승신 기자, 촬영부 김경섭·안광석 기자
    - 「금복주 하청, 눈물의 상납 관행」TBC 사회부 박정 기자, 영상취재부 최상보 기자

  - 지역 기획보도 신문·통신부문
    - 「전국 정수장 ‘저질 활성탄’ 납품비리」경인일보 정치부 송수은·신지영 기자, 사회부 이경진·전시언 기자, 사진부 임열수 기자

- 320회 2017년 4월
  - 취재보도1부문
    - 「탄기국, 40억원대 기부금 불법 유용 및 사기·배임 의혹」시사저널 사회탐사팀 조해수·안성모 기자, 디지털뉴스팀 조유빈 기자
    - 「안종범 新업무수첩 39권 단독 입수」  한국일보 사회부 강철원·김정우·김청환·안아람·손현성 기자
    - 「국가정보원 비선 민간여론조작 조직 실체」한겨레신문 한겨레21부 김완·하어영·정환봉 기자

  - 경제보도부문
    - 「가계부채 악화 소비자 역선택 조장하는 ‘주류대출’」매일경제신문 주간국 노승욱 기자

  - 지역 취재보도부문
    - 「5조원대 지방재정 폭탄 ‘학교용지부담금 반환 사태’, 5개월간의 추적」경인일보 정치부 신지영 기자, 사회부 전시언 기자
    - 「광주시립예술단 비리」 kbc광주방송 탐사팀 이형길·박성호 기자, 보도영상부 김영휘 기자
    - 「성추행·폭행이 일상...‘지옥같은’ 대안학교」JTBC 부산총국 배승주·구석찬 기자

  - 지역 경제보도부문
    - 「산골 시외버스 부당요금 10년 만에 인하」전주MBC 취재부 이창익·유룡·강동엽·김아연 기자

  - 전문보도부문
    - 「전격 배치된 사드」매일신문 사진부 우태욱 기자
- 321회 2017년 5월
  - 취재보도1부문
    - 「국정농단 수사 이영렬 중앙지검장 ‘조사 대상’ 안태근과 부적절 만찬」한겨레신문 사회부 강희철·서영지 기자

  - 기획보도 신문·통신부문
    - 「‘그림자 아이들’ 기획 시리즈」동아일보 국제부 조은아 기자, 정책사회부 노지원 기자, 사회부 김예윤 기자, 사진부 김재명 기자
    - 「가장 슬픈 범죄, 영아유기」국민일보 사회부 사건팀

  - 지역 취재보도부문
    - 「비정규직의 절규 “우리는 리모컨이 아니다”-김진현 전 과기처 장관의 ‘갑질’ 논란」경기일보 정치부 이호준·허정민 기자
    - 「“다치고 짤리고 돈 못받아도”...산업기능요원의 눈물」kbc광주방송 탐사팀 이형길·박성호 기자, 보도영상부 김종원 기자

  - 지역 기획보도 방송부문
    - 「최초보고..‘먼지 전북’의 비밀」KBS전주 시사제작부 박형규 기자, 보도국 이주노·이지현 기자

- 322회 2017년 6월
  - 취재보도1부문
    - 「안경환 법무부 장관 후보 검증...저서·혼인무효 등」TV조선 사회부 채현식·하누리·김도형·장민성·김태훈 기자
    - 「햄버거 먹고 신장장애 2급…맥도날드 “책임 없다”」KBS 경인방송센터 양성모 기자, 영상취재부 임현식 기자
    - 「호식이 두마리 치킨 최호식 전 회장 성추행 피소」YTN 사회부 김영수·이경국 기자, 영상취재1부 홍성노·박한울 기자
    - 「숭의초교 학교 폭력 축소·은폐 의혹」SBS 기획취재부 김종원·이병희·박세용·장훈경·박하정 기자

  - 기획보도 신문·통신부문
    - 「갈길 먼 공익제보」세계일보 특별기획취재팀 김용출·백소용·이우중·임국정 기자
    - 「누가 청년의 눈을 멀게 했나」오마이뉴스 사회팀 선대식 기자

  - 지역 취재보도부문
    - 「국가는 아들을 책임지지 않았다-‘김 상병’ 장애보상금 문제 연속보도」부산일보 사회부 안준영·조소희 기자

  - 지역 기획보도 방송부문
    - 「세계최대원전, 누가 만들었나?」울산MBC 탐사보도부 설태주 기자

- 323회 2017년 7월
  - 취재보도1부문
    - 「종근당 이장한 회장의 운전기사 갑질」한겨레신문 사회부 황금비 기자
    - 「‘6세 실명’ 아동학대, 한달전 신고 받고도 눈치 못챘다」동아일보 사회부 이형주 기자
    - 「‘SNS 장악’ 등 국정원 보고서 단독입수 및 총·대선 전 청와대 보고 확인」세계일보 산업부 조현일 기자, 사회부 박현준·김민순 기자
    - 「‘빨간 마티즈의 비밀’ 2년만에 복원된 휴대전화」JTBC 사회2부 이호진·박진규·김태영·이선화 기자

  - 기획보도 신문·통신부문
    - 「프랜차이즈 56곳 가맹계약서 전수분석」머니투데이 사회부 백인성 기자

  - 지역 취재보도부문
    - 「망자의 돈까지 노리는 노인요양시설」KBS춘천 보도국 송승룡·전성관 기자

  - 지역 기획보도 신문·통신부문
    - 「신(新)맹모삼천지교:부산 공교육 희망 프로젝트」부산일보 사회부 임태섭·송지연·이승훈 기자

- 324회 2017년 8월
  - 취재보도1부문
    - 「댓글공작 최초 실명 폭로...“청와대 날마다 보고”KBS 파업뉴스팀
    - 「삼성 장충기 문자 메시지 단독 입수」시사IN 사회팀 주진우 기자, 정치팀 김은지 기자
    - 「국정원, 댓글알바 30개팀 3500명 운영했다 등」한겨레신문 사회부 서영지 기자
    - 「잊혀진 살인마 석면의 공습」한국일보 정책사회부 조원일·박세인·신지후·조아름 기자

  - 기획보도 방송부문
    - 「단독공개, 친일파 재산보고서」SBS 뉴미디어제작1부 정경윤·권지윤·박원경·화강윤 기자

  - 지역 취재보도부문
    - 「경영평가에 목줄 잡힌 공공기관들의 검은 커넥션」경기일보 정치부 박준상·이호준·허정민 기자

- 325회 2017년 9월
  - 취재보도1부문
    - 「“靑 지시로 軍 사이버사 불법 활동” 外」SBS 기획취재부 정명원·김종원·박하정 기자

  - 취재보도2부문
    - 「소규모 난개발의 습격...매장문화재 SOS 지도」YTN 데이터저널리즘팀 함형건 기자, 영상취재1부 류석규 기자

  - 기획보도 신문·통신부문
    - 「파리바게뜨 제빵기사 불법파견 의혹」한겨레신문 사회에디터석 박태우 기자

  - 「공공기관 부정채용 민낯」한겨레신문 디스커버팀 류이근·임인택·조일준·최현준·임지선 기자
  - 지역 취재보도부문
    - 「“중상자 방치에 암매장까지” 전직 교도관이 증언한 5.18 당시 광주교도소의 진실」전남일보 사회부 박성원·노병하·김정대·김화선·박종호 기자

  - 지역 기획보도 신문·통신부문
    - 「생애 마지막 전력질주」 국제신문 기획탐사팀 권혁범·김영록 기자

  - 지역 기획보도 방송부문
    - 「“리베이트 덫에 걸린 지방의원들”-재량사업비 뒷돈 거래부터 전국 최초 폐지선언까지」전북CBS 정치부 이균형 기자, 사회부 임상훈 기자

- 326회 2017년 10월
  - 취재보도1부문
    - 「“국정원, 매년 박근혜 靑에 특활비 상납”」매일경제신문 사회부 전지성·채종원·이현정·조성호·정주원 기자

  - 「이명박 전 대통령 장남 시형씨, 중국 법인 4곳 대표·회계총괄 선임..다스 비자금 내부서류 보도 등 다스 실소유 의혹」 JTBC 탐사팀 임진택·이호진 기자, 국제부 백종훈·박창규·정해성 기자
    - 「우리은행, 국정원 직원·VIP 자녀 등 20명 ‘특혜채용’」  한겨레신문 정치팀 송경화·김태규 기자

  - 기획보도 신문·통신부문
    - 「2017 대한민국 과로리포트-‘누가 김부장을 죽였나’」  서울신문 사회부 유대근·김헌주 기자, 사회2부 이범수 기자, 정책뉴스부 홍인기 기자, 온라인뉴스부 오세진 기자

  - 지역 취재보도부문
    - 「‘비리 화수분’ 사학, 부안여고의 민낯-부안여고 성추행 의혹부터 교사 구속에 학급 수 감축까지」 뉴시스 전북본부 정치부 신동석 기자, 사회부 강인 기자

  - 지역 기획보도 신문·통신부문
    - 「인정받지 못한 영웅의 눈물, 대통령이 응답하다」경기일보 사회부 김규태·정민훈·유병돈 기자

  - 지역 기획보도 방송부문
    - 「밍크고래의 춤」울산MBC 탐사보도부 설태주 기자, 미디어영상부 전상범 기자
- 327회 2017년 11월
  - 기획보도 신문·통신부문
    - 「18살 고교 실습생은 왜 죽음으로 내몰렸나 등 」한겨레신문 사회부 김미향·고한솔 기자, 사회2부 허호준 기자

  - 기획보도 방송부문
    - 「삼성전자 직업병 첫 사망 54명 확인 분석」 JTBC 사회3부 임진택·박진규·김지아 기자

  - 지역 취재보도부문
    - 「누가 18살 민호를 죽음으로 내몰았나 ‘제주 현장 실습 사망사고 최초 연속보도’」 제주CBS 사회부 문준영 기자
    - 「견고하던 5·18 침묵의 카르텔을 깨뜨리다」광주일보 사회부 김용희 기자

  - 전문보도부문
    - 「불타버린 코리안드림」한겨레신문 사진에디터석 김성광 기자
- 328회 2017년 12월
  - 취재보도부문
    - 「대입 부정 배후에 ‘대치동 브로커’ 있다」중앙일보 선데이국 강홍준 기자
    - 「이대목동병원 신생아 사망사고 최초보도 및 후속보도」JTBC 경제산업부 전다빈 기자, 사회3부 정해성 기자, 사회2부 강희연·최하은·이한길 기자
    - 「교수 논문에 자녀 끼워넣기…중·고생 자녀 ‘스펙’ 쌓아주는 교수들」국민일보 사회부 이재연·손재호·임주언 기자

  - 지역 취재보도부문
    - 「진안 가위박물관 유물 구입 의혹」JTV전주방송 시사기획팀 하원호 기자, 영상제작팀 이동녕 기자
    - 「뇌성마비 오진 세가와병」경북일보 사회부 배준수 기자
    - 「“군의원 5년 만에”…일가족 3명 줄줄이 공무원 채용 의혹」JTV전주방송 보도국 정원익 기자

  - 지역 기획보도 신문·통신부문
    - 「연중기획 시리즈 ‘실향민 이야기, 꿈엔들 잊힐리야’」경인일보 정치부 정진오·박경호 기자, 경제부 목동훈·홍현기 기자, 사회부 김민재 기자

  - 전문보도부문
    - 「김영미의 4개국 67일 추적기-스텔라데이지호를 찾아서」(특별상) 시사IN 국제팀 김영미 편집위원
- 329회 2018년 1회
  - 취재보도부문
    - 「김희중 전 청와대 제1부속실장 단독 인터뷰」한국일보 사회부 안아람·정반석 기자
    - 「안태근 성추행 사건 폭로 및 ‘미투’ 운동 연속보도」 JTBC 사회3부 김지아·박소연·신진·윤재영 기자, 사회2부 이지혜 기자

  - 기획보도 신문·통신부문
    - 「신년기획 벌거벗은 ‘임금’님 시리즈」 경향신문 정책사회부 김상범 기자, 경제부 김원진 기자, 경향비즈팀 조형국 기자
    - 「‘마약리포트-한국이 위험하다’ 8부작 시리즈」한국일보 사회부 강철원·안아람·손현성·김현빈 기자, 정치부 박재현 기자

  - 지역 취재보도부문
    - 「돈과 권력에 밀린 도로 안전-부산외곽순환고속도로 부실 설계」 국제신문 사회1부 박호걸·최민정 기자
    - 「울산 고래고기 ‘전관예우 의혹’ 사건」 부산일보 지역사회부 권승혁 기자

  - 지역 기획보도 신문·통신부문
    - 「일몰제의 경고-도심 속 공원이 사라진다」  부산일보 경제부 이자영 기자, 편집부 김경희 기자, 사회부 안준영·김준용 기자

  - 전문보도부문
    - 「2018 예산회의록 전수분석-예산심사 왜 그렇게 하셨어요?」(온라인) SBS 뉴미디어국 제작부 정형택·권지윤·엄민재·박수진·김학휘 기자
- 330회 2018년 2월
  - 취재보도부문
    - 「현직 검사의 강원랜드 수사 외압 폭로」MBC 보도제작2부 양윤경 기자, 시사영상부 송록필 기자, 시사IN 사회팀 주진우 기자, 정치팀 김은지 기자

  - 기획보도 신문·통신부문
    - 「‘1968 꽝남! 꽝남!’ 연속 보도」한겨레신문 한겨레21부 김선식 기자

  - 기획보도 방송부문
    - 「‘MB 차명재산 가평 별장’ 추적 연속보도」SBS 기획취재부 박하정·정성진 기자

  - 지역 취재보도부문
    - 「값싼 노동력 제공 전락…변질된 대학생 현장실습 실태」kbc광주방송 탐사보도팀 이형길·정의진 기자, 영상취재부 염필호 기자
    - 「무관심이 만든 문화적 테러-‘꽃의 내부’ 무단 철거 사태」부산일보 문화부 박진홍 기자, 사회부 김한수 기자

  - 전문보도부문
    - 「전두환 회고록을 검증한다」(온라인) SBS 기획취재부 박세용·장훈경 기자
- 331회 2018년 3월
  - 취재보도1부문
    - 「김윤옥 3만 달러 든 명품백 받아 MB캠프, 돈 주고 보도 막았다 」 서울신문 논설위원실 김성곤 기자, 국제부 한준규 기자
    - 「경찰 온라인 여론 조작 의혹 연속 보도」 한겨레신문 24시팀 허재현·신지민 기자, 한겨레21부 하어영·정환봉·김완 기자

  - 취재보도2부문
    - 「세계적인 피겨 스타 메드베데바, 자기토바 연속 특종 인터뷰(평창올림픽 금-은메달리스트) & 올림픽 이후 두 선수 특종 보도」조선일보 스포츠부 정병선 기자

  - 기획보도 신문·통신부문
    - 「두 도시 이야기」 오마이뉴스 최저임금 특별기획팀
    - 「경제민주화로 가는 길, 기울어진 법정 시리즈」경향신문 사회부 이범준 기자

  - 기획보도 방송부문
    - 「에버랜드의 수상한 땅 값 급등과 삼성물산 합병 」SBS 탐사보도부

  - 지역 취재보도부문
    - 「감시 사각지대, 세금 빼먹는 지역 문화원」전주MBC 취재부 이경희 기자

  - 지역 기획보도 신문·통신부문
    - 「2018 평창동계올림픽·패럴림픽 특집 섹션 」 강원일보 문화부 오석기 기자, 사진부 권태명 기자, 정치부 이성현 기자, 사회부 최기영 기자, 교육체육부 강경모 기자
- 332회 2018년 4월
  - 취재보도1부문
    - 「조현민 물뿌리기 등 한진그룹 총수일가 갑질파문 연속보도」매일경제신문 사회부 조성호· 김희래· 이희수 기자
    - 「‘삼성 노조파괴 문건’ 6천건 나왔다 외」한겨레신문 정치부 서영지 기자, 경제부 박태우 기자
    - 「삼성 노조 와해 전략 미전실 개입 의혹 단독보도」SBS 시민사회부 박상진· 임찬종· 류란· 박원경· 김기태 기자
    - 「김기식 전 금융감독원장 도덕성 논란 연속 보도」조선일보 정치부 최경운· 박수찬· 최연진· 이슬비 기자

  - 취재보도2부문
    - 「특별사면과 평창...삼성의 은밀한 뒷거래」SBS 특별취재팀

  - 경제보도부문
    - 「신한은행 채용비리 의혹」경향신문 사회부 유희곤 기자

  - 기획보도 신문·통신부문
    - 「기획연재<고스트 스토리>」한겨레신문 토요판팀 이문영 기자

  - 지역 취재보도부문
    - 「한국판 홀로코스트 형제복지원 '절규의 기록' 단독 보도」부산일보 사회부 안준영· 김준용 기자
- 333회 2018년 5월
  - 취재보도1부문
    - 「‘음이온 침대서 라돈 검출’ 연속보도」SBS 정책사회부 강청완· 장세만· 강민우 기자, 문화과학부 정구희 기자

  - 기획보도 방송부문
    - 「<이규연의 스포트라이트> ‘북한식당 탈북 의혹 풀다’」JTBC 탐사제작팀 봉지욱 기자

  - 지역 취재보도부문
    - 「3대 걸친 사학적폐 서울예대의 ‘민낯’ 연속보도」CBS 경인센터 윤철원· 신병근 기자
    - 「한국원자력연구원 ‘핵 폐기물 불법 매각’ 최초 및 연속 보도」대전MBC 보도국 고병권· 이승섭· 조명아· 신규호 기자

  - 전문보도부문 (온라인)
    - 「디지털스페셜 '우리 동네 의회 살림' [풀뿌리 가계부] 시리즈」(온라인) 중앙일보 디지털콘텐트랩 심서현 기자
- 334회 2018년 6월
  - 기획보도 신문·통신부문
    - 「가정돌봄 환자 100만 시대 시리즈」중앙일보 복지팀 신성식 · 이에스더 · 정종훈 기자

  - 기획보도 방송부문
    - 「군 병원의 위험한 불법 의료 실태 연속 단독 보도」SBS 탐사보도부 이병희 · 김종원 · 한세현 · 박하정 · 정성진 기자

  - 지역 취재보도부문
    - 「예멘인 난민 입국 최초 보도 및 연속 보도」제주신보 정치부 좌동철 기자, 사회부 홍의석 기자
- 335회 2018년 7월
  - 취재보도1부문
    - 「촛불집회 당시 기무사 ‘계엄령 문건’ 단독 입수 보도」JTBC 정치1부 강인식·서복현·심수미·유선의 기자, 사회2부 김필준 기자

  - 경제보도부문
    - 「BMW 주행 중 차량화재 연속보도」SBS 시민사회부 고정현·정동연·김민정 기자

  - 기획보도 신문·통신부문
    - 「<노동orz: 우리 시대 노동자의 초상>」한겨레신문 24시팀

  - 지역취재보도부문
    - 「정부가 등 돌린 장애인운동선수, 그들의 눈물을 닦아내다」경기일보 사회부 김승수 기자
- 336회 2018년 8월
  - 취재보도1부문
    - 「일제강점기 강제징용 피해자 손배소 재판거래 의혹 추적보도」동아일보 사회부 황형준·전주영·허동준 기자

  - 경제보도부문
    - 「<[단독]前통계청장 “큰 과오 없어..윗선 말 듣지 않아 경질한 듯”> 등 이데일리 정경부 최훈길·유태환 기자

  - 기획보도 신문·통신부문
    - 「서울신문 창간 114주년 기획 ‘어떻게 사법이 그래요’」서울신문 법조팀

  - 기획보도 방송부문
    - 「[탐사K/단독] 예산 114억 쓴 ‘국회의원 연구단체’…보고서는 표절·짜깁기」KBS 탐사보도부 임재성·최준혁 기자, 영상특집부 이상훈 기자

  - 지역 기획보도 신문·통신부문
    - 「2018 부산 공공케어 보고서」 부산일보 사회부 이대진·안준영·김준용·서유리 기자

  - 지역 기획보도 방송부문
    - 「가짜 해녀 어업보상금 사기 최초 단독 연속보도」울산MBC 탐사보도부 설태주 기자

- 337회 2018년 9월
  - 기획보도 신문·통신부문
    - 「간병살인 154인의 고백」서울신문 탐사기획부 유영규·임주형·이성원·신융아·이혜리 기자
    - 「‘새로 쓰는 우리 예절 신(新) 예기(禮記)’」동아일보 특별취재팀

  - 지역취재보도 부문
    - 「택배 ‘대학생 감전사’ 무엇이 청년을 숨지게 했나 & 현장 기록」대전CBS 보도제작국 김미성·고형석 기자

## 특별상
|                           | 수상작                                                                        | 수상자                                                                    |
| ------------------------- | ----------------------------------------------------------------------------- | ------------------------------------------------------------------------- |
| 1993년 4월                | 광란의 탈영병                                                                 | 한겨레신문사 김선규 기자                                                  |
| 1994년 1월                | 서울에 나타난 美 중앙정보국장                                                 | 한겨레신문사 이종찬, 이정우 기자                                          |
| 1995년 8월                | 안기부 간부 언론입성 저지                                                     | 충청일보 편집국                                                           |
| 1996년 5월 전문보도 부문  | 아 광주여                                                                     | 광주방송 보도국 신선호, 신건호, 김종원 기자                               |
| 1996년 7월                | '신문전쟁' '신문개혁'                                                         | 한겨레 손석춘,김현수,송현순 기자                                          |
| 1997년 11월               | 한겨레 21 "작은 권리 찾기"                                                    | 한겨레 한겨레21부 윤승일 기자                                             |
| 1998년 3월                | 위기의 한국신문 개혁은 오는가 1.2                                             | MBC 교양제작국 윤혁 기자 외2                                              |
| 1998년 4월                | 길 잃은 목자                                                                  | MBC 보도제작국 윤정식 기자                                                |
| 1998년 10월               | 부천가스 폭발현장                                                             | KBS 중계기술국 강태홍, 항공위원 김송걸, 영상제작국 이태수 기자            |
| 1999년 9월                | 노근리 양민학살 사건 추적 보도                                                | AP통신 최상훈 기자                                                        |
| 2000년 1월                | 몽골·유라시아 뉴 밀레니엄 특집 새 천년을 꿈꾸는 땅                            | YTN 보도본부 배석규, 이승주 기자                                          |
| 2000년 2월                | 연합 영문뉴스, 전 세계 한국정보 주도                                          | 연합뉴스 영문 뉴스국                                                      |
| 2000년 4월                | 16대 국회의원 선거보도                                                        | 중앙일보 편집부                                                           |
| 2000년 8월                | 검찰의 4·13 선거사범 수사현황 보고서 공개 정보통신부 해킹 당하다              | 내일신문 정당팀 남봉우, 장병호, 진병기 기자 MBC 정보과학부 최혁재 기자    |
| 2000년 12월 전문보도 부문 | '한나라당 대선관련 내부문건'                                                  | 내일신문 정당팀 장병호 기자                                               |
| 2001년 3월 전문보도 부문  | 검찰의 심규섭 의원 횡령사건 등 은폐 및 재수사 촉구                            | 내일신문사 기획특집팀 홍장기, 윤주식, 문상식, 전호성, 차염진, 범현주 기자 |
| 2001년 6월                | 주부 울리는 요실금치료기                                                      | KBS 보도국 뉴스투데이 황응구 PD                                           |
| 2002년 3월                | 권노갑 정치자금 1억원 불법제공, 권노갑씨 마포사무실 운영비 1억원대            | 내일신문 정당팀 진병기 기자                                               |
| 2007년 11월               | 「“나는 삼성과 공범이었다” “삼성은 다급했었다” “삼성의 꼬리자르기 시나리오”」 | 시사IN 뉴스팀 주진우 기자                                                 |
| 2008년 4월                | 「미국산 쇠고기, 과연 광우병에서 안전한가?」                                  | MBC PD수첩 오동운, 이춘근, 김보슬, 이중각 PD                              |
| 2008년 6월                | 「은퇴기자 홈커밍 리포트 - 다시 뛰는 실버 재취업한 6070」                     | 전 중앙일보 기자 김성호, 한규남, 정규웅, 이두석, 김재봉, 신종수, 곽태형   |
| 2011년 7월 그래픽 부문    | 「2018 평창 동계올림픽 경기장 계획」                                          | 연합뉴스 그래픽뉴스팀 장예진 인턴기자                                     |
| 2012년 1월                | 「정수장학회를 공공의 자산으로」                                              | 부산일보 특별취재팀 이재희, 손영신, 박세익, 박태우, 이자영 기자           |
| 2012년 4월                | 「찾아가는 SNS 편집국 ‘총선버스 411’」                                        | 오마이뉴스 정치팀 장윤선 기자외                                           |
| 2012년 5월                | 「산사랑&산사람」                                                             | 매일신문 편집부 한상갑 기자                                               |

## 자살예방 우수보도상
- 2011년
  - CBS대전 김정남 기자「자살 권하는 사회」
- 2012년 2월
  - 동아일보 사회부 우경임 기자「그들의 주홍글씨를 껴안았다. 살아야 할 이유를 이제 찾았다」
- 2014년 2분기
  - 「[자살이란 이름의 질병] 시리즈」국민일보 사회부 경찰팀 강준구, 전수민, 김유나, 정부경, 이도경, 조성은, 박세환 기자
- 2014년 4분기
  - 「10년 넘게 OECD 자살률 1위...이대로 놔둘 건가」한국일보 김치중 의학전문기자
- 2015년 1분기
  - 한국일보 김치중 의학전문기자 ‘자살률 10년 넘게 세계 1위, 관련 공무원 달랑 2명’
- 2015년 3분기
  - 경향신문 주간경향 박송이 기자 ‘따뜻한 말 한마디론 막을 수 없다’
- 2015년 4분기
  - '절망하는 이에 희망을' = 국제신문 기획탐사팀 김희국·유정환 기자
- 2016년 1분기
  - 「[김현주의 일상 톡톡] 정신력으로 이겨내면 안되냐고?」세계일보 김현주 기자
- 2016년 3분기
  - 「트라우마 떨쳐낼 손길 필요...年10회 이상 치료 받아야 효과」동아일보 사회부 홍정수·권기범 기자

- 2016년 4분기
  - 「또 동반자살... 인터넷·SNS가 ‘죽음의 통로’ 外」국민일보 사회부 민태원·윤성민·임주언 기자, 사회2부 김영균 기자

- 2017년 1분기
  - 「공동체 깨진 ‘이전 도시’ 부적응·직무 스트레스로 ‘막다른 선택’ 外」서울신문 정책뉴스부 박찬구 기자
- 2017년 2분기
  - 「벼랑 끝에 선 사람들」세계일보 사회부 경찰팀(강구열·박현준·남정훈·박진영·김범수·이창수·배민영 기자)

- 2017년 3분기
  - 「바뀌어야 ‘산다’」 세계일보 사회부 이창수 기자

- 2017년 4분기
  - 「“OECD 자살 1위 오명…내년 예방 예산은 거의 제자리” 외 기획보도」중앙일보 신성식 복지전문기자

- 2018년 1분기
  - 「OECD 자살률 부동의 1위…서울 야간 예방인력은 3명뿐」뉴스1 사회부 최동현·류석우 기자

- 2018년 3분기 자살예방 우수보도상
  - 「위기에 내몰린 한국 아동청소년」내일신문 정책팀 김규철 기자

## 같이 보기
- 관훈언론상
- 이달의 방송기자상
- 한국기자상
- 한국방송기자대상